# Кавказский фронт Первой мировой войны
Кавка́зский фронт — один из фронтов Ближневосточного театра военных действий Первой мировой войны.
Союзнические обязательства между Османской империей, Германией и Австро-Венгрией в случае войны в Европе были установлены тайным германо-турецким соглашением от 20 июля (2 августа) 1914 года. Несмотря на объявленную мобилизацию, осуществлявшуюся при активном содействии германской военной миссии, Османской империи в течение нескольких месяцев удавалось избегать вступления в войну. Россия объявила ей войну лишь после вооружённой провокации — нападения турецких кораблей на российские порты на Чёрном море, произошедшего 16 (29) октября 1914 года.
В начальный период боевых действий основной силой турок на Кавказском фронте была 3-я армия, численностью в 150—190 тыс. человек. Кроме того, имелись также формирования курдской иррегулярной кавалерии. С российской стороны в кампании участвовала Кавказская армия численностью около 170 тыс. человек. Самостоятельное значение на завершающем этапе войны приобрели армянские добровольческие формирования, находившиеся под сильным влиянием как политических партий («Дашнакцутюн» и «Гнчак»), так и сторонников общероссийской государственности. Также на стороне русских войск выступали езиды и ассирийские отряды.
Существенное значение для хода войны имело присутствие в зоне боевых действий христианского населения (армяне, греки и ассирийцы), в основной массе враждебно относившегося к турецким властям .
Первоначально фронт проходил вдоль российско-турецкой границы от Чёрного моря через озеро Ван до озера Урмия, но впоследствии боевые действия распространились и на территорию Персии. Боевые действия проходили в условиях тяжёлого горного рельефа и сурового климата, на территории с недостаточно развитыми коммуникациями.
К концу 1914 года Кавказской армии удалось сорвать планы Османской империи по захвату российского Закавказья и перенести боевые действия на турецкую территорию. Основную роль в этом сыграла Сарыкамышская операция. В этот же период происходит вторжение русских, турецких и англо-индийских войск на территорию Персии.
В 1915 году русской армии удалось продвинуться вглубь турецкой территории, тем самым упрочив своё положение на Кавказском фронте. Основные сражения происходили при Ване, Манцикерте, Алашкерте и Кеприкее.
Военные действия 1916 года привели к дальнейшему продвижению русских войск вглубь османской территории, сопровождавшемуся захватом крупных городов: Эрзерума, Вана, Трапезунда, Эрзинджана, Муша и Битлиса. На занятых русскими войсками территориях Западной Армении был установлен оккупационный режим.
Произошедшая в 1917 году в России Февральская революция привела к массовому дезертирству солдат и потере боеспособности русской армии. В результате контрнаступления турецкой армии под её контроль перешёл Битлисский вилайет вплоть до Муша. Пришедшее к власти в России в результате Октябрьской революции Советское правительство объявило о выходе из войны и предложило Центральным державам начать переговоры о мире. В декабре 1917 года на Кавказском фронте было подписано временное перемирие.
К началу 1918 года русская армия практически полностью была отведена с Кавказского фронта. Турецкие войска, которым противостояли лишь разрозненные части Армянского добровольческого корпуса, перешли в наступление и заняли Эрзинджан, Трапезунд и Эрзерум. С падением Эрзерума турки фактически вернули контроль над всей Восточной Анатолией.
Официально Кавказский фронт прекратил существование в марте 1918 года в связи с подписанием РСФСР Брестского мирного договора с Центральными державами. Под контроль турецких войск перешли Батумская и Карсская области.
Османская империя в этот период вела мирные переговоры в Трапезунде и Батуме вначале с Закавказским комиссариатом и Закавказской демократической федеративной республикой, а позже с независимыми Грузией, Азербайджаном и Арменией.
В конце Первой мировой войны между Османской империей и державами Антанты на тяжёлых для первой условиях было заключено Мудросское перемирие, а позже был подписан Севрский мирный договор. К 1922 году национальное движение во главе с Мустафой Кемалем добилось полной победы над всеми иностранными военными силами на турецкой территории, вследствие чего было подписано Муданийское перемирие, а в июле 1923 года с Антантой был заключён Лозаннский мирный договор, признававший независимость Турции в её нынешних границах.
Боевые действия в ходе войны сопровождались резким обострением межконфессиональных и межэтнических отношений на территории Османской империи, что вылилось как в организованное турецкими властями массовое уничтожение и депортацию христианского населения (геноцид армян, ассирийцев, понтийских греков), так и в этнические чистки мусульманского населения со стороны русских войск и армянских воинских формирований.

## Предыстория
Ещё в феврале 1908 года наместник на Кавказе граф И. И. Воронцов-Дашков в обращении к императору Николаю II относительно Османской внешней политики отмечал:

«Не смотря на заверения Турции в дружбе к России, мобилизаций её войск продолжается и не может быть истолкована иначе, как приготовление войны с нами; но едва ли Турции решалась бы на войну без уверенности в реальной поддержке другой сильной державы.»
Потерпев поражение в войнах начала XX века, продемонстрировавших слабость турецкой армии, руководство Османской империи пыталось найти себе сильных союзников в назревавшей войне, чтобы при их содействии восстановить экономику и вернуть себе утраченные территории. После того, как попытки установления союзнических отношений с Антантой закончились неудачей, младотурецкие лидеры взяли курс на укрепление связей с Германией.
В ноябре 1913 года было подписано германо-турецкое соглашение о направлении в Турцию многочисленной германской военной миссии под руководством генерала Лимана фон Сандерса, которой было поручено восстановление боеспособности турецкой армии. Руководство России восприняло эту новость чрезвычайно негативно, однако все её протесты отклонялись Берлином. Российское руководство волновало прежде всего соблюдение интересов России в районе Черноморских проливов и Константинополя, в том числе возможный переход турецких войск в этом районе под иностранное командование.
1 (14) июля 1914 года, то есть сразу же после начала кризиса на Балканах, министр иностранных дел Австро-Венгрии граф Л. фон Берхтольд предложил заключить союз между Германией, Австро-Венгрией и Османской империей. 9 (22) июля с аналогичным предложением к Вильгельму II обратился Энвер-паша.
20 июля (2 августа), на следующий день после объявления Германией войны России, Османская империя подписала секретный договор о союзе с Германией. Ещё через день правительство Турции закрыло черноморские проливы для торговых судов и приступило к установке мин и возведению новых фортификационных сооружений силами немецких инженеров и солдат. 24 июля (6 августа) османские власти, к которым Германия обратилась с просьбой предоставить укрытие кораблям Средиземноморской эскадры, преследуемым британской эскадрой, обусловили своё согласие новыми требованиями, которые существенно изменяли условия подписанного союзного договора. В частности, от Германии потребовали учёта пожеланий Османской империи при решении вопроса о территориальных приобретениях (Карсской и Батумской областей России, а в случае вступления Греции в войну на стороне Антанты и островов Греческого архипелага) и об изменении границ на Балканах в случае нового раздела полуострова. В тот же день германский посол Г. фон Вангенгейм, передав турецкие требования в Берлин, дал согласие практически по всем пунктам.
В отношении послевоенного устройства русско-турецкой границы нота фон Вангенгейма на имя турецкого правительства содержала следующую формулировку: «Германия обязуется обеспечить Турции такое исправление её восточной границы, которое даст ей возможность установить непосредственное соприкосновение с мусульманскими элементами в России». Расплывчатость формулировки позволяла сторонам трактовать этот пункт так, как они считали нужным. К тому же в ноте посла не содержалось указаний на её ратификацию, и в дальнейшем она так и не была подтверждена кайзером.
28 июля (10 августа) в пролив Дарданеллы вошли немецкие крейсера «Гёбен» и «Бреслау» под командой адмирала Вильгельма Сушона (см. Прорыв «Гёбена» и «Бреслау»). Как отмечает большинство мемуаристов того времени, их прибытие сыграло основную роль в вовлечении Османской империи в войну. «Я не знаю, имели ли какие-нибудь два судна большее влияние на историю, чем эти два немецких крейсера», — вспоминал американский посол Генри Моргентау. Оба корабля вместе с экипажами вошли в состав турецкого флота, где получили названия «Султан Явуз Селим» и «Мидилли». Сам адмирал Сушон возглавил турецкий флот. Последовавшее закрытие Османской империей черноморских проливов сильнейшим образом ударило по российскому экспорту и импорту.
Османская империя, однако, продолжала откладывать своё вступление в войну. Тем временем после поражения германской армии в сражении на Марне (первая декада сентября) стало очевидно, что быстрой победы Германии добиться не удалось и война рискует затянуться. В связи с этим действия по вовлечению Османской империи в войну активизировались. В октябре Германия приняла решение о предоставлении ей займа с условием, что Османская империя вступит в войну сразу же по получении первого транша. Однако многие члены турецкого правительства, включая великого визиря, продолжали испытывать страх перед войной.
В этой ситуации военный министр Энвер-паша, по договорённости с германским командованием, организовал вооружённую провокацию, чтобы поставить правительство перед свершившимся фактом: 11 (24) октября он отдал В. Сушону приказ о начале боевых действий против русского флота и утром 16 (29) октября турецкие корабли (в том числе фиктивно проданные туркам «Гёбен» и «Бреслау») произвели обстрелы русских портов — Одессы, Севастополя, Феодосии и Новороссийска; на подходах к Одессе и Севастополю, а также в Керченском проливе ими были установлены минные заграждения. В результате этого внезапного нападения были потоплены канонерская лодка «Донец» и минный заградитель «Прут»; повреждения получили канонерская лодка «Кубанец», минный заградитель «Бештау» и эсминец «Лейтенант Пущин», портовые сооружения и другие объекты на берегу. Кроме того, было потоплено и захвачено несколько торговых судов. Турецкий флот в ходе операции потерь не понёс. В России это событие получило неофициальное название «Севастопольская побудка».
Вооружённая провокация достигла своей цели. На следующий день великий визирь Саид Халим-паша и ещё четыре министра Османской империи объявили о намерении подать в отставку. Сторонникам военного союза с Германией удалось убедить великого визиря остаться на своём посту, остальные четверо вскоре подали в отставку.
20 октября (2 ноября) Россия объявила войну Турции. Ответное объявление войны последовало 29 октября (11 ноября).

## Соотношение сил

### Османская империя
Во второй половине XIX века Османская империя неоднократно предпринимала попытки реформировать свою армию, в том числе с опорой на опыт некоторых европейских стран. К началу XX века ей удалось создать, по образцу Германии и при масштабной поддержке последней, систему комплектования вооружённых сил, однако недостаточно развитая инфраструктура и промышленная база не позволяли содержать большую армию. Даже после всех военных реформ османская военная организация представляла собой армию анатолийских мусульман, что в конечном счёте привело к созданию после Первой мировой войны турецкого национального государства в Анатолии.

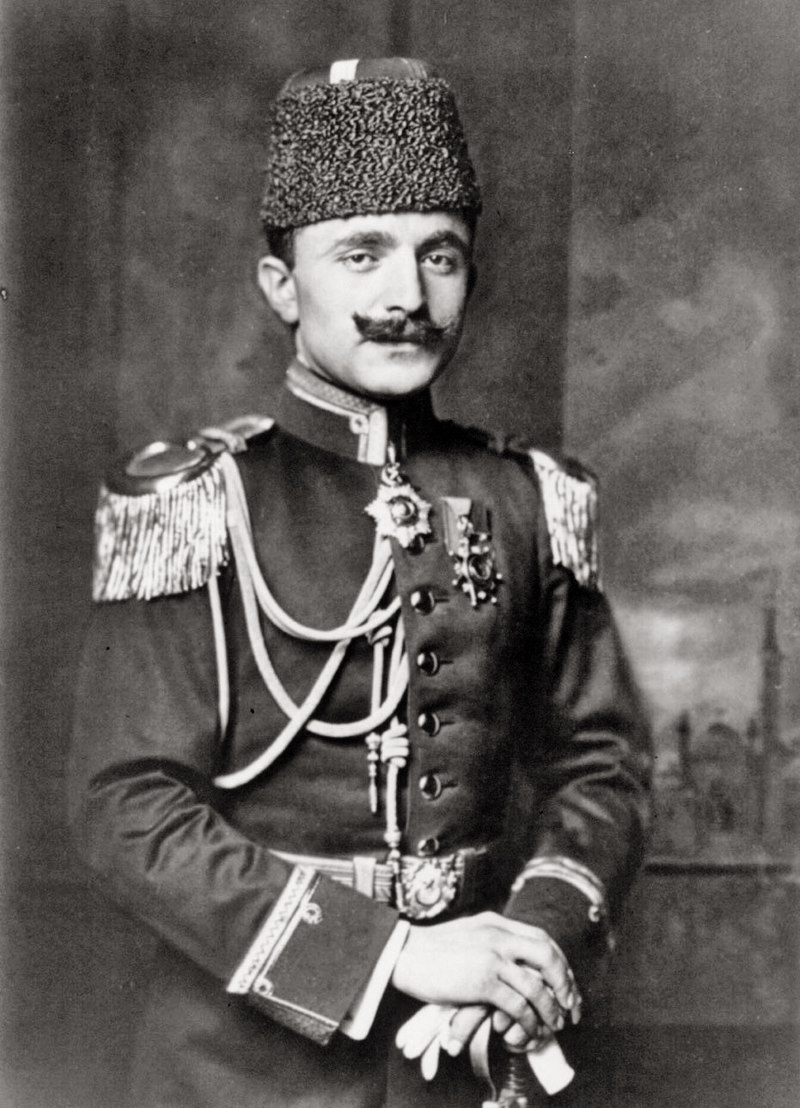
Энвер-паша

К началу Первой мировой войны турецкая армия ещё не оправилась после Итало-турецкой и двух Балканских войн. Армии не хватало самого необходимого — вооружения, боеприпасов, одежды, обуви. Как отмечал Эрих фон Фалькенхайн, начальник генерального штаба Германии (1914—1916), турецкая армия была «глубоко изнурённой вследствие почти непрерывной шестилетней войны и во всех вопросах технических и снаряжения всецело зависела от помощи Германии».
Для действий против России и Персии к началу войны в Западной Армении была развёрнута 3-я армия, которой командовал Хасан Иззет-паша, а в декабре 1914 года возглавил сам военный министр Энвер-паша (начальник штаба — немецкий генерал Ф. Б. фон Шеллендорф).
В 3-ю армию, штаб-квартира которой находилась в Эрзеруме, Энвер-паша в течение лета 1914 года свёл все турецкие войска, дислоцированные в Восточной Анатолии. В район Эрзерума к дислоцировавшемуся здесь 9-му армейскому корпусу был переведён 11-й корпус, закончивший мобилизацию в районе Вана. 10-й корпус вначале был направлен в район Самсуна — Сиваса для участия в планировавшейся десантной операции на юге России, но к началу ноября был возвращён в район Эрзерума. В организационном плане каждый турецкий корпус состоял из двух-трёх дивизий трёхполкового состава. Кроме этих формирований, в состав 3-й армии также вошла 2-я кавалерийская дивизия, которая, как и 1-я и 4-я резервные кавалерийские дивизии, дислоцировалась в Пасинской долине, тогда как 2-я и 3-я дивизии рассредоточились на участке от Алашкертской долины до границы с Персией. 3-я армия была усилена 37-й дивизией 13-го корпуса (на правом фланге в районе Вана) и частями из состава 1-й армии (на крайнем левом фланге, на Черноморском побережье).
На участке от Чёрного моря до Баязета дислоцировались 15 пограничных и один жандармский батальоны, ещё пять пограничных батальонов и 3-я резервная кавалерийская бригада — вдоль персидской границы. В состав турецких сил также входила одна бригада иррегулярной курдской кавалерии и курдские вооружённые формирования численностью до 10 тыс. человек.
По данным Н. Г. Корсуна, всего 3-я турецкая армия насчитывала 100 батальонов при 244 орудиях и 165 эскадронов (включая курдские отряды), а турецкая группировка в Месопотамии, расположенная между Багдадом и Персидским заливом, — 24 батальона. Согласно российскому историку О. Р. Айрапетову, к началу декабря 1914 года численность 3-й турецкой армии достигла 190 тыс. человек (160 батальонов, 128 эскадронов и около 300 орудий). По мнению британского историка Ю. Рогана, в этот период общая численность 3-й армии составляла примерно 150 тыс., включая курдскую кавалерию и другие вспомогательные подразделения. Это давало возможность туркам использовать 100 тыс. непосредственно в кампании против русских войск, а остальная часть личного состава армии находилась в резерве.
В районе Стамбула дислоцировалась 2-я армия (после Дарданелльской операции была переброшена на Кавказский фронт) общей численностью 80 тыс. человек.
В дополнение к регулярной армии и курдским отрядам к середине 1914 года шведскими инструкторами в Персии было создано одиннадцать жандармских полков, общей численностью более 11 тыс. человек. Они базировались в разных городах на территории страны и подчинялись непосредственно турецкому командованию.
Серьёзный удар по военно-морским силам Турции был нанесён ещё до начала войны — 19 июля (1 августа) 1914 года Великобритания реквизировала все четыре дредноута (два из которых — «Reshad V» и «Reshad-i Hammiss» — были полностью готовы), строившиеся по заказу Турции, что вызвало негодование османского правительства.

### Участие союзников Османской империи

#### Австро-Венгрия
Австро-Венгрия оказала значительную военную поддержку Османской империи во время войны, отправив артиллерийские части, моторизованные подразделения и широкий спектр вспомогательных войск и миссий, которые в основном воевали на Синайско-Палестинском фронте. Кроме этого, в турецкой армии служили многочисленные австро-венгерские офицеры, летчики, инженеры, медики, связисты и инструкторы, обучавшие турецких солдат артиллерийскому делу, инженерным работам и лыжной подготовке.

#### Германия
В 1913 году была направлена новая Германская военная миссия под руководством Отто Лимана фон Сандерса для дальнейшей модернизации османской армии, которая продолжала действовать и в ходе конфликта. Когда летом 1914 года началась война, уже более 500 немецких военных служили в османской армии и на флоте в качестве штабных офицеров, инструкторов, инженеров, техников, артиллеристов и лётчиков. На протяжении всей войны несколько тысяч немецких солдат, матросов и лётчиков служили на самых разных должностях в Османской империи.
В 1918 году в Закавказье для захвата нефтяных месторождений была направлена Кавказская экспедиция под командованием Фридриха Кресса фон Крессенштейна численностью 3000 человек, состоявшая в основном из баварских частей.

### Российская империя

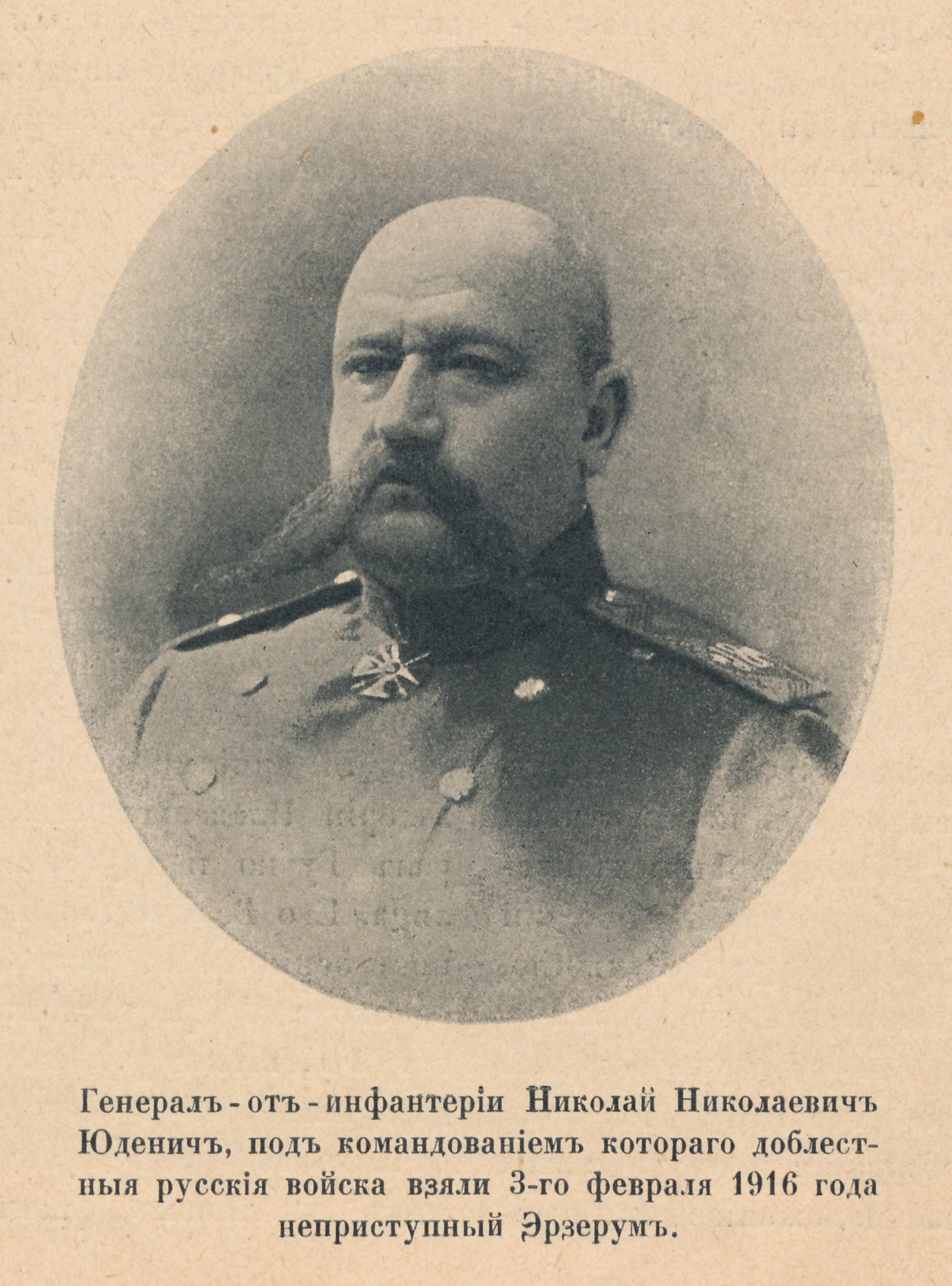
Генерал от инфантерии Н. Н. Юденич. 1916 год

В мирное время Русская Кавказская армия имела следующую организационно-штатную структуру: штаб, 1-й, 2-й и 3-й Кавказские армейские корпуса, в каждый корпус входило три дивизии — две пехотные и одна казачья, один сапёрный батальон и один мортирный дивизион. В дополнении к этому, в 1-й Кавказский армейский корпус входили две бригады — 1-я Кавказская стрелковая и Кубанская пластунская, в состав 2-го Кавказского армейского корпуса — 2-я Кавказская стрелковая бригада и Кавказская кавалерийская дивизия.
С началом войны на европейский театр были переброшены два из трёх (2-й и 3-й) дислоцировавшихся здесь Кавказских армейских корпуса практически в полном составе (за исключением 2-й Кавказской казачьей дивизии) и пять казачьих дивизий. Также была произведена следующая рокировка — 1-я Кавказская стрелковая бригада из состава 1-го Кавказского армейского корпуса перебрасывалась на Восточный фронт, а её место занимала 2-я Кавказская стрелковая бригада из состава 2-го Кавказского армейского корпуса. В сентябре 1914 года, учитывая начавшуюся в Османской империи общую мобилизацию, на усиление Кавказской армии распоряжением Ставки были направлены из Туркестана 2-й Туркестанский армейский корпус и Сибирская казачья бригада.
К началу войны Кавказская армия насчитывала в своём составе: 85—153 батальонов пехоты, 105—175 сотен конницы, 12—15 инженерных рот, 5 батальонов крепостной артиллерии, 256—350 орудий. В своих действиях русские войска опирались на две крепости — Карс и Михайловскую крепость в районе Батума.
Кавказская армия сосредоточила основные силы в пяти группах на четырёх оперативных направлениях: Приморском (Трапезундском), Эрзерумском, Эриванском и Азербайджанском (одна группа представляла собой армейский резерв). Общая протяжённость фронта составила более 580 км. Командовал Кавказской армией наместник царя на Кавказе генерал от кавалерии граф И. И. Воронцов-Дашков, но в силу его возраста фактическое руководство было поручено генералу Н. Н. Юденичу, в то время занимавшему должность начальника штаба армии.
Первоначальный военный план России на Кавказе предполагал активную оборону в сочетании с ограниченными локальными наступлениями. Кавказской армии ставились следующие задачи: удержание железных и грунтовых дорог, защита промышленных центров Закавказья, препятствование проникновению турецкой армии вглубь территории России, а также: наступление на Эрзерум — Сарыкамышскому и Ольтинскому отрядам; овладение Баязетом, Алашкертом и Каракилисой — Эриванскому отряду; оставшимся отрядам — прикрытие государственной границы.

#### Армянские воинские формирования
Ещё до начала войны, в Тифлисе было организовано Кавказское армянское бюро, целью которого было оказание помощи Русской армии в случае войны с Турцией. Армянские студенты обучающиеся за пределами Кавказа выпустили прокламацию, в котором говорилось: «Отдать себя в распоряжение армянского бюро, которое организовано в Тифлисе на случай войны с Турцией, и которое организует армянские отряды».
В 1914 году, сразу же после объявления войны Турции, в московской армянской Крестовоздвиженской церкви прошла литургия по случаю начала войны. Был произведен молебен о даровании победы русскому воинству. По окончании богослужения состоялось собрание «Московского армянского общества», которое было посвящено вопросу участия армян в войне. Было решено организовать армянский санитарный отряд и его отправить на кавказский театр военных действий. Кроме этого было решено немедленно преступить к формированию отрядов армянских добровольцев. В добавок было постановлено открыть прием пожертвований на помощь жертвам войны. Студенты Лазаревского института восточных языков отказавшись от льгот и отсрочек по воинской повинности, попросили совет директоров отпустить их в армию, в которой на тот момент имелась острая нехватка офицеров знающих турецкий язык. В Нахичивани на Дону армянским духовенством был также проведен молебен о победе русского оружия. Состоялся он на соборной площади города, при скоплении тысяч неравнодушных армян. Как отмечает корреспондент газеты «Кавказ»: В горячих речах армянские ораторы обрисовали ярко историческую миссию великой России на Востоке. После молебна толпы армян с портретами Государя Императора и наследника Цесаревича, с целью выражения своей поддержки, двинулись к городскому главе и консульствам союзных государств. После окончания манифестации армяне стали массово записываться добровольцами в армянские дружины. Одновременно с этим на нужды армии начался сбор пожертвований. В то же время «Армянский центральный комитет помощи жертвам войны» опубликовал воззвание о всеобщем сборе пожертвований, и обратился к своему покровителю католикосу всех армян с просьбой издать кондак о сборе пожертвований во всех армянских церквях. «Армянское сельскохозяйственное общество» занималось помощью и решением вопросов семей воинов и запасных.
Добровольческие вооружённые формирования, созданные в начале войны по призыву армянского духовенства и светских кругов, сыграли существенную роль в боевых действиях, в течение войны, они были включены в состав действующей Кавказский армии, а на завершающем этапе, в начале 1918 года, приобрели самостоятельное значение. Создавались эти формирования по рекомендации наместника Кавказа графа И. И. Воронцова-Дашкова с целью содействия освобождению Западной Армении. План Воронцова-Дашкова предполагал создание военизированных армянских отрядов под российским командованием. Формированием армянских дружин (добровольческих отрядов) занимался Военный совет, созданный при Армянском национальном бюро в Тифлисе, которое, в свою очередь, находилось под сильным влиянием политических партий «Дашнакцутюн» и «Гнчак». Наиболее заметной фигурой среди османских армян был лидер блока АРФ (Армянская революционная федерация — Дашнакцутюн) в турецком парламенте и участник захвата Оттоманского банка Гарегин Пастермаджан (Армен Гаро). С началом войны и объявлением Россией амнистии для дашнаков Армен Гаро принял активное участие в формировании армянских добровольческих дружин в составе русской армии. Анатолийские армяне, со своей стороны, готовились к самообороне, получая поддержку из России. Некоторые члены Армянского бюро, однако, отказались от участия в этой деятельности, полагая, что создание подобных формирований может поставить под угрозу безопасность армян Османской империи. Тем не менее осенью сотни турецких армян пересекли иранскую и турецкую границы с целью присоединиться к дружинам. Армянские комитеты и благотворительные общества, расположенные в России и за её пределами, начали собирать средства в помощь армии и беженцам. В преимущественно армяно населённом кубанском Армавире, образовался армянский комитет по сбору пожертвований на организацию армянских добровольческих дружин.
К началу войны с Османской империей были сформированы четыре добровольческие дружины численностью 2,5 тыс. человек и 600 человек резерва, влившиеся в действующую армию на разных участках фронта. Командование было поручено Андранику Озаняну, Драстамату Канаяну, Амазаспу Срванцтяну и Аршаку Гафавяну (погиб в апреле 1916 года под Равандузом). К концу 1914 года были сформированы ещё две добровольческие дружины под командованием Вардана Ханасори и Григора Авшаряна (погиб в 1915 под Эрзерумом). Позже ещё одна, 7-я, под командованием Овсепа Аргутяна. Общая численность дружин возросла до 6 тыс. человек. Зимой-весной 1915 года была проведена реорганизация и переукомплектование дружин. К апрелю все дружины получили примерное штатное расписание: каждая состояла из четырёх рот, конной команды и обоза, 966 человек личного состава и 113 лошадей, после чего последовала попытка их объединения под единым управлением — в сводную дружину под командованием Вардана Ханасори, состоявшую из 2-й, 3-й, 4-й и 5-й добровольческих дружин. Сводная дружина совместно с казачьими частями вошла в «Араратский отряд».
К концу 1915 — началу 1916 годов дружины были рассеяны по всему фронту — на территории Османской империи действовали 1-я, 2-я, 3-я, 6-я, а на территории Персии — 4-я, 5-я и 7-я. Тогда же началась ещё одна их реорганизация, а в феврале 1916 года последовал приказ Ставки о создании на базе армянских добровольческих дружин стрелковых батальонов в составе русской армии. Из семи действующих на тот момент дружин были сформированы шесть стрелковых батальонов (по разным оценкам, от 800 до 984 человек в каждом). Имеются многочисленные свидетельства о храбрости и героизме армянских солдат, сражавшихся в составе Кавказской армии. Армянские части отлично зарекомендовали себя в ходе боёв. «Они дрались фанатично, и ни турки, ни курды армян, как и армяне их, в плен не брали. Они уничтожали друг друга в бою безжалостно», — вспоминал участник тех событий, кубанский казак Ф. Е. Елисеев.

### Участие союзников России

#### Великобритания
В январе 1916 года в Россию прибыл Британский броневой автомобильный дивизион, состоявший из около 500 человек, 50 офицеров, 45 автомобилей, 15 грузовиков и 50 мотоциклов. Он сражался под русским командованием на Кавказе летом и осенью 1916 года, затем принимал участия на Румынском фронте, в июньском наступлении 1917 года и на Юго-Западном фронте. После Октябрьской революции 1917 года дивизион был разоружен большевиками в Курске и в начале 1918 года покинул Россию.
В августе 1918 года уже другой британский отряд «Данстерфорс» под командованием генерал-майора Лайонела Данстервилля участвовал в Битве за Баку. В конце войны, после расформирование британского отряда, деятельность в этом регионе взяли на себя Северо-Персидские силы.

#### Япония
Япония оказывала поддержку России на Кавказском фронте, хотя прямое участие японских войск в боевых действиях было невелико. Уже в ноябре—декабре 1914 года Япония начала поставлять в Россию большое количество винтовок собственного производства (калибр 6,5 мм). Часть этого оружия было направлено для Кавказской армии. Всего на Кавказский и Северный фронты было поставлено около 300 тысяч японских винтовок.
Несколько японских офицеров были направлены на Кавказский фронт. В июле 1916 года капитан-артиллерист Токинори Цурумацу стал первым иностранным офицером, получившим разрешение находиться при Кавказской армии. Японский принц Канъин-но-мия Котохито, будучи в России, направил в Тифлис генерала Зензиро Исидзака для вручения ордена Хризантемы главнокомандующему Кавказским фронтом Николаю Николаевичу. Хирата Томоо, японский консул в Москве, летом 1917 года был отправлен на Кавказский фронт. После революции остался на фронте, чтобы участвовать в интервенции. Также известно о присутствии японских военных наблюдателей капитанов Такэда и Обата, которые действовали на фронте зимой 1916—1917 годов. В ноября 1916 года для участия в подъёме дредноута «Императрица Мария», по просьбе русского морского ведомства, в Севастополь были командированы 12 японских водолазов и техников во главе с капитаном Танака Котаро.
Японские добровольцы сражалась в рядах русской армии на Кавказском фронте. Известно, что двое солдат погибли в бою в январе 1916 года. Ещё 9 японцев продолжали воевать в составе Кавказской армии. В прессе поднимался вопрос о возможной отправке японских войск на Кавказский фронт, однако правительство не пошло на это.

## Цели сторон

### Цели Османской империи
Главную опасность своей государственности турецкое правительство видело в России в связи с её территориальными претензиями на Восточные провинции и Черноморские проливы со Стамбулом (Константинополем). Несмотря на опасения, Фахредин-бей, посол Османской империи в России, провёл переговоры о создании русско-турецкого союза в обмен на гарантии отказа России от проекта проведения армянских реформ, но получил отказ от министра иностранных дел С. Д. Сазонова.
Присоединившись к Центральным державам, турецкое руководство рассчитывало на сдерживание российских притязаний и, более того, на возвращение в результате войны утраченных Османской империей территорий — островов Греческого архипелага, Западной Фракии, а также Карсской и Батумской областей, отошедших к России в результате войны 1877—1878 годов. Младотурки при этом полагались на помощь местного мусульманского населения.
Энвер-паша ставил ещё более амбициозные задачи: после захвата Саракамыша, Батума, Карса, Ардагана — выход к Каспию, а в перспективе — подчинение себе областей Российской Средней Азии и объединение всех тюркских народов посредством исламского движения с открытием пути в Афганистан.
В стратегическом плане турецкое командование ставило перед своей армией несколько задач. Главнейшие из них заключались в сковывании русских сил на Кавказе и недопущении переброски русских войск на русско-германский фронт, нанесении удара по русскому Черноморскому флоту и обороне Черноморских проливов.

### Цели Российской империи
У российской стороны были свои негласные мотивы. Уверенное в скором распаде Османской империи, царское правительство претендовало при предстоящем её разделе между европейскими державами на территории, имеющие для России стратегическое значение. Приоритетными целями были захват Константинополя как центра православного христианства, который пять веков находился под властью турок-мусульман, и получение контроля над проливами, позволяющего беспрепятственный выход российских торговых судов в Средиземное море. Ещё в феврале 1914 года на заседании российского правительства был рассмотрен вопрос оккупации Константинополя и проливов. Общеевропейская война была бы, по всеобщему мнению, наилучшей возможностью для реализации этих задач. В апреле рекомендации кабинета были одобрены царём, который поручил провести подготовку к достижению поставленных целей.
Россия также хотела укрепить свои позиции в Восточной Анатолии. Этот регион граничил с нестабильными российскими территориями на Кавказе и давал доступ к северо-западу Персии, где Россия соперничала с Великобританией. Восточная Анатолия охватывала шесть провинций (Эрзерум, Ван, Битлис, Диярбакир, Харпут и Сивас), признававшихся европейскими державами как территории проживания армян, численность которых здесь составляла до 1 млн. (армянское население на всей территории Османской империи перед войной насчитывало 1,5 — 2,5 млн человек). Начиная с 1878 года царское правительство использовало защиту прав местных армян как предлог для вмешательства во внутренние дела Османской империи. Российские амбиции, связанные с османскими территориями, способствовали обострению напряжённости в отношениях между турками и армянами.

## Первая мировая война и национальные движения христианских народов Османской империи

### Армянский вопрос

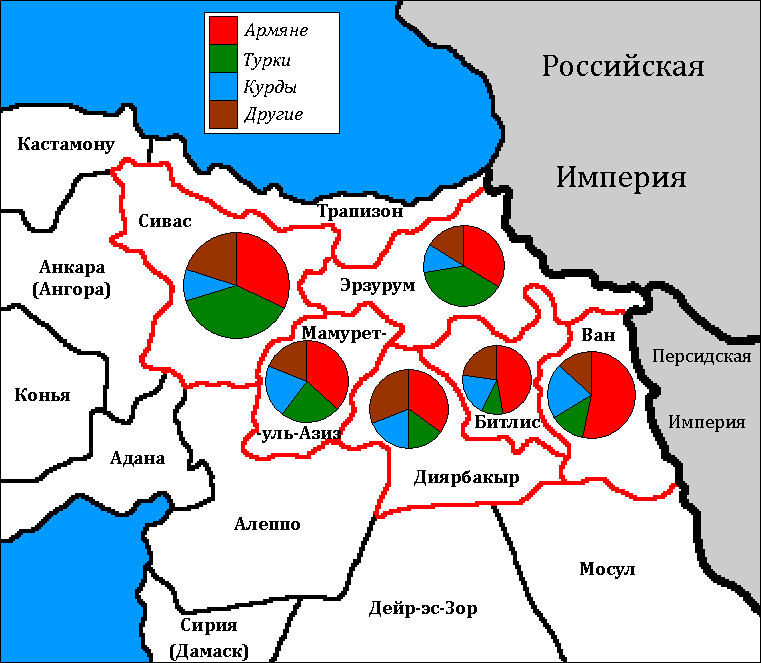
Этническая карта восточных (армянских) вилайетов Османской империи перед Первой мировой войной

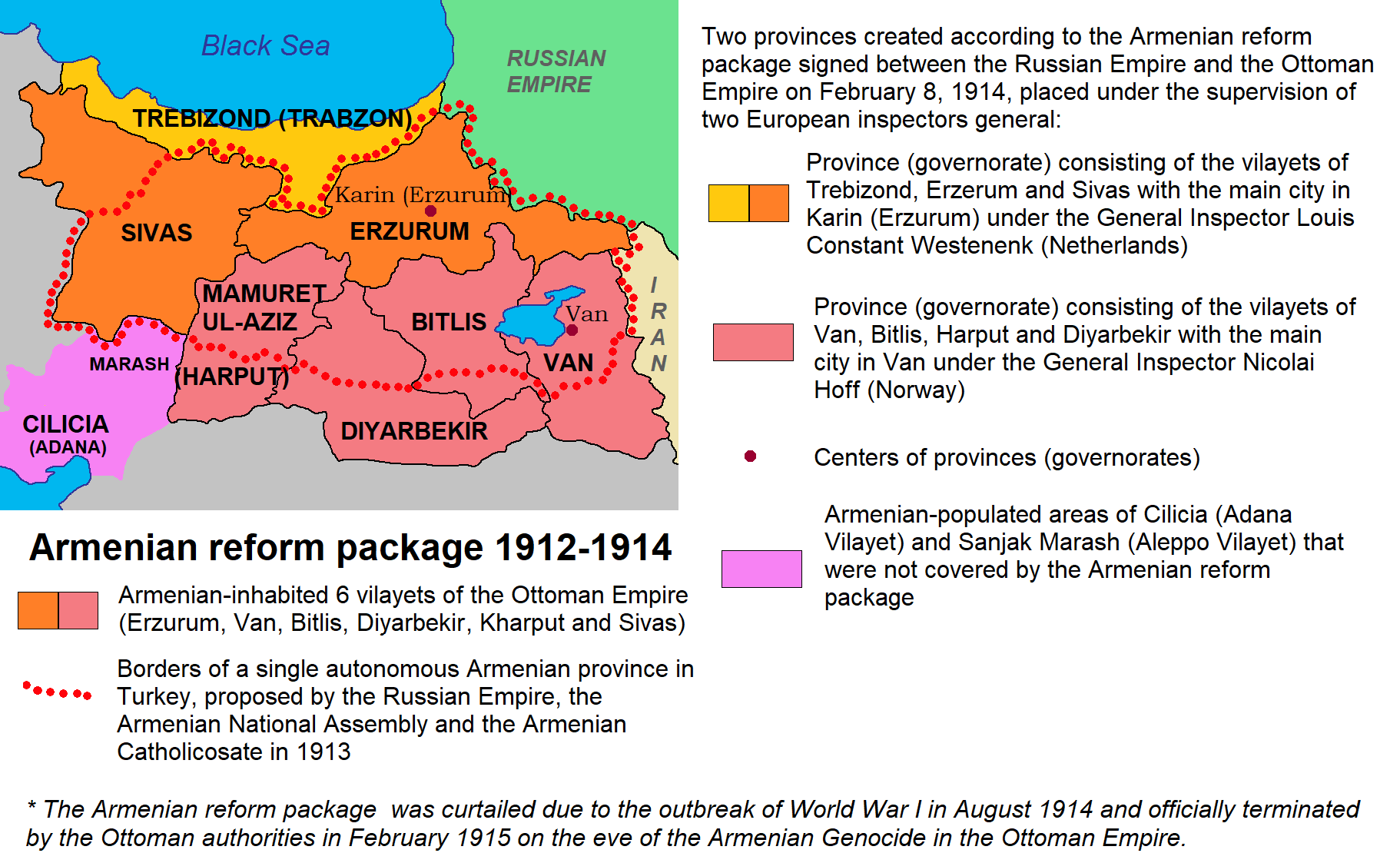
Административно-территориальное деление Западной (Турецкой) Армении согласно окончательному Проекту армянских реформ

Национально-освободительное движение армянского населения Османской империи начало зарождаться в середине и второй половине XIX века. Долгие годы местные армяне подвергались притеснениям и дискриминации со стороны турецких властей.
Впервые, будущее Западной (Турецкой) Армении обсуждалось на высочайшем дипломатическом уровне при заключении Сан-Стефанского мирного договора (ст. 16 и 25), по которому русская армия должна была оставаться в занятых ею районах Османской империи до тех пор, пока не будут проведены соответствующие реформы, а после аннулирования Сан-Стефанского мира по требованию Великобритании, — на Берлинском конгрессе 1878 года (ст. 61 Берлинского трактата). Позднее, бывший премьер-министр Великобритании Ллойд Джордж возлагал ответственность за последующие кровопролития в отношении османских армян именно на британскую политику в данном регионе. На Берлинском конгрессе представители армян впервые заявили о своих территориальных требованиях. Переход в российское подданство сотен тысяч армян после того, как Османская империя в 1878 году утратила провинции Ардаган, Батум и Карс, заложил основу для армянских претензий. Армянская делегация выступала за автономию в провинциях Ван, Эрзерум и Битлис под управлением христианского губернатора.
Накануне Первой мировой войны, разочаровавшись в европейском бездействии, армянское население Османской империи смотрело на Россию как на свою жизнь защитницу и вновь просило о заступничестве. Видные армянские политические, общественные, культурные и религиозные деятели были убеждёнными сторонниками России, а также считали её единственным союзником армянского народа, и утверждали, что спасение турецких армян возможно только при том условии, если инициатива, а также контроль над армянскими реформами исходили бы исключительно от России.
К 1914 году Россия добилась от турецких властей серьёзных уступок в отношении Западной Армении. После многолетних переговоров, было заключено Соглашение о проведении реформ в армянских вилайетах, так как все предыдущие договорённости по проведению «Армянских реформ», в частности, ст. 60 и 61 Берлинского трактата и изданный в октябре 1895 года Абдул-Хамидом II Декрет о реформах в Армении, — оставались только на бумаге и ещё больше усугубляли отношение турецкого государства к армянам. Младотурецкие лидеры рассматривали данное соглашение как «угрозу существования империи» и были полны решимости не допустить его осуществления. В начале декабря 1914 года в связи с началом военных действий, турецкое правительство в одностороннем порядке аннулировало соглашение.
Министр иностранных дел С. Д. Сазонов считал, что «желательно поддерживать самые тесные отношения с армянами и курдами с целью… использовать их в любой момент» в случае начала войны. По его плану, на случай войны предполагалось обеспечить оружием население по ту сторону турецкой границы. В сентябре 1914 года Сазоновым был подписан приказ о контрабандной перевозке оружия для турецких армян. Пользуясь российской финансовой помощью, члены «Дашнакцутюн» поставляли оружие своим сторонникам среди турецких армян. В свою очередь, османские власти предлагали партиям «Дашнакцутюн» и «Гнчак» содействие в организации восстания армян, проживающих в российском Закавказье, обещая им в случае победы создание армянской администрации в Восточной Анатолии и на территории, которая будет отвоёвана у России в ходе войны, однако представители партий отказались от этого предложения, заявив, что армяне по обе стороны границы должны оставаться лояльными к стране их принадлежности.
В связи с оказываемой Россией поддержкой, симпатии к ней продолжали расти у армян по обе стороны границы. С первых дней войны по всему миру, особенно в Закавказье, развернулось армянское патриотическое движение. В Тифлисе Воронцов-Дашков организовал встречу с политическими, финансовыми и духовными лидерами армян. На ней было принято решение о создании добровольческих отрядов для поддержки Русской армии в войне. Армяне связывали с этой войной определённые надежды, рассчитывая на освобождение с помощью русского оружия Западной Армении. Поэтому армянские общественно-политические силы и национальные партии по всему миру объявили эту войну справедливой и заявили о безусловной поддержке России и Антанты. Армянские добровольцы с воодушевлением вступали в русскую армию. С началом войны армянская интеллигенция и духовенство стали поднимать вопрос о будущем устройстве Западной Армении в случае благоприятного завершения войны для России. Наместник на Кавказе граф И. И. Воронцов-Дашков утверждал, что «проблемы, которые волнуют армян, будут решены благосклонно», и призывал армян в России и по ту сторону границы быть готовыми к поддержке российских действий в случае войны. Император Николай II заверял армянского католикоса Геворга V: «…блестящее будущее ждёт армян … армянский вопрос будет решён благосклонно, согласно ожиданиям Армении». Однако, по утверждению некоторых исследователей, «Россия не была реально заинтересована в армянской автономии», хотя Николай II и допускал её создание. В общественных и правительственных кругах также широко обсуждался вопрос возможности предоставления автономии Западной Армении под протекторатом России.
С приходом к власти правительства большевиков, Советское правительство отказалось от продолжения войны, оккупации и аннексии Турецкой Армении, хотя было готово разрешить армянам создание независимой Армении своими силами. Тайное соглашение между западными державами и царской Россией об отторжении Армении от Османской империи было сведено на нет обращением «Ко всем трудящимся мусульманам России и Востока». Этот подход, по мнению армянских историков, делал невозможным решение проблемы Турецкой Армении в интересах армян, так как сразу после вывода русских войск последовало бы возвращение в регион турецкой армии.

### Ассирийский вопрос

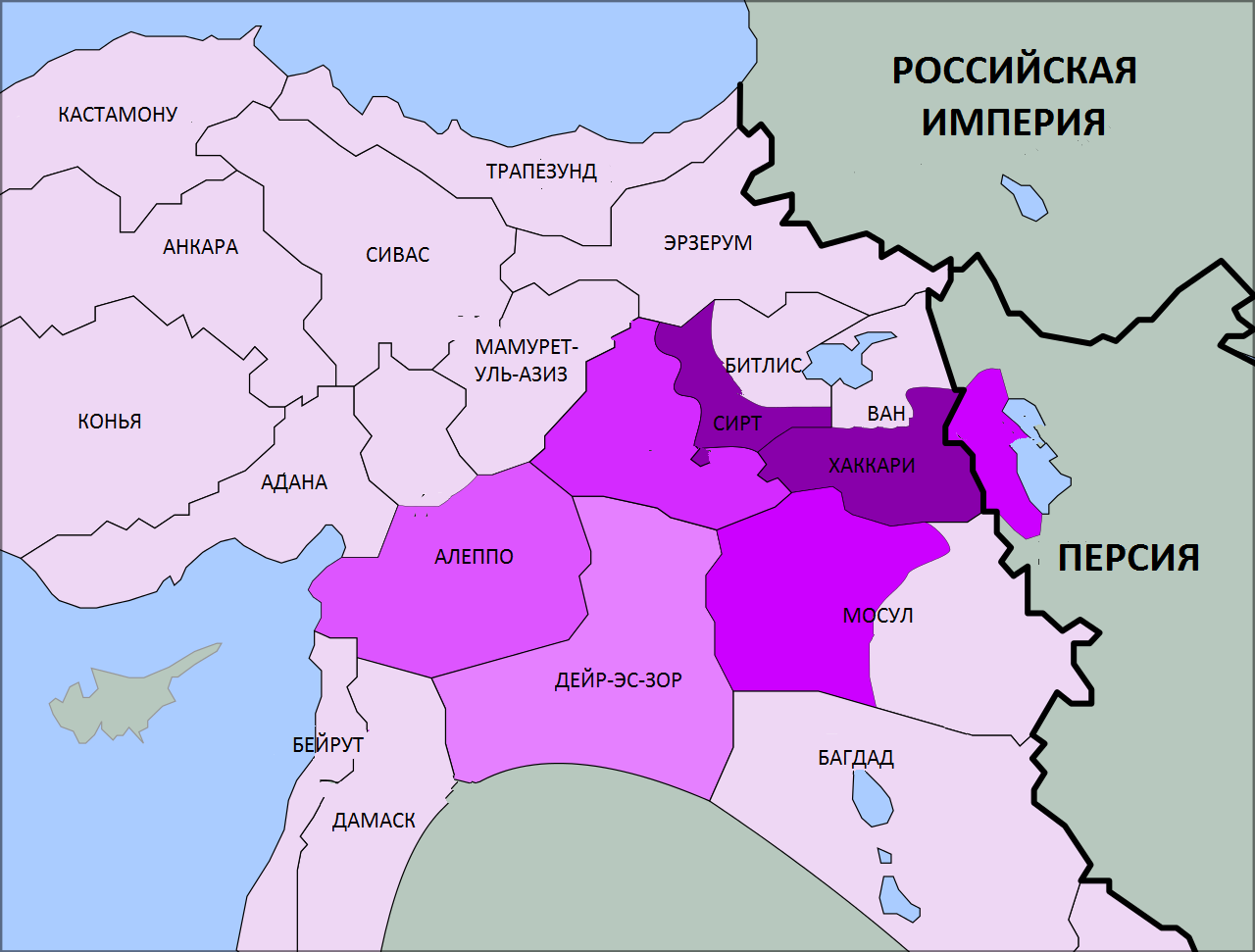
Доля ассирийцев в вилайетах и санджаках Османской империи, а также в регионе Урмии (Персия) до Первой мировой войны. Представлена ассирийской делегацией на мирной конференции в 1919 г.
Более чем 50%
30–40%
20–30%
10–20%
5–10%

Российско-ассирийские связи имеют давнюю историю. За оказанную России помощь ещё в период русско-персидской войны ста ассирийским семьям было позволено переселиться в Закавказье. С 90-х годов XIX века ассирийцы стали связывать решение своего национального вопроса с Россией. В отличие от армян, ассирийцы не имели политических партий и оставались традиционным религиозным миллетом в Османской империи. Задолго до начала войны царское правительство делало попытки привлечь на свою сторону национальные меньшинства Османской империи. Ещё в октябре 1906 года вице-консул России в Ване Ричард Термен имел встречу с Мар-Шимуном Беньямином, на которой последний пообещал, что в случае войны выставит 40 тыс. человек на стороне России.

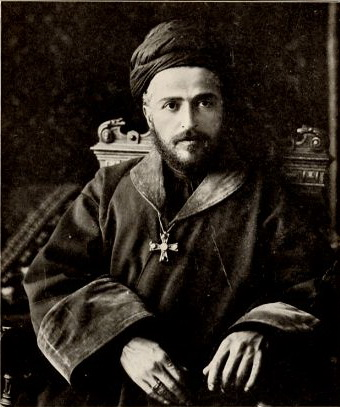
Мар Шимун XXI Беньямин. 1918 г.

Накануне войны Россия и Англия начали предпринимать действия для привлечения ассирийцев, курдов и армян на свою сторону. В июне 1914 года представители ассирийцев Османской империи просили у российского вице-консула Урмии П. П. Введенского 35 тыс. винтовок с обещанием поддержать Россию в случае начала военных действий. 17 (30) августа С.Д. Сазонов направил И.И. Воронцову-Дашкову телеграмму, где говорилось о необходимости создания ассирийских милицейских формирований. Воронцов-Дашков инициативу по восстанию национальных меньшинств Османской империи, в том числе и ассирийцев, поддержал и считал необходимым выделение для этих целей 25 тыс. винтовок. Российским вице-консулом Урмии, на которого было возложено создание ассирийских партизанских отрядов, был составлен соответствующий проект.
Турецкие власти в январе 1915 года без особого успеха также старались добиться от ассирийцев сотрудничества. В июне того же года ассирийским патриархом было принято решение о восстании, о чём было извещено российское консульство в Хое, а также была запрошена военная помощь. Однако время начала восстания не было согласовано с Министерством иностранных дел. Турецкие власти в ответ на действия ассирийцев организовали вооружённые нападения на их поселения в Мосуле и Ване, сопровождавшиеся истреблением населения и сожжением деревень.
15 (28) июня ассирийский патриарх, перейдя персидско-турецкую границу, встретился с генерал-лейтенантом Ф. Г. Чернозубовым с целью получения военной помощи, в которой ему было отказано. При этом ему дали понять, что наилучшим выходом в сложившийся ситуации для ассирийцев будет перейти на персидскую сторону, вооружиться и сражаться на стороне русских. В начале сентября несколько сот тысяч ассирийцев, совершив переход по маршруту Тияри—Тхуб—Таль—Джуламерк—Кочанис—Кудранис—Реш—Гедучи—Бибан—Севан—Башкале, подошли к границе Персии. Через три дня сюда прибыл Чернозубов и до дальнейших распоряжений из Петрограда попросил их оставаться в Башкале. Впоследствии, однако, русские генералы отказались пропустить ассирийцев в Персию, что было обусловлено желанием использовать их в качестве живого кордона против турок на границе. Эта политика привела к противостоянию между ассирийцами и русскими отрядами.
Разногласиями попытались воспользоваться немцы и турки. Ассирийцам предлагалось вернуться в Хакяри, а также деньги и оружие. Решив не отталкивать от себя ассирийцев, российское правительство изменило политику в отношении их. Мар-Шимун, получив в декабре 1915 года телеграмму от Николай Николаевича, прибыл для переговоров в Тифлис . Результатом переговоров стало обещание российской стороны о создании ассирийского государства, а также заверения, что российские формирования останутся на территории Иранского Азербайджана. Была достигнута договорённость о создании ассирийских отрядов в составе русской армии. В результате были сформированы три батальона — двумя командовали русские офицеры, а третий находился под командованием Мар-Шимуна.

## Характеристика театра военных действий
Российско-турецкая граница, существовавшая на начало Первой мировой войны, была установлена в 1878 году в результате русско-турецкой войны. В состав Российской империи входила территория современных Грузии, Армении и Азербайджана (Тифлисская, Эриванская, Елизаветпольская и Бакинская губернии, Закатальский округ). Кроме того, в состав России входили Карсская область (по условиям Московского и Карсского договоров отошла Османской империи) и Батумская область (разделена между Османской империей и Грузией).
Основные сражения между русской и турецкой армиями проходили на Армянском нагорье на высотах 1800—2500 м над уровнем моря. Нагорье пересечено в направлении с запада на северо-восток и восток пятью труднопроходимыми горными цепями, которые сильно затрудняли, а местами полностью исключали действия крупных масс войск. Межгорные котловины перекрыты отрогами главных хребтов, представляющими собой естественные оборонительные позиции. Почти все горы безлесны, за исключением обращённых к Чёрному морю склонов Понтийского Тавра, покрытых густой полутропической растительностью. Существенное влияние на ход войны оказывали климатические особенности района боевых действий, затруднявшие связь, организацию снабжения и передвижения войск: наличие глубокого снежного покрова и низкие зимние температуры, сохраняющиеся в течение долгих месяцев и усугубляющиеся частыми вьюгами.
Между второй и третьей горными цепями Армянского нагорья — Северным и Средним Армянским Тавром — расположена Эрзерумская долина шириной 12-15 км, удобная для действий войск. Через эту долину проходили колёсные пути из Закавказья в Анатолию, сходящиеся в районе расположенного в 100 км от русско-турецкой границы 1914 года города-крепости Эрзерум (80 тыс. жителей) — стратегического центра прилегающего района.
Наиболее крупные города:
- Трабзон (Трапезунд, 51 тыс. жителей) на берегу Чёрного моря, располагающийся в начале исторического пути через Понтийский Тавр на Эрзерум и далее в Персию, в отсутствие железных дорог использовался 3-й турецкой армией как промежуточная транспортная база на кратчайшем пути между Эрзерумом и Константинополем, в том числе для переброски войск.
- Битлис (40 тыс.), располагающийся на пути из Мушской долины на Диярбакыр и Мосул через практически бездорожный Армянский Тавр;
- Муш (40 тыс.) в плодородной Мушской долине;
- Ван (30 тыс.) на восточном берегу Ванского озера, центр компактного расселения армян;
- Эрзинджан (50 тыс.) в широкой плодородной долине реки Кара-су, пункт мобилизации и штаб 10-го турецкого корпуса.

## 1914 год

### Начало боевых действий на русско-турецком фронте
20 октября (2 ноября) 1914 года в Петрограде был подписан манифест Николая II об объявлении войны Османской империи. Ещё ранее, в ответ на телеграфное донесение о нападении турецкого флота на Черноморское побережье, главнокомандующий Кавказской армией генерал-адъютант граф Воронцов-Дашков получил от Николая II телеграмму с указанием об объявлении войны Турции и с приказом начать военные действия, после чего 19 октября (1 ноября) отдал приказ войскам перейти границу и атаковать турок.

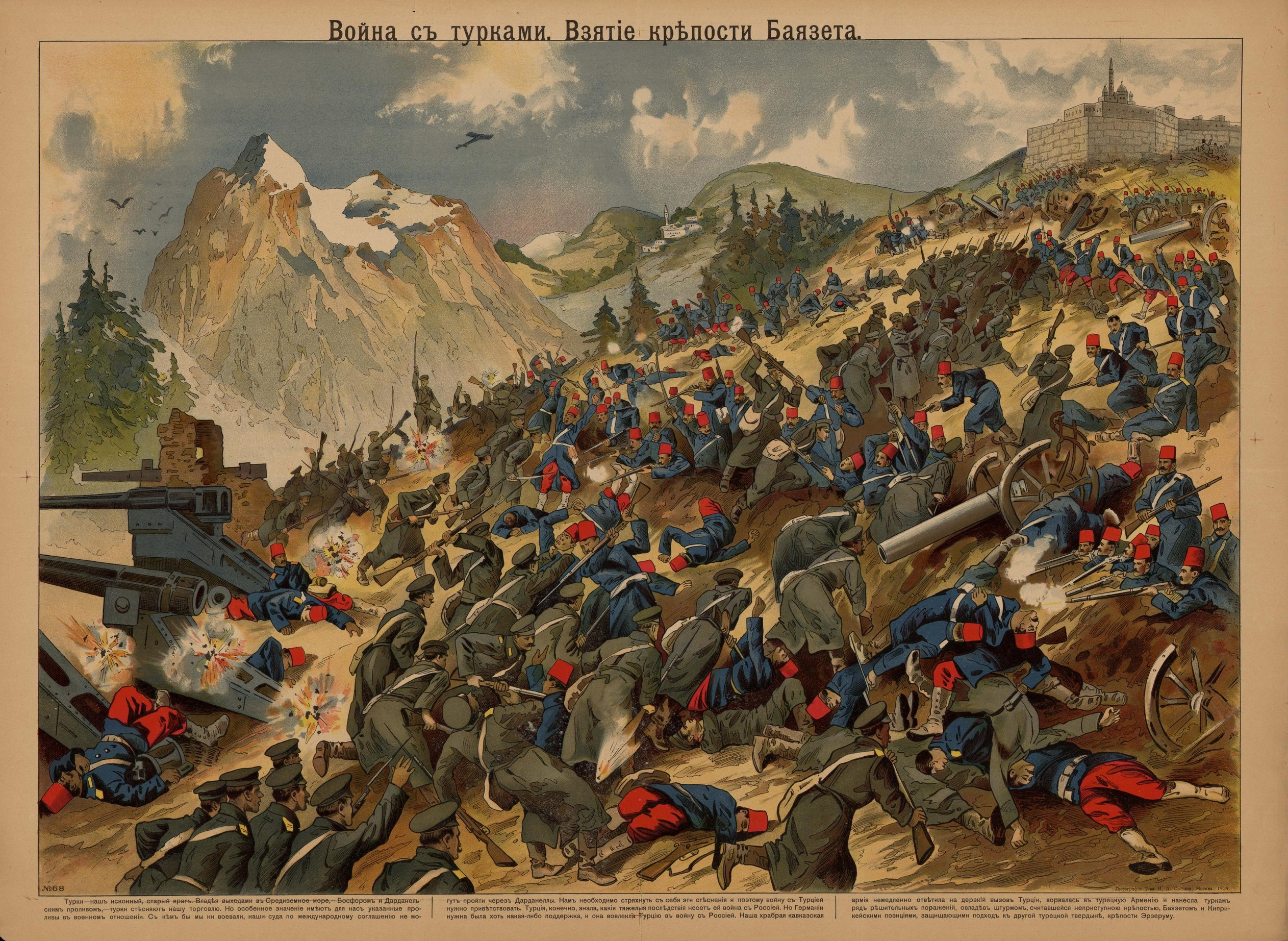
Русский плакат. Начало войны с Турцией, взятие крепости Баязет

Ход операци

В ночь на 20 октября (2 ноября) части 1-го Кавказского армейского корпуса (командир Г. Э. Берхман): 39-я (командир В. В. Де-Витт) и 20-я (командир Н. М. Истомин) пехотные дивизии — пересекли в нескольких местах турецкую границу и развернули наступление в полосе до 350 км. Правое крыло русской армии двигалось от города Сарыкамыш, а левое — от Эривани. Целью операции был Эрзурум. 21 октября (3 ноября) занят Баязет, на следующий день — кеприкейская позиция с одноимённым селением. Натолкнувшись на сопротивление противника, русские части, понеся серьёзные потери, были вынуждены отступить и перейти к обороне. Только подошедшие части 2-го Туркестанского корпуса смогли оставить продвижение турок и стабилизировать фронт. К 8 (21) ноября на всех направлениях наступило позиционное затишье.
Тем временем турки провели отвлекающую операцию, нанеся удар крупными силами вдоль черноморского побережья в общем направлении на Батум. Действуя при поддержке 5 тыс. лазов и аджарских иррегулярных формирований, турки захватили города Артвин и Ардануч. 5 (18) ноября русские войска оставили город Артвин и отступили к Батуму.
В ходе первых столкновений на Кавказском фронте турецким войскам удавалось одерживать верх над русскими. В то же время османские власти уже в тот период заявляли о принявшем крупные размеры дезертирстве среди мобилизованных армян, а также о многочисленных случаях перехода на российскую сторону солдат-армян и мирных жителей, что подтверждалось также различными источниками того времени.
30 ноября (13 декабря) император Николай II лично посетил Карс, а 1 (14) декабря — Сарыкамыш, где пообщался с населением и провёл встречи с духовными лидерами различных конфессий — экзархом Грузии, католикосом армян, шейх-уль-исламом шиитов и муфтием суннитов.

### Сарыкамышская операция и битва при Ардагане
25 ноября (8 декабря) Энвер-паша, прибыв морем из Стамбула в сопровождении двух немецких советников, высадился в Трабзоне, откуда проследовал в штаб-квартиру 3-й армии в Эрзеруме. При разработке плана разгрома русской армии военный министр Османской империи старался использовать немецкую тактику, применявшуюся в битве при Танненберге. Однако у некоторых вызывало сомнение, что план, задействованный в летний период, мог быть использован на Кавказе зимой. Горные дороги Восточной Анатолии были практически непроходимы для транспорта. Глубина снега достигала 1,5 метра, а температура опускалась до −20 градусов. Рассмотревший план операции командующий 3-й армией Хасан Иззет сделал к нему квалифицированные дополнения. По его мнению, войска нуждались в налаженном снабжении — обеспечении зимней одеждой, продовольствием и боеприпасами. Энвер-паша считал подобные высказывания выражением чрезмерной осторожности. Он доверился сообщениям Хафыз Хаккы-бека, которому был поручен сбор информации о дорогах. Согласно предоставленным данным, состояние дорог в зимний период позволяло перемещение пехоты с горными пушками — лёгкой артиллерией, перевозимой на мулах. Не веривший в успех этой операции Хасан Иззет по прибытии Энвера-паши подал в отставку. 6 (19) декабря Энвер-паша взял командование 3-й армией на себя. Хафыз Хаккы-бек возглавил 10-й корпус.

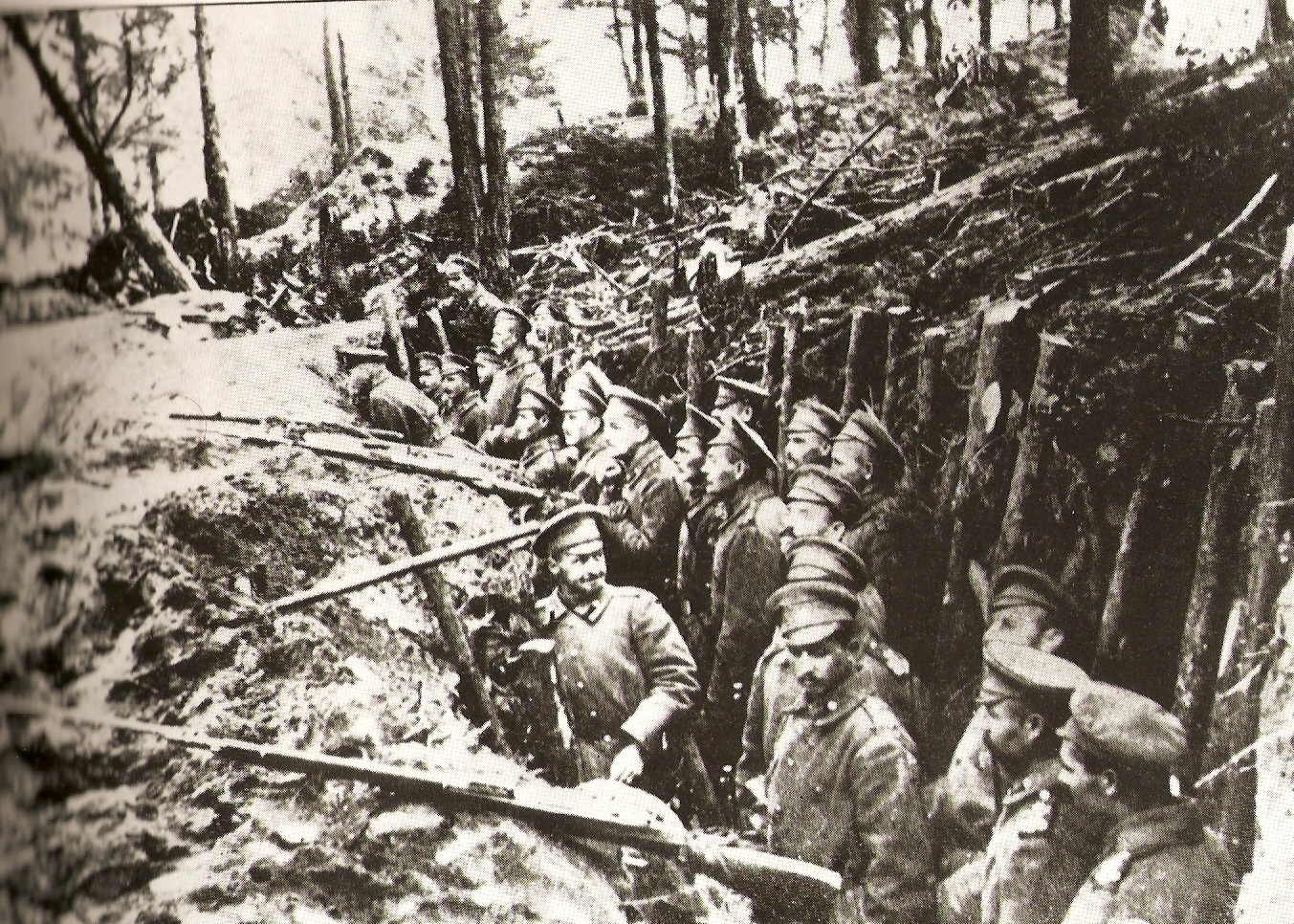
Позиции русской армии под Сарыкамышем. 1914 г.

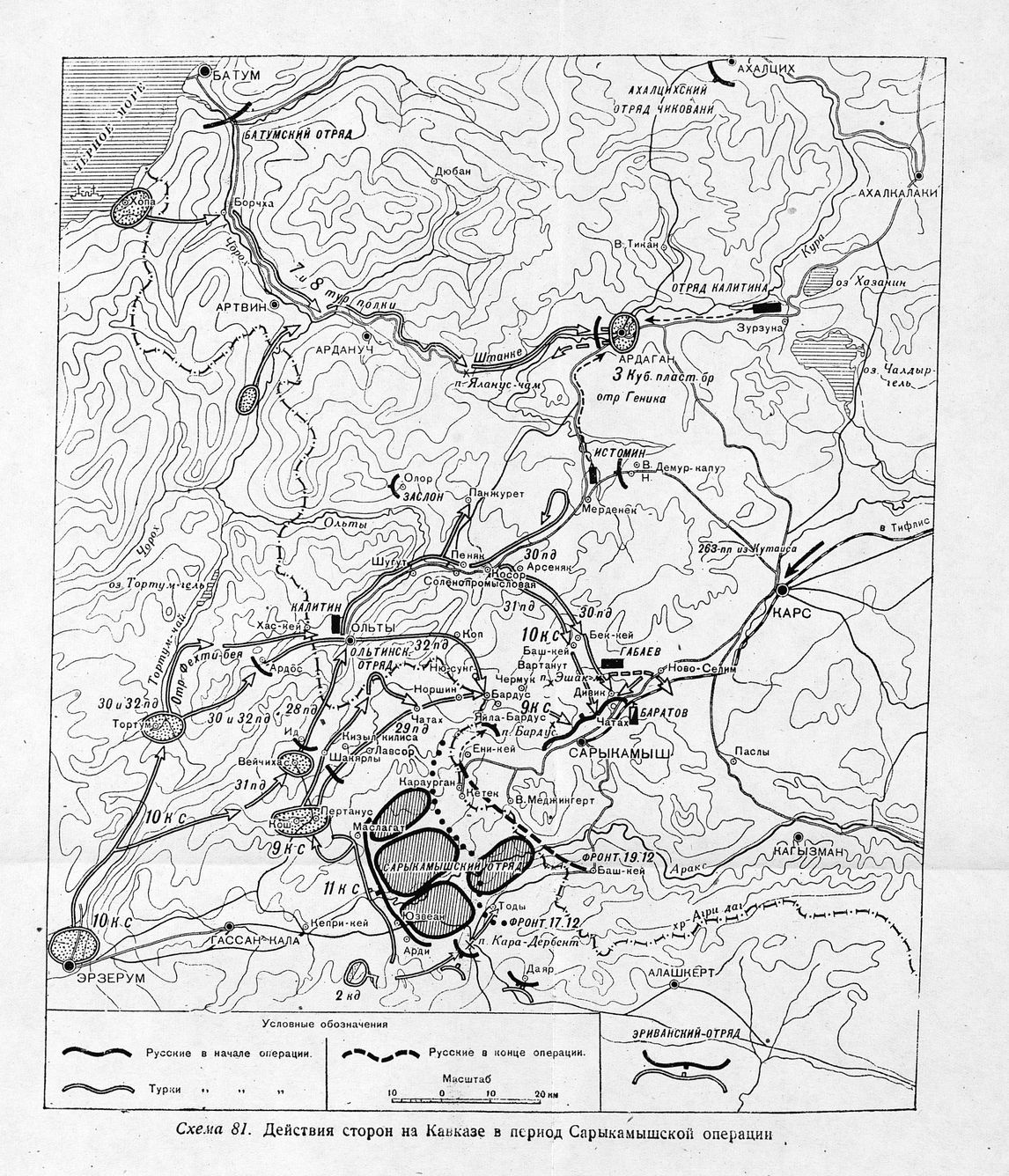
Ход сражения

В этот период русское командование в Тифлисе получало достаточно точные сведения от армянских лазутчиков о дислокации и передвижениях турецких частей на Ольтинском направлении и в районе Ида, где ожидалось начало масштабной наступательной операции турецких сил. Однако генерал от инфантерии Г. Э. Берхман, командующий 1-м Кавказским армейским корпусом и Сарыкамышским отрядом, не уделял этим сведениям должного внимания
9 (22) декабря турецкая армия в составе трёх армейских корпусов (9-го, 10-го и 11-го) и курдской кавалерии под руководством Энвер-паши предприняла контрнаступление на позиции русской армии, начав Сарыкамышское сражение. 10-й корпус наступал в направлении на Ольты против Ольтинского отряда генерал-лейтенанта Н. М. Истомина, основу которого составляла 20-я пехотная дивизия, а 9-й и 11-й корпуса совместно с курдской кавалерией — в направлении Сарыкамыша против русского Сарыкамышского отряда (1-го Кавказского армейского корпуса). 10 (23) декабря под натиском наступающих турецких частей 20-я пехотная дивизия была вынуждена оставить Ольты, отступив на 20 км от города, в который вошли части 10-го турецкого корпуса. В тот же день населённый пункт Ид также был захвачен турками. Кавказская армия перешла к обороне, а турки вели наступление по всей линии фронта.
Находившийся в это время в Сарыкамыше начальник штаба Кавказской армии генерал-лейтенант Н. Н. Юденич, продолжая исполнять свою должность, принял на себя командование 2-м Туркестанским армейским корпусом. К 12 (25) декабря началось отступление частей Кавказской армии к Сарыкамышу — городу, имеющему важнейшее значение для всего Закавказья. Была начата подготовка к его обороне, которой руководил генерал от инфантерии Г. Э. Берхман.
13 (26) декабря начались городские бои в самом Сарыкамыше, точнее в его пригородах и на железнодорожном вокзале, город находился в полуокружении. Непосредственной обороной руководил начальник штаба 2-й Кубанской пластунской бригады полковник Н. А. Букретов, оказавшийся в городе проездом. Первоначально общее число защитников города составляло менее 4 тыс. человек. На следующий день подоспели подкрепления в составе 80-го пехотного Кабардинского полка и полка запорожских казаков, а ещё через день ожидалось прибытие 155-го Кубинского пехотного и 15-го стрелкового Туркестанского полков.
Некоторые исследователи отмечают проявление личной слабости и некомпетентности А. З. Мышлаевского — помощника главнокомандующего Кавказской армией. В период, когда Сарыкамыш был по сути окружён и в случае поражения русских войск на этом направлении туркам открывалась бы дорога на Карс и Тифлис, Мышлаевский отдавал противоречивые приказы. В итоге он принял решение отступить, уничтожив все склады, и вместе с начальником штаба генерал-майором Л. М. Болховитиновым 15 (28) декабря покинул фронт на автомобиле, направившись в Тифлис.

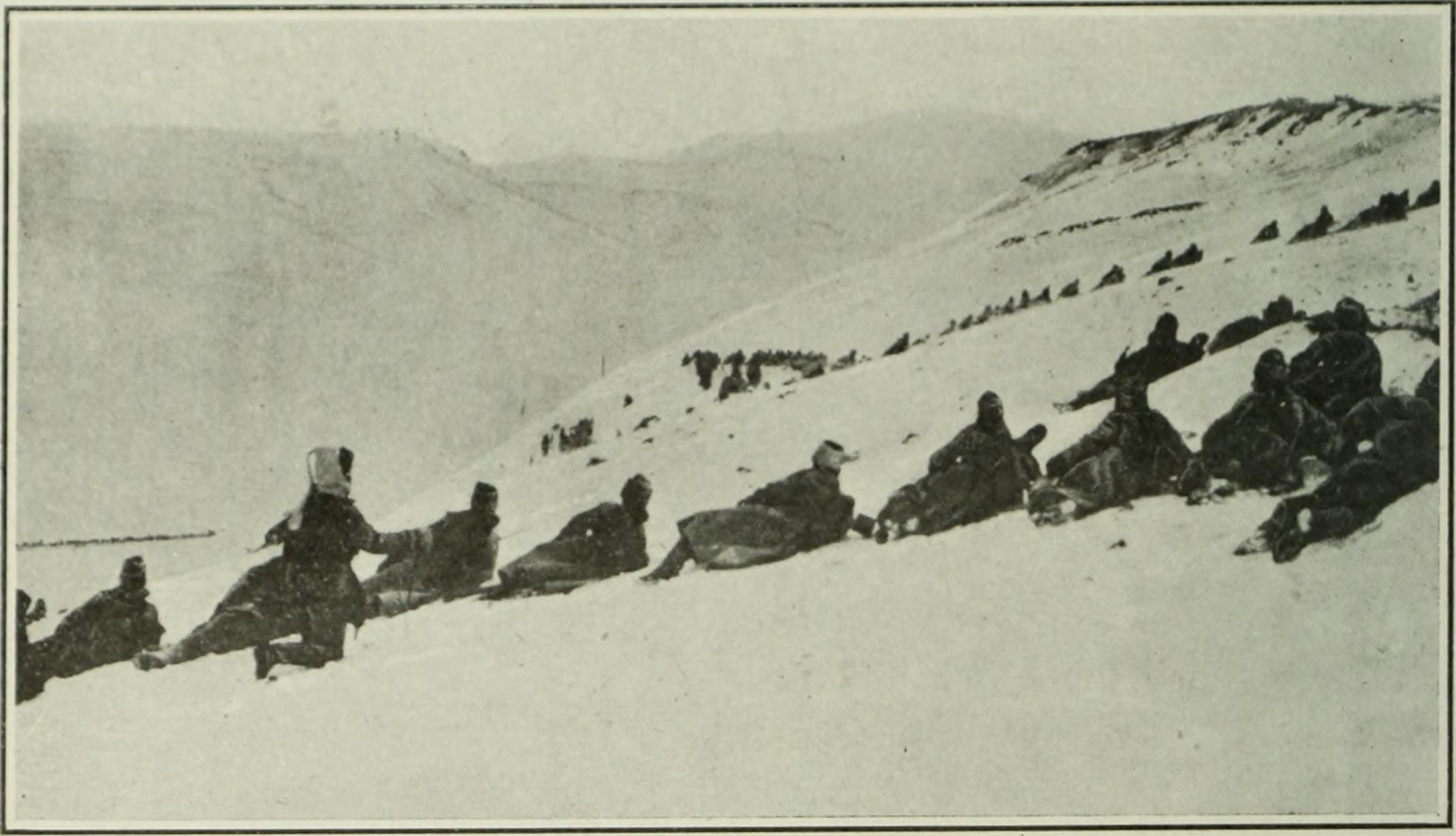
Русская пехота. Кавказ. 1914 г.

При содействии аджарцев, восставших против российских властей, под контроль турецких войск перешла часть Батумской области, за исключением Михайловского крепостного района и Верхне-Аджарского участка Батумского округа, а также, 17 (30) декабря, город Ардаган Карсской области (который удерживали пять дней) и значительная часть Ардаганского округа.
В течение нескольких последующих дней велись ожесточённые бои с переменным успехом для обеих сторон, однако к 16 (29) декабря 30-й турецкой дивизии 9-го корпуса удалось захватить железнодорожные пути и отрезать силы Кавказской армии от Карса. В тот же день командир Кагызманского отряда и 1-й Кубанской пластунской бригады 1-го Кавказского армейского корпуса генерал-майор М. А. Пржевальский сменил Н. А. Букретова на посту командующего группировкой войск в Сарыкамыше. К этому моменту численность русской армии в городе оценивалась примерно в 14 тыс. человек при 34 орудиях.
18 (31) декабря две дивизии 11-го турецкого корпуса перешли в наступление в направлении Гюллю-Дага и Караургана, где держали оборону части Сарыкамышского отряда. В результате ожесточённых боёв под контроль турецких войск перешли несколько населённых пунктов и стратегических высот, которые в результате дальнейших контратак русских частей 2-го Туркестанского армейского корпуса и 153-го пехотного Бакинского полка были отбиты, причём турецкие части понесли тяжелейшие потери. Одновременно силами 1-й Кубанской пластунской бригады были атакованы дивизии 9-го корпуса, который к 23 декабря 1914 года (5 января 1915 года) был практически полностью уничтожен. 19 декабря 1914 года (1 января 1915 года) начали отступление и дивизии 10-го турецкого корпуса, однако преследование турок русскими войсками закончилось практически безрезультатно из-за нерешительности командующего группировкой войск Г. Э. Берхмана, что 24 декабря 1914 года (6 января 1915 года) послужило основанием для его отстранения и назначения Н. Н. Юденича командующим группировкой Кавказской армии.
21 декабря 1914 года (3 января 1915 года) Сибирская казачья бригада генерал-лейтенанта П. П. Калитина незаметно пробравшись к городу Ардаган, точным артиллерийским огнём выбила группировку турок, а затем разбила их отступавшие колонны. Параллельно, части Ольтинского отряда восстановили контроль над городами Ардануч и Артвин. Только в районе Ардагана было захвачено около 1 тыс. турок. В тот же день было восстановлено железнодорожное сообщение с Карсом.
После того, как Н. Н. Юденич принял командование, Кавказская армия с новой силой начала активные боевые действия против остатков 10-го и 11-го турецких корпусов. 19 декабря 1914 года (1 января 1915 года), благодаря грамотным действиям Н. Н. Юденича, который не стал подчиняться приказам А. З. Мышлаевского, Кавказская армия начала наступление. В течение двух суток, с подходом подкрепления, наступление продолжилось с новой силой28 декабря 1914 года (10 января 1915 года). 153-й пехотный Бакинский полк занял Гюллю-Даг, а на следующий день 2-я Кубанская пластунская бригада под командованием генерал-майора И. Е. Гулыги овладели Бардизской долиной.

### Итоги кампании 1914 года
Ход проведения первых операций на Кавказском фронте, по мнению Н. Г. Корсуна, выявил крупные недочёты в действиях как русского, так и турецкого командования. Так, наиболее слабыми сторонами русской армии при проведении операций были серьёзные недостатки в ведении разведывательной деятельности, анализе и обработке полученных данных о противнике, организации связи между подразделениями (прежде всего материально-техническая оснащённость) и неустройство тыла. Командование турецкой армии, по мнению автора, и вовсе не имело «навыков руководства войсками в горных условиях». Ещё при планировании наступательной операции были допущены следующие серьёзные ошибки: не организована связь, армия не была достаточно обеспечена снаряжением и продовольствием для многокилометровых маршей, совершенно не учитывались зимние условия высокогорья, что сильно усложняло перемещение крупных воинских соединений и ограничивало их манёвренность.
К концу декабря началось массовое отступление 3-й турецкой армии, и очевидность её скорого поражения не вызывала сомнений. Кавказской армии удалось сорвать планы Османской империи по захвату российского Закавказья и перенести боевые действия на турецкую территорию.
На стороне русских войск в Кёприкейской и Сарыкамышской операциях активное участие принимали ассирийские военные формирования. Кроме того, они участвовали в рейдах в тылу врага, разведывательных операциях, розыске диверсантов и шпионов, несли милицейскую службу.
На захваченных территориях турки уничтожали и грабили приграничные христианские населённые пункты, а также массово убивали мирное армянское население: «Число армян, убитых в районе Артвина и Ардануча, оценивается в 7 тыс.». Подобные действия по отношению к мирному христианскому (в основном армянскому) населению происходили по всему Ардаганскому округу, а на территории самой Османской империи турецкие власти прибегали к массовым грабежам в отношении армян под предлогом необходимости обеспечения нужд армии.

## 1915 год
К началу 1915 года безопасность российского Закавказья была обеспечена, тогда как положение Османской империи было тяжёлым (к концу января число пленным турок составляло — 14220 нижних чинов и 326 офицеров (60 % были офицерами штаба)). На фронте туркам противостояла мощная русская армия, а в тылу действовали армянские партизаны, которые обрезали телеграфные провода, нападали на военные и полицейские посты, убивали представителей власти — как военных, так и гражданских лиц. Партизанская деятельность была причиной особого раздражения у османских властей, поскольку основные регионы проживания армянского населения находились на пути прохождения двух железнодорожных линий, там же где вела боевые операции 3-я турецкая армия.
С начала года командованием Кавказского фронта проводилось значительное число организационных и мобилизационных мероприятий, направленных на повышение качества и оперативности управления войсковыми соединениями: штаб Кавказской армии переместился из Тифлиса в Карс, ближе к фронту, сооружалось огромное количество телеграфных линий, велась подготовка путей сообщения (как шоссейных, так и железнодорожных), организовывались материально-технические базы в прифронтовых городах и населённых пунктах.

### Сарыкамышская операция (продолжение)

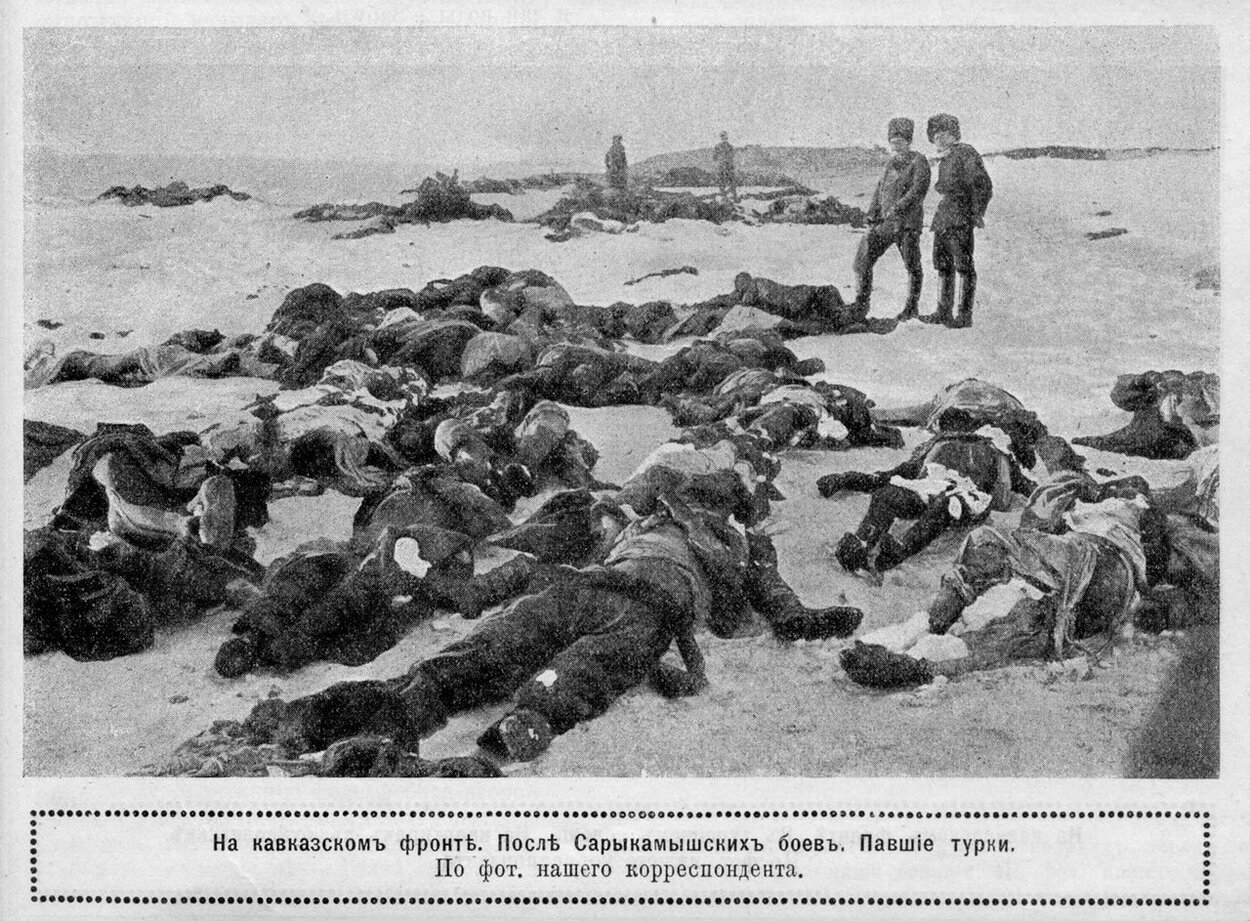
Тела турецких солдат, погибших под Сарыкамышем

Ещё в конце 1914 года командующий русской армией Н. Н. Юденич поставил задачу овладеть Зивинскими позициями, где располагался центр 11-го турецкого корпуса (здесь русская армия сражалась с турецкой ещё в 1877 году, см. Зивинское сражение). К 3 (16) января 1915 года части 11-го турецкого корпуса начали массовое отступление. Турецкая армия потерпела сокрушительное поражение. Общие её потери по некоторым оценкам достигали 70—90 тыс. человек личного состава (из них 25 тыс. — 30 тыс. обмороженных), Кавказской — 16 — 26 тыс. (из них обмороженных — до 6 тыс.). Кавказской армии также достались значительные трофеи. Однако к марту численность 3-й армии за счёт свежих пополнений достигла 100 тыс. (включая около 28 тыс. резервистов), против 12—18 тыс. в январе, после разгрома под Сарыкамышем.
Кавказская армия, не допустив продвижения турецкой армии вглубь своей территории, одержала победу в Сарыкамышском сражении. Были освобождены Ид и Ольты, а также Батумская область. Верхняя Аджария была полностью очищена от турок лишь к концу марта 1915 года. После возвращения под контроль русской армии Аджарии и соседних областей, генерал В. П. Ляхов отдал казакам приказ о проведении карательных операций в отношении местного мусульманского населения, оказывавшего содействие вторгшейся на российскую территорию турецкой армии. Сожжению подлежали деревни и мечети в районе Артвина и в долине реки Чорох. В операции участвовали и армянские формирования. По османским данным, в результате этой операции было убито 30 тыс. мужчин, а тысячи женщин и детей остались в зимний период без крова. По оценкам Д. Лэнга, в результате карательных операций было убито 45 тыс. мусульман, выжили лишь 7 тыс. Османские власти в срочном порядке проинформировали посольство Италии и нейтральные государства о предполагаемом бесчеловечном отношении к османским военнопленным со стороны армянских военнослужащих русской армии. По приказу Воронцова-Дашкова, около 10 тыс. мусульман из приграничной зоны были депортированы, позже половина из них была отправлена на остров Нарген. Утверждается, что проведённое позже расследование не выявило враждебных действий со стороны депортированных аджарцев, наоборот — они оказались жертвами казачьих и армянских погромов. Погромы против мусульман имели место и на других территориях. Так, в январе 1915 года, когда казаки вернули контроль над Ардаганом, они сожгли и разграбили мусульманскую часть города, вырезав всех, кто не убежал из города.
В январе Н. Н. Юденич был произведён в чин генерала от инфантерии и назначен командующим Кавказской армией. Во время и после окончания Сарыкамышской операции, за исключением Азербайджан—Ванского и Приморского отрядов, которые будут реорганизованы лишь к концу весны и к концу лета 1916 года соответственно, русская Кавказская армия начала переходить от отрядной к нормальной корпусной системе: Ольтинский отряд вошёл в состав 2-го Туркестанского армейского корпуса под командованием генерал-лейтенанта М. А. Пржевальского, Сарыкамышский — в 1-й Кавказский армейский корпус под командованием генерала от кавалерии П. П. Калитина, Эриванский был преобразован в 4-й Кавказский армейский корпус под командованием генерала от инфантерии П. И. Огановского.
Несмотря на то, что, как утверждают К. Уолкер, В. Дадрян и Т. Акчам, Энвер-паша после Сарыкамышского сражения публично отмечал преданность армянского населения турецкому государству в первые месяцы войны, именно армян назвали главной причиной сарыкамышского поражения и «угрозой для существования империи», заговорив о необходимости ликвидации «внутреннего врага». Командование османской армии приняло решение о разоружении армянских солдат в регулярных частях и переводе их в строительные батальоны, состоявшие в основном из представителей христианских меньшинств . По свидетельствам очевидцев, среди разоружённых армян начались массовые казни. По всей Османской империи развернулась масштабная кампания обвинений в адрес армянского населения в том, что оно объединилось с врагом Османской империи — Россией, что явилось основной причиной поражения 3-й турецкой армии. Это, в свою очередь, стало поводом и предлогом для всеобщего преследования и жестокого обращения властей с армянским населением (осуществление геноцида армян).

### Начало Персидской кампании
Перед началом Первой мировой войны Персия была под совместным англо-русским политическим контролем (см. Англо-русское соглашение (1907)). В ней находились русские воинские части. До начала войны на Кавказском фронте Персия просила Россию вывести войска со своей территории, но получила отказ. С другой стороны, некоторые территории Иранского Азербайджана на турецко-иранской границе, начиная с 1907 года, находились под османским контролем. Османская империя имела территориальные амбиции в Иранском Азербайджане и на Кавказе. 19 октября (1 ноября) 1914 года шахским фарманом был объявлен нейтралитет. Но это не предотвратило вторжение в страну русских, турецких и англо-индийских военных формирований как с севера, так и с юга.

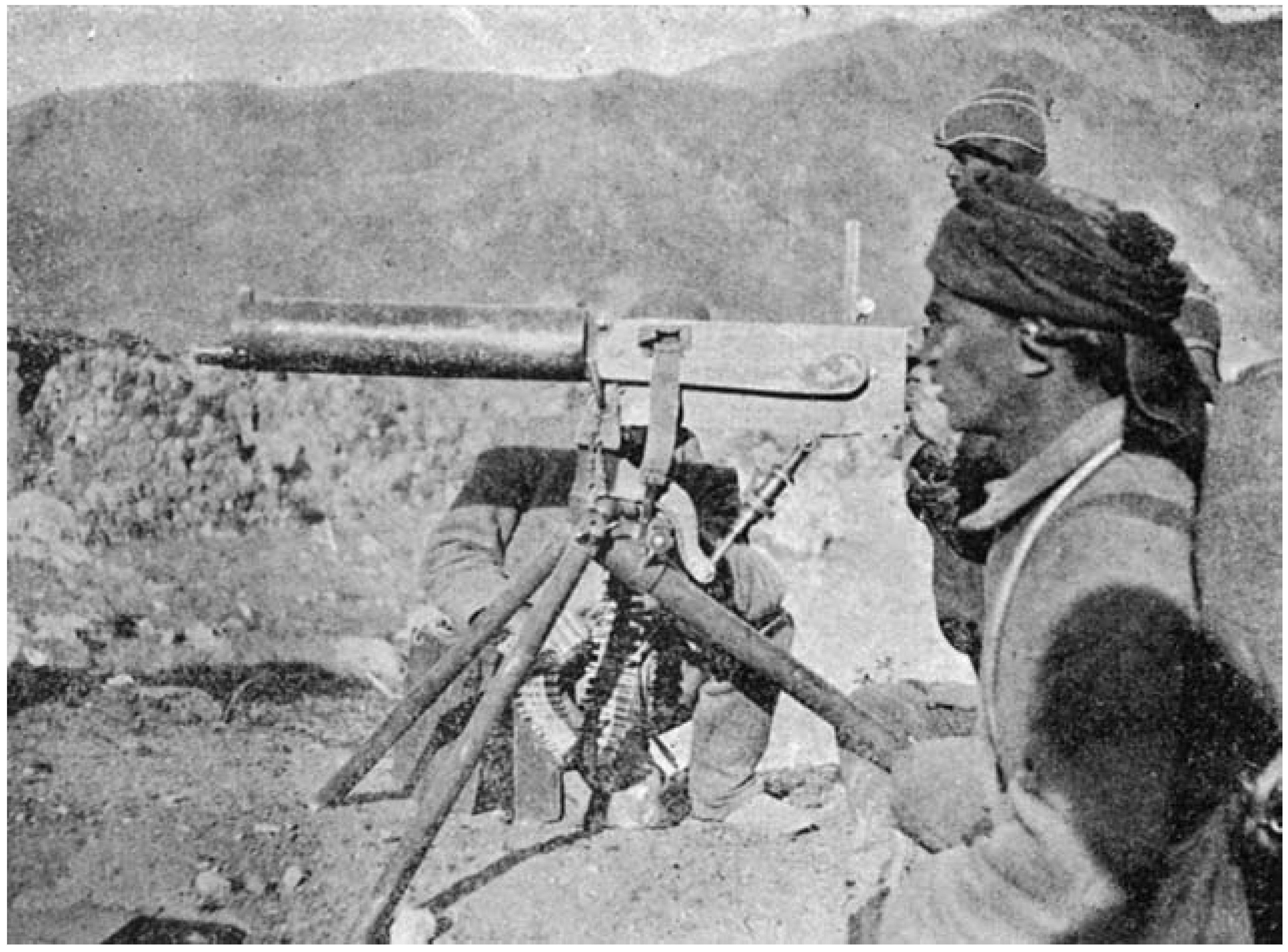
Солдат османской армии с захваченным у русских пулемётом

После начала Сарыкамышского наступления, Османская империя начала прощупывать ситуацию в северной Персии с целью объединить живущих там мусульман против русских войск, создать проблемы в тылу врага и, возможно, продвинуться к российскому индустриальному центру — Баку. Энвер-паша хотел, чтобы османская армия вошла в Персию как армия-освободительница, которая поможет народу изгнать русские и английские войска. Небольшой отряд под командой Омара Наджи-бека быстро продвигался вперёд, когда А. З. Мышлаевский, впавший в панику после наступления турок на Сарыкамыш, отдал приказ о выводе войск из Тебриза и Урмии. Это вдохновило иранских курдов, которые поддержали турецкие части.
О приказе не было сообщено созданному в связи с началом войны Ассирийскому национальному совету. Положение ассирийцев усугубилось из-за попавших к курдам и туркам складов с оружием, брошенных отходящими русскими войсками. Ряд ассирийских дружин из Алиабада, Бабаруда, Дарбадуре и др., не подозревая об отходе русских войск, были уничтожены, попав в засаду. Около 25 тыс. ассирийцев вместе с русскими войсками в ночь с 20 декабря 1914 года (2 января 1915 года) на 21 декабря 1914 года (3 января 1915 года) перешли из Персии в Россию.
1 (14) января 1915 года турки захватили Тебриз. 17 (30) января русские казачьи части Ф. Г. Чернозубова совместно с 1-й Армянской дружиной Андраника Озаняна выбили турок из Тебриза. В апреле в результате Дилиманского сражения турки были окончательно вытеснены из Северной Персии. Имеются сведения о многочисленных беженцах — армянах, айсорах и греках, вынужденно переселявшихся на территорию России в связи с жестокими действиями турецких и курдских отрядов.

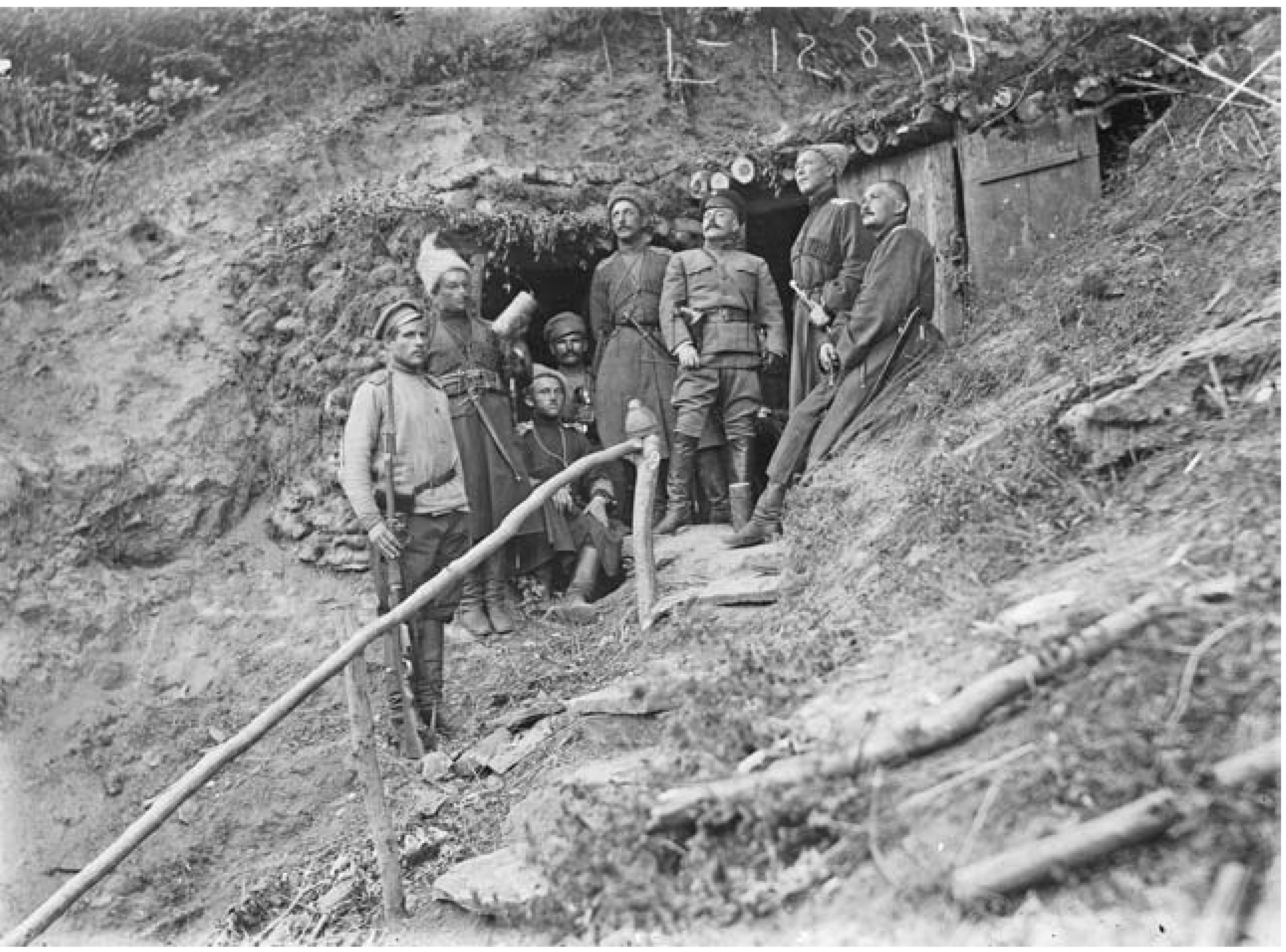
Казаки на Кавказском фронте. 1915 г.

Для нейтрализации протурецких курдских формирований 9 (22) мая был предпринят рейд Шарпантье. Отряд генерал-лейтенанта Н. Р. Шарпантье к 18 (31) мая занял город Урмию и двинулся в направлении Ванского озера на усиление 4-го Кавказского армейского корпуса.
К началу осени обстановка оставалась сложной — немецкая и турецкая агентуры пытались склонить местное население и правящие круги выступить в войне на своей стороне. Для стабилизации положения, Россия была вынуждена ввести в Персию свои войска (корпус генерал-лейтенанта Н. Н. Баратова). 17 (30) октября русские войска высадились в порту Энзели и начали двигаться на Казвин. В октябре — декабре 1915 года командующий Кавказской армией генерал Н. Н. Юденич провёл успешную Хамаданскую операцию, которая предотвратила вступление Персии в войну на стороне Германии. К концу декабря части Кавказской армии, овладев Кумом, на время вошли в Тегеран. Теперь русские войска контролировали значительную часть Персии и обеспечивали левый фланг Кавказской армии.

### Ванская оборона и геноцид армян

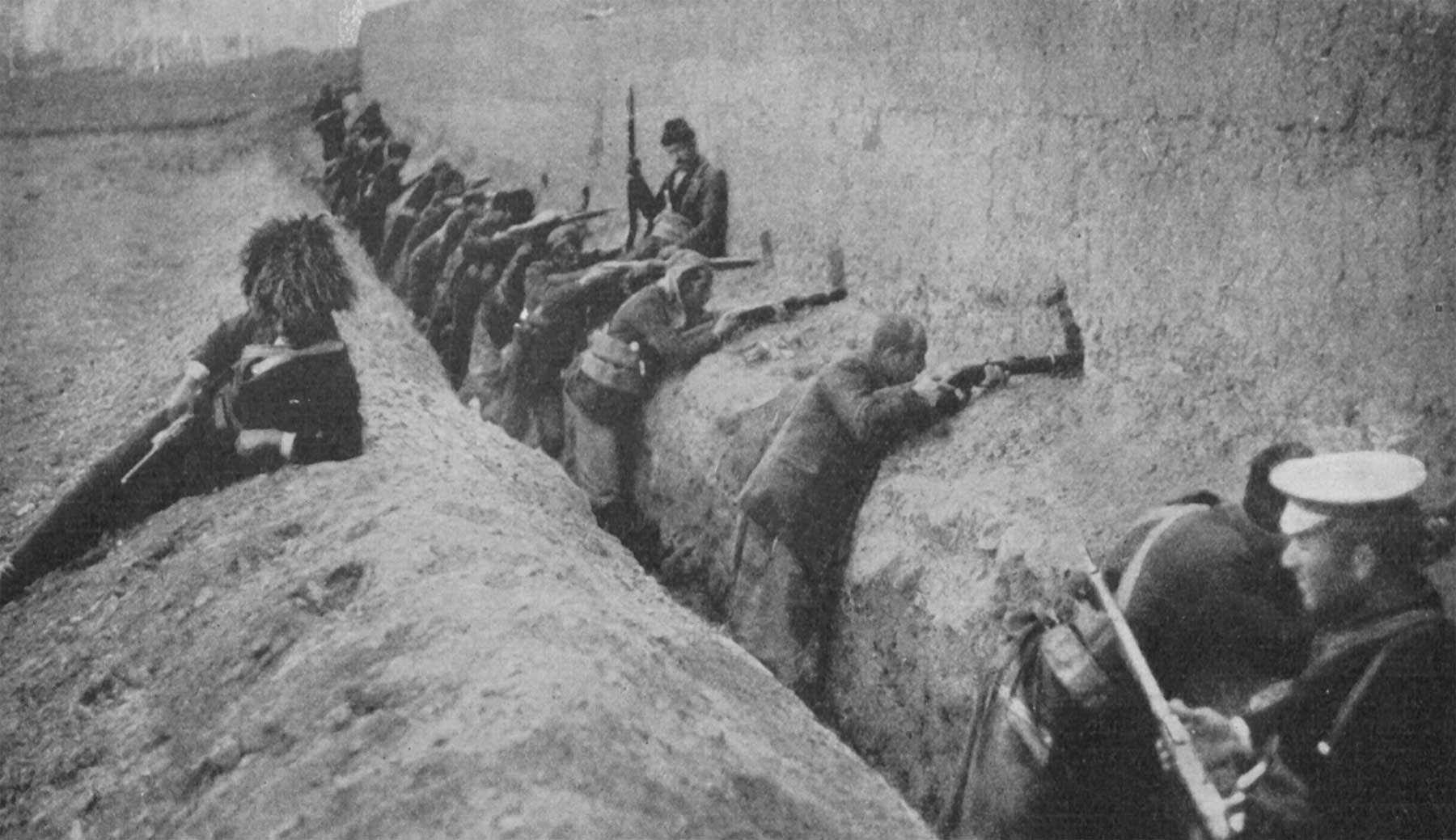
Оборона Вана армянскими ополченцами. 1915 г.

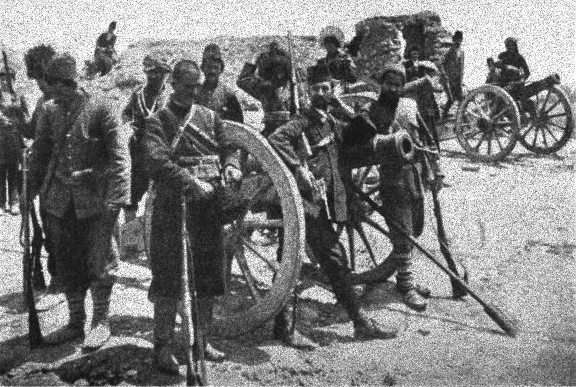
Турецкая артиллерия, захваченная армянами, апрель 1915 г.

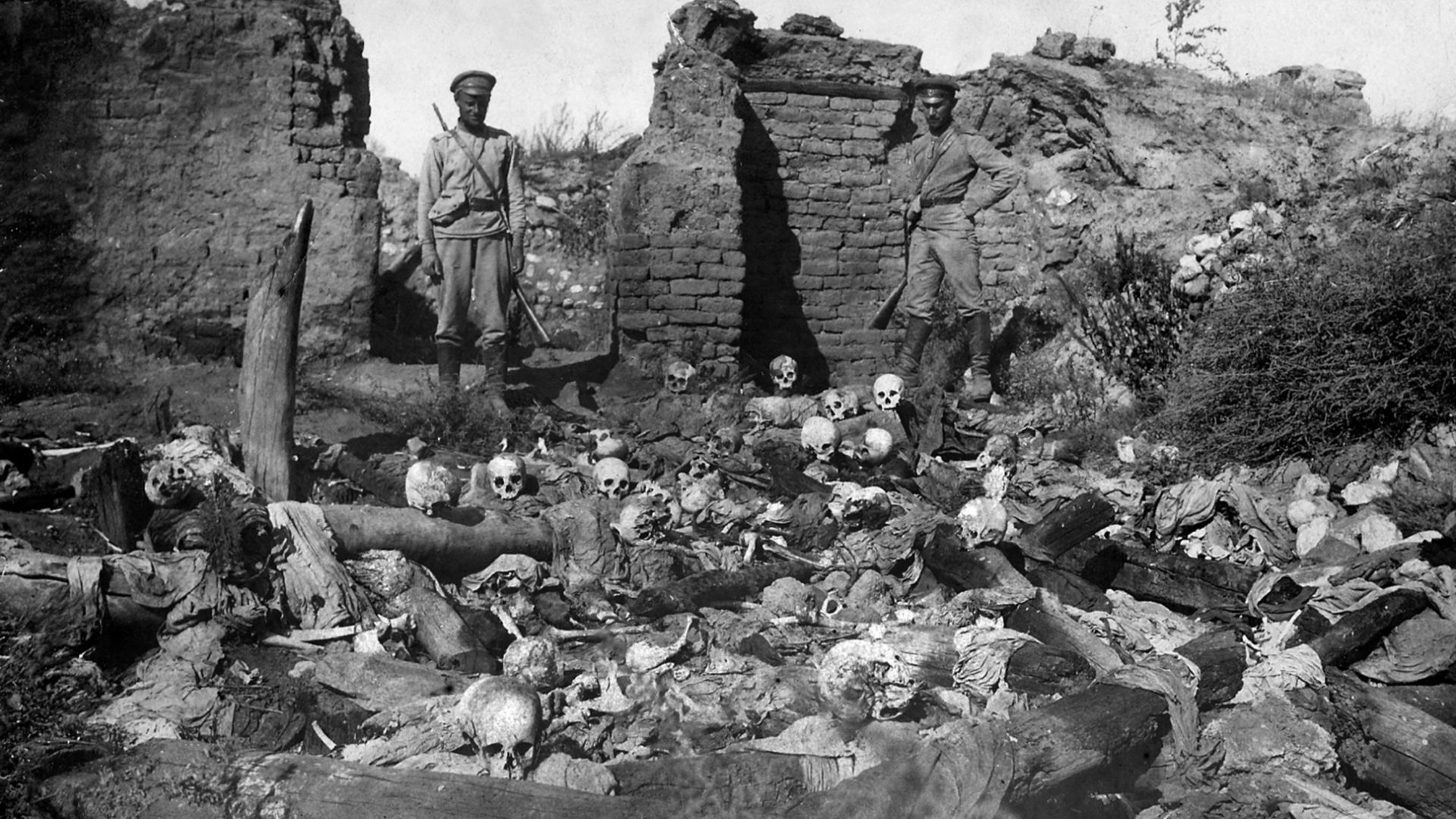
Русские солдаты над останками заживо сожженных армян в армянской деревне Шейхалан, 1915 г.

После Сарыкамышского поражения турецкой армии особое значение для обеих сторон приобрёл Ван, провинция с значительным армянским населением, где было сильно влияние партии Дашнакцутюн и до войны установлены связи с российским консульством. А административный центр ила — город Ван, имел стратегически важное значение для обеих сторон. По сообщению британского консула, в течение 1914 года АРФ тайно доставляла и распределяла среди населения большое количество оружия. В ноябре турецким жандармам от двух задержанных армянских агентов стало известно о готовящемся восстании в Ване. Ответными действиями османские службы безопасности активизировали зачистки деревень с целью обнаружения складов с оружием, а также переводили разоруженных армянских солдат в строительные батальоны, где они не представляли угрозы и не могли защищаться. В тот же период в Сарае появились добровольцы Андраника, в связи с чем, османские власти потребовали от руководителей дашнаков выдать армянских дезертиров. Начались столкновения между представителями власти и силами самообороны армян. К 1 (14) апреля жители Вана были вынуждены взяться за оружие и организовать самооборону в городе. Османские опасения стали реальностью — армяне подняли восстание и захватили власть над городом. Лидером был Арам Манукян. Как указывает американский историк Джастин Маккарти, установив контроль над городом, армяне сожгли мусульманский квартал и устроили резню мусульман. Однако по утверждению турецкого историка Тенера Акчама, некоторые из атак, приписываемых армянам, на самом деле были совершены курдами. Согласно британскому историку Кристоферу Уолкеру, против жителей города и укрывшихся в городе крестьян (около 30 тыс. человек) были брошены 12 тыс. военнослужащих регулярной турецкой армии с 12 пушками, в то время как армянские отряды насчитывали не более 6 тыс. бойцов, из которых только 1,5 тыс. располагали винтовками и пистолетами. По мнению американского историка Майкла А. Рейнольдса, вокруг города находились легко вооружённые жандармы, не готовые к задаче по подавлению вооружённого восстания, что заставляло привлекать сюда регулярные отряды, задействованные в наступлении на персидском направлении.
Несмотря на неравенство сил, армяне отразили все атаки турок и держали оборону в течение месяца, пока русское командование, получив информацию о критическом положении армян, не отправило к городу свои войска. Арам Манукян направлял связных с просьбой о помощи через фронт к русскому командованию, а кроме того, епископ Армянской церкви Северной Персии информировал штаб Кавказской армии о положении в Ванском вилайете. Н. Н. Юденич, зная о событиях вокруг Вана, и усилив 4-й Кавказский армейский корпус 2-й Забайкальской казачьей бригадой, приказал немедленно нанести удар и оказать помощь армянскому населению, оттеснив турок. Двигаясь к Вану по сельской местности, Н. Н. Юденич развернул кавалерию таким образом, чтобы произвести впечатление массовости и внушить персидским курдам страх. В операции активное участие приняли четыре армянские добровольческие дружины, которые были объединены в сводную дружину под командованием Вардана Ханасори, входившую в «Араратский отряд». Османские войска, всё ещё не способные подавить восстание и не имевшие шансов в противостоянии с русской группировкой, покинули Ван к 2 (15) мая. Большинство мусульманского населения города и его окрестностей было эвакуировано. Через несколько дней, 5 (18) мая «Араратский отряд», являющийся передовым отрядом 4-го Кавказского армейского корпуса, и состоящий из казаков и армянских добровольцев, во главе с генерал-лейтенантом А. М. Николаевым, овладел городом. Русские войска взяли под контроль обширную территорию, продвинувшись на 100 км вглубь Османской территории. Восстание армян Вана «разрушило все надежды Энвера на организацию пантуранского наступления».
Приход русских войск спас от неминуемой гибели десятки тысяч армян. На территории Ванского вилайета происходили массовые убийства и резня турками армянского населения. «Во всей провинции было убито 55 тыс. армянских мужчин, женщин и детей. Под угрозой смерти мусульманам было запрещено укрывать армян». Турки и курды убивали всех армянских мальчиков старше 12 лет, а девушек и женщин похищали и насиловали.
Вместе с тем, части Кавказской армии и армянские дружины проводили подобные действия в отношении мусульманских деревень вилайета, а также мусульман самого Вана. Согласно Дж. Маккарти, десятки мусульманских деревень были уничтожены, а единственными выжившими оказались те, кому удалось сбежать. В Ване резне прежде всего подверглось гражданское население, религиозные деятели и их семьи, также были вырезаны раненые и больные османские солдаты. Мусульманский квартал и правительственные здания были уничтожены, и лишь за исключением трёх древних зданий все мечети были сожжены или разрушены. Казаки также участвовали в некоторых погромах мусульманских сёл и набегах на беженцев.
После перехода города под российский контроль Арам Манукян направил телеграмму Николаю II:

В день рождения Вашего Величества, совпадающий с днём вступления Ваших войск в столицу Армении, желая величия и победы России, мы, представители Армении, просим принять и нас под Ваше покровительство. И пусть в роскошном и многообразном букете цветов великой Российской империи маленькой благоухающей фиалкой будет жить автономная Армения.

Арам Манукян был назначен первым губернатором Вана (Ванская область, которая просуществовала до апреля 1918 года). Позднее, в конце июля, в связи с отступлением Кавказской армии из города, он организовал переселение 200 тысяч местных армян в Восточную Армению.
… Ввиду этих новых преступлений, совершаемых Турцией против человечества и цивилизации, союзные правительства России, Франции и Англии сим публично объявляют Порте, что они возлагают личную ответственность за эти преступления на всех членов Турецкого правительства, а также на тех его местных представителей, которые окажутся причастными к подобной резне ...
Как отмечает Майкл А. Рейнольдс, вопрос о том, было ли Ванское восстание армян актом самообороны или предательским сотрудничеством со врагом Османской империи — Россией, остаётся предметом горячих споров. Анализ степени организации и вооружения показывает, что восстание не было спонтанным. Но кроме сотрудничества с Россией, у армян были и другие причины чтобы вооружаться. Задолго до Ванского восстания в данном районе происходили массовые убийства армян, и у местного населения было множество причин для опасения за свою жизнь, что побуждало их организовывать вооружённые отряды (например, массовые армянские погромы в этом районе произошли ещё в марте по личному приказу губернатора Вана — задолго до наступления русских войск), что в свою очередь рассматривалось турецкими властями как подготовка к организации восстания, что делает подобную дискуссию бессмысленной. Самооборона заключалась в сотрудничестве с Россией, хотя многие из восставших относились к ней откровенно враждебно. Согласно Кристоферу Д. Уолкеру, Ванское восстание было актом самозащиты армян от турецких и курдских погромов. Очевидцы событий единогласно сходились во мнении, что это был не мятеж, а самооборона, и инициатором столкновений были именно османские власти. 13 (26) мая Совет министров Турции утвердил «Закон о депортации», внесённый в тот же день Талаат-пашой, санкционировавший тотальную депортацию армян на всей территории Османской империи.
Уже в самом начале войны стали появляться сообщения о готовящейся расправе над армянами. В январе 1915 года начались первые депортации армян из Киликии, а с апреля турецкие власти приступили к масштабной кампании против мирного армянского населения, которая в наше время известна как геноцид армян. Опустошённые и разорённые армянские дома быстро находили новых хозяев в лице мусульманских беженцев с Балкан. Наряду с письменными приказами с требованием о депортации, Министерство внутренних дел и ЦК партии «Единение и прогресс» распространяли устные секретные приказы об организации массовых убийств армянских переселенцев. Одной из целей этой политики было полное очищение от армянского населения шести восточных провинций Турции. Геноцид осуществлялся путём физического уничтожения, массовых убийств и депортации армян, включая перемещение гражданского населения в условиях, приводящих к неминуемой смерти («Марши смерти»). В совместной декларации Франции, Британии и России от 11 (24) мая массовые убийства армян были охарактеризованы как преступление против человечности:

### Битва при Манцикерте

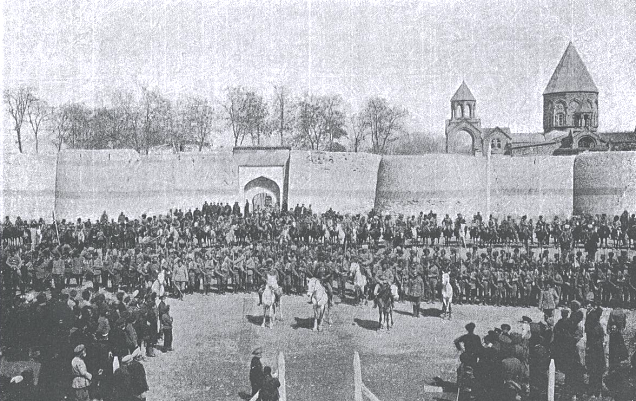
3-й батальон 1-й Армянской дружины на смотре в Эчмиадзине, 1915 г.

Восстановление 9-го, 10-го и 11-го турецких корпусов после их поражения под Сарыкамышем было окончательно завершено в мае, однако разведка Кавказской армии в этот период сработала плохо и не обнаружила переброски трёх дивизий 9-го корпуса из Эрзерумского региона в район Хинис. В том же месяце началось наступление частей 4-го Кавказского армейского корпуса генерала от инфантерии П. И. Огановского. Задачи русскому корпусу ставились следующие: выход на линию Ахлат — Коп (включая овладение Беликанскими позициями) и удержание Манцикерта. К середине июня русские части продвинулись до города Коп, после чего П. И. Огановский принял решение, не дожидаясь подкреплений из района Персидского Азербайджана (конница генерала Шарпантье и группировка генерал-лейтенанта И. Е. Трухина), штурмовать труднодоступные Беликанские высоты. К 17 (30) июня вновь удалось занять деревню Севан.
В конце июня турецкая армия силами трёх дивизий 9-го корпуса начала контрнаступление на Ванском и Манцикертском направлениях. 27 июня (10 июля) началась активная фаза боевых действий. По результатам первой недели боёв частям Кавказской армии удалось занять Беликанские высоты и селение Татван, но турки оказались значительно более подготовленными к проведению наступательной операции, и в результате ожесточённых боёв русская армия вынуждена была начать отступление по направлению к Малазгирту. В результате дезорганизации частей 4-го Кавказского корпуса началось отступление всего левого фланга русской армии (части Ф. И. Назарбекова и И. Е. Трухина). К середине июля Кавказская армия оставила Ван, Севан и Сорп. 13 (26) июля русские войска оставили Манцикерт. Отступая, части Кавказской армии прикрывали собой многочисленные толпы армянских беженцев, направлявшихся в сторону границы, а оставшееся в районе Вана армянское население было подвергнуто массовым убийствам.
Победа под Манцикертом сильно воодушевила турецкое командование, которое желало закрепить успех. Турецкие части активно преследовали отступавшие русские колонны в Алашкертской долине и к 20 июля (2 августа) заняли Каракилису.
Согласно К. Уолкеру, в Битлисском вилайете армяне вели себя «законопослушно» и не вступали в конфронтацию с местными властями. Однако и здесь турки нападали на армянские деревни и убивали местное население. Несмотря на то, что армяне пытались организовать сопротивление, «приблизительно 15 тыс. человек было убито». А в июне армянское население Муша было вынуждено организовать кратковременное сопротивление наступающим турецким частям. В течение четырёх дней турки перебили практически всех армян, а несколько сотен человек, в основном женщин и детей, сожгли заживо в конюшнях.

### Алашкертская операция

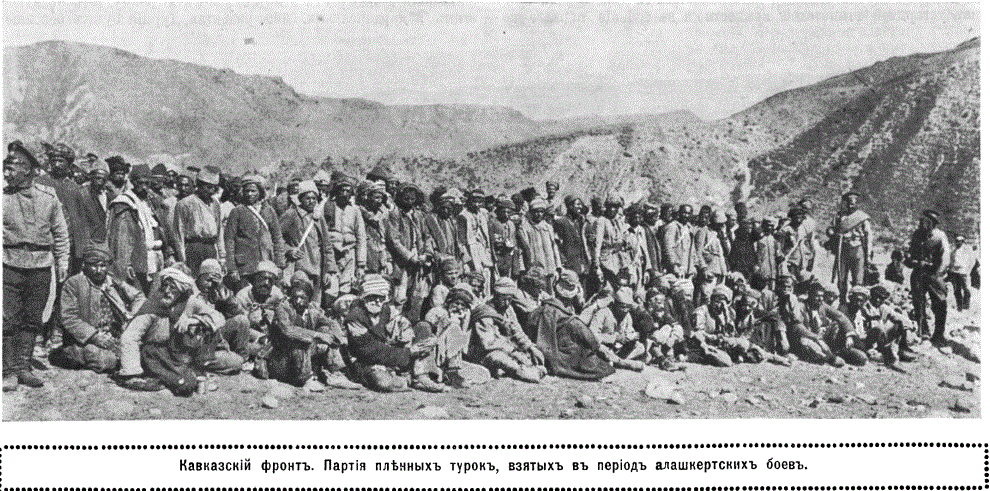
Пленные турки, взятые в ходе Алашкертской операции

Одновременно с отступлением частей П. И. Огановского (4-й Кавказский корпус), командующий армией Н. Н. Юденич готовил контрудар во фланг туркам и курдам. В рамках подготовки контрманёвра на данном направлении, целью которого было окружение и уничтожение группировки противника, Н. Н. Юденич начал сосредотачивать в районе Тахира мощную ударную группировку под командованием Н. Н. Баратова (4-я и 14-я Кавказские стрелковые дивизии в районе Зейдкана и Тахира соответственно, 13-й Туркестанский и 156-й Елисаветпольский полки в районе Велибабы, и 17-й Туркестанский полк в районе Башкёя); от района Диадина в сторону долины Алашкерт двигались два драгунских полка под командованием Н. Р. Шарпантье и отряд Ф. И. Назарбекова.
Бои начались вечером 22 июля (4 августа). Поначалу турецкие части под командованием Абдул Керим-паши оказывали упорное сопротивление, однако после, были вынуждены начать отступление, оставив значительные запасы продовольствия и боеприпасов. К 25 июля (7 августа) частям 4-го Кавказского корпуса удалось занять Каракилису. На следующий день Кавказская армия прекратила преследование отступающей 3-й армии.
На всём фронте, за исключением района Ванского озера, наступило продолжительное позиционное затишье, которое стороны использовали для пополнением и обучения вновь прибывавших частей, усиления имеющихся и наращивания резервов. На протяжении всего лета и до начала сентября в районе города Ван происходили жестокие бои, город трижды переходил из рук в руки, но в итоге, отряд И. Е. Трухина, состоящий из 2-й Забайкальской казачьей бригады и армянских добровольческих дружин смог закрепиться в городе, «превращённом в руины». К середине октября эта же казачья бригада взяла под контроль Вастан. Кавказская армия закрепила свои успехи на этом направлении, разгромила группировку противника и вышла на территорию юго-западнее озера Ван, приблизившись к Битлису. Армянского населения в пределах Восточной Анатолии к этому времени «практически не осталось»

### Кёприкейское сражение

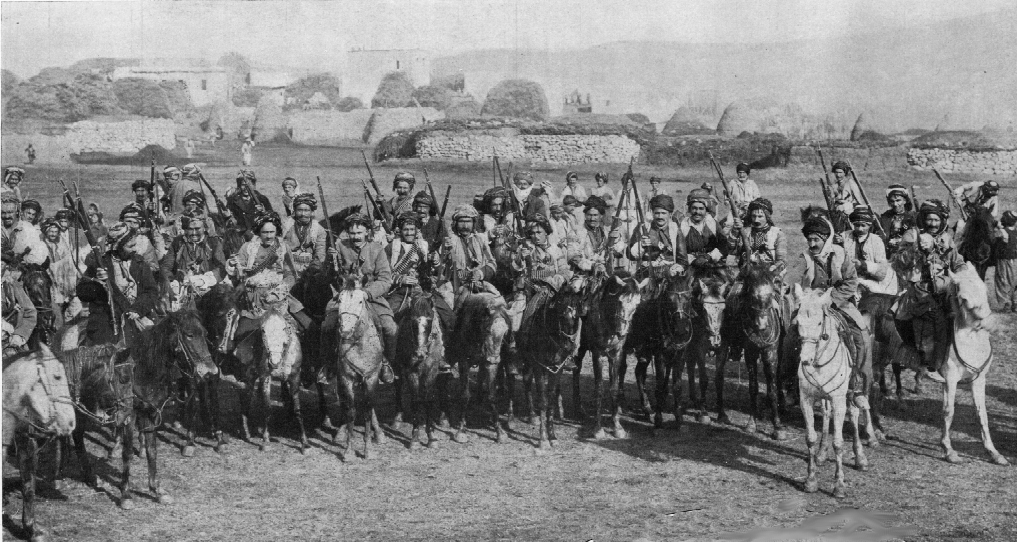
Курдская кавалерия турецкой армии на Кавказском фронте

К концу года русское командование ожидало прибытия освободившихся в результате Дарданелльской операции частей для подкрепления 3-й Турецкой армии. Н. Н. Юденич решил нанести упреждающий удар по армии Махмут Камиль-паши и прорвать её оборону между Пасинской долиной и долиной реки Ольты-чай (хребет Чакир-баба)
Началась проводившаяся в секретности масштабная подготовка к наступлению. О предстоящей операции были проинформированы лишь несколько командиров частей и соединений, а командир 4-й Кавказской стрелковой дивизии — основной ударной силы предстоящего наступления — генерал-лейтенант Н. М. Воробьёв, узнал о планируемой операции только за две недели до её начала. Сосредоточение войск происходило исключительно в тёмное время суток, боеприпасы доставляли небольшими партиями поэтапно, предпринимались меры для дезинформации турецкий стороны. Позиции турок были тщательно оценены и изучена местность будущего прорыва.
Наступление частей 2-го Туркестанского и 1-го Кавказского армейских корпусов началось 28 декабря 1914 года (10 января 1915 года) и 30 декабря 1914 года (12 января 1915 года) соответственно. Для отвлечения противника от направления главного удара два Туркестанских полка наносили демонстративные удары в направлении горы Карадаг, где располагалась 31-я турецкая дивизия. Вскоре к операции присоединились части 1-го Кавказского армейского корпуса (154-й Дербентский, 5-й Кавказский стрелковый и 155-й Кубанский полки), атаковавшие позиции трёх дивизий 9-го и 11-го турецких корпусов. Встречные бои носили ожесточённый характер и шли с переменным успехом.
В целом же наступление в этом районе частей Кавказской армии отвлекло внимание турецкого штаба от района Кёприкея, где готовился главный удар.

### Итоги кампании 1915 года
В результате боёв, проведённых в 1915 году, русская армия продвинулась вглубь турецкой территории, сорвав планы турецкого командования по захвату Закавказья. Армия упрочила своё положение на Кавказском фронте, протяжённость которого к концу года превышала 2400 км (вместе с Персидским фронтом), и готовилась к проведению широкомасштабных наступательных операций. Единственное, что не удалось командованию Кавказской армии — из-за пассивности англичан создать с ними единый фронт на территории Месопотамии.
В ходе кампании 1915 года, османская армия в очередной раз попыталась перехватить стратегическую инициативу у русской армии (Алашкертская операция), взаимодействуя с Австрией и Германией. Летняя кампания 1915 года стала наиболее результативной для турецкой стороны, однако Кавказская армия смогла удержать инициативу за собой.
Наряду с успехами, всё больше обострялась проблема снабжения Кавказской армии из-за значительного удлинения линии фронта и огромного числа беженцев из Западной Армении и Северной Персии. Русское командование принимало меры для улучшения снабжения и транспортной доступности районов боевых действий.
На протяжении всего периода войны солдаты, находившиеся в восточной и северо-восточной частях Турции, сильнейшим образом страдали от инфекционных заболеваний — так, только к маю 1915 года потери армии и гражданского населения только от болезней (тиф, дизентерия и т. п.) составили около 200 тыс. человек.
К концу 1915 года в русскую Кавказскую армию (включая Персидский корпус) входило: 129 батальонов, 8 артиллерийских дивизионов с 384 орудиями, 240 кавалерийских сотен и эскадронов, 2 добровольческие конные сотни, 48 дружин ополчения, 4 армянские добровольческие дружины, 18,5 инженерных рот, отдельная пулемётная команда, 1 авиационный отряд, 1 этапный батальон, 1 воздухоплавательная рота. Состав турецкой армии в сентябре был следующим: до 223 батальонов (из них до 49 запасных), 132 эскадрона и сотни, до 10 тыс. курдов при 194—214 орудиях.
В течение 1915 года в командном составе русской армии шли дискуссии о судьбе армянских добровольческих дружин. С одной стороны, армянская общественность и ряд царских офицеров приветствовали их смелость и фанатизм, с другой стороны российские чиновники обращали внимание на их склонность к мародёрству и массовому убийству мусульман. Отчуждение мусульманского населения имело негативные военные последствия. Ещё летом верховное командование (в лице генерал-квартирмейстера Кавказской армии Л. М. Болховитинова) запретило формирование новых армянских частей, а также перестало принимать добровольцев-армян из других стран. 13 (26) декабря последовал приказ начальника штаба Верховного главнокомандующего, предоставивший командующему Кавказской армией право формировать армянские стрелковые батальоны на основе бывших армянских добровольческих дружин — часть личного состава дружин вошла в состав регулярной армии, другая часть была распущена. Однако необходимость сохранения хороших отношений с мусульманами стала не единственной причиной, повлиявшей на это решение. К середине 1915 года в российской политической среде вновь был поднят вопрос об армянском сепаратизме. Российские чиновники видели в армянских формированиях силу, которая могла быть позже повёрнута и против России. Так, российское консульство в Салониках в середине года отклонило просьбу 100 армян из Османской империи, желавших служить в русской армии, а Н. Н. Юденич воспрепятствовал переходу группы армян из Болгарии, заподозрив в них дашнаков. Согласно докладу бывшего консула в Дамаске Бориса Шаховского, который отвечал за связи с курдскими племенами, армянские националисты хотели «уничтожить всё мусульманское население в оккупированных нами районах» и их дикость вызывала «отчаянное сопротивление курдов», что «ужасно осложняло наши [военные] операции».

## 1916 год

### Кёприкейское сражение (продолжение)

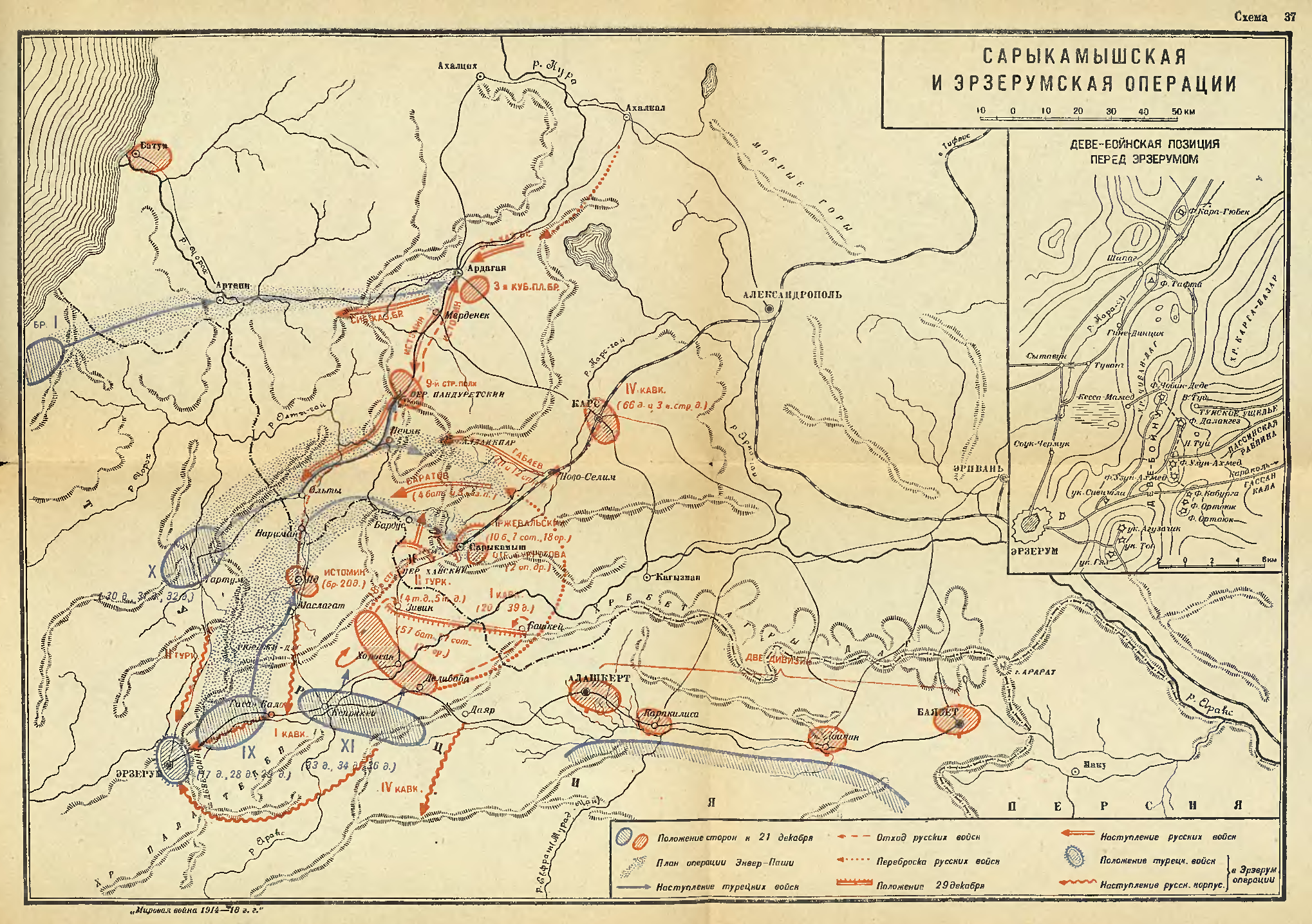
Ход боевых действий в 1914 — начале 1916 гг. (Сарыкамышская и Эрзерумская операции)

Общее наступление русской армии с использованием практически всех резервов началось в ночь на 1 (14) января 1916, когда турки меньше всего могли его ожидать. В течение первых пяти дней боёв русские занимали один населённый пункт за другим, оттесняя турок. В ночь на 4 (17) января, после получения приказа Абдулкерим-паши (временно исполнял обязанности командующего 3-й Турецкой армией взамен находящегося в отпуске Махмут Камиль-паши) об отступлении и уничтожении продовольствия и боеприпасов, турецкие части покинули удерживаемые ими позиции и начали двигаться в сторону Эрзурума. Вечером того же дня 4-я Кавказской стрелковая дивизия заняла Кеприкей.
Попытки Н. Н. Юденича организовать преследование отступающих турецких частей, по причине упущенного времени в самом начале отступления противника, оканчивались практически безрезультатно. В результате сражения группировка 3-й турецкой армии потеряла до трети своего личного состава. Русские потери также были достаточно велики. Кавказская армия провела качественно подготовленную успешную операцию, тем не менее полностью разгромить группировку противника ей не удалось.

### Эрзурумская операция и Битлисское сражение
В ходе общего наступления, которому поначалу воспротивился главнокомандующий Кавказским фронтом великий князь Николай Николаевич, части 4-го Кавказского армейского корпуса под командованием только что назначенного генерала В. В. Де-Витта (8-й Кавказский стрелковый полк и одна Армянская добровольческая дружина) 13 (26) января овладели важным транспортным узлом Хыныс. Позднее в этот район подошёл и 7-й Кавказский стрелковый полк. 4-я Кавказская стрелковая дивизия заняла тактически важный хребет Каргапазар. По результатам боёв, 4-й корпус вышел на линию Хыныс — Малазгирт. Части 2-го Туркестанского армейского корпуса выдвигались сквозь заснеженные высокогорные хребты в сторону эрзурумских фортов для подготавливаемого штурма. Русские войска к 20 января (2 февраля) подошли к Эрзерумской укреплённой зоне, а Азербайджан-Ванский отряд Ф. Г. Чернозубова с боями продвигался к западному берегу озера Ван на города Муш и Битлис. Параллельно с наступлением шла подготовка к штурму самой укреплённой позиции.
Эрзерумский укрепрайон представлял собой мощную крепость из 15 фортов и батарей с мощной крепостной артиллерией и современными на тот момент полевыми сооружениями. Крепость была модернизирована при участии английских, а позднее — немецких военных советников. Силы турок составляли около 75 тыс. человек, русских — 80 тыс., причём до 20 тыс. из них были новобранцами. План штурма был разработан лично Н. Н. Юденичем, а подготовка к нему велась скрытно, с применением средств дезинформации и секретности. В результате, перед самым штурмом, турецкое командование было уверено, что до весны ждать наступления русской армии не стоит. Огромное значение придавалось обеспечению солдат Императорской армии тёплым обмундированием.
Непосредственно перед началом операции по взятию Эрзерума великий князь Николай Николаевич приказал остановить её и разрешил продолжить операцию только после телефонного разговора с Н. Н. Юденичем.
Штурм крепости начался ночью 29 января (11 февраля). Первым, к утру 30 января (12 февраля), после яростных атак 153-го Бакинского полка, пал форт Далан-Гёз, а на следующий день за ним последовал Кара-Гебек, 1 (14) февраля 13-й и 17-й Туркестанские полки совместно с Донской пешей бригадой заняли форт Тафет, а 2 (15) февраля 154-м Дербентским и 156-м Елисаветпольским полками захвачен форт Чопан-Деде. 3 (16) февраля казаки 1-го Кавказского армейского корпуса вошли в город, за ними последовали части 2-го Туркестанского армейского корпуса. В тот же день командующий фронтом Н. Н. Юденич прибыл в город для организации преследования турецких сил.
В результате штурма захвачено 9 турецких знамён, около 5 тыс. пленных и 327 орудий, а общие потери Турецкой армии приближались к 10 тыс. Вся операция осуществлялась при тяжёлых рельефе и погоде — 30-градусном морозе и сильном ветре, на высотах свыше 2 тыс. м . Турецкий гарнизон отступил, преследование продолжалось, пока линия фронта не стабилизировалась в 120 км западнее Эрзерума. В результате всей операции, 3-я турецкая армия потеряла больше половины личного состава, и, оставив почти всю артиллерию, боеприпасы и продовольствие, продолжала отступление.
Главнокомандующий Кавказской армией великий князь Николай Николаевич писал императору Николаю II: «Господь Бог оказал сверхдоблестным войскам Кавказской армии столь великую помощь, что Эрзерум после пятидневного беспримерного штурма взят. Неизречённо счастлив донести о сей победе Вашему императорскому Величеству».
По сообщениям прессы того времени, около 25 тыс. армян вырезано в городе до прихода русской армии, а в целом, к лету 1916 года «65 тыс. армян из города Эрзерум и его окрестных деревень были доведены до смерти или умерли в изгнании». Как писал в мемуарах генерал-майор Е. В. Масловский, большая часть турок Эрзерума оставила город, но греки и армяне восторженно встретили русскую армию. Греческий митрополит совершил молебен о здравии императора Николая II, о даровании победы русским войскам и освобождении христианского населения из-под турецкого владычества. Овладев Эрзерумом, русские войска взяли под контроль значительную часть Западной Армении.
На других направлениях действия русских войск также оказались успешными: в день взятия Эрзерума (3 (16) февраля) 154-й Дербентский полк с боем взял Мамахатун. На крайнем левом фланге Кавказского фронта 6 (19) февраля 1-м Лабинским казачьим полком 4-го Кавказского армейского корпуса был взят город Муш. 10 (23) февраля 2-й Туркестанский армейский корпус генерал-лейтенанта М. А. Пржевальского отбил город Испир. 19 февраля (3 марта) при тяжёлых климатических условиях небольшие части 4-го Кавказского армейского корпуса (батальон 6-го Кавказского стрелкового полка с двумя Армянскими дружинами) под командованием генерал-лейтенанта Д. К. Абациева ночным штурмом овладели городом, имеющим важное транспортное значение (см. Битлисское сражение).
Как указывает Дж. Маккарти, взятию Битлиса русской армией предшествовало армянское восстание, которое привело к резне мусульманского населения города и окрестных деревень. Расследование, проведённое турками, когда они ненадолго взяли город, определило, что было разрушено или сожжено 15 мечетей, три дервишских монастыря, четыре религиозных учебных заведений, четыре гробницы, школы, бани, крупные общественные здания города, включая здания полиции, жандармерии, муниципалитетов и провинциальных административных зданий, а также коммерческие и военные склады, а мечеть Хатунийе была превращена в конюшню.
В начале марта, после Эрзерумского разгрома, Энвер-паша назначил нового командующего 3-й армией — им стал заработавший хорошую репутацию в Дарданелльской операции Мехмет Вехип-паша.
В рамках Персидской кампании войска генерал-лейтенанта Н. Н. Баратова к апрелю овладели следующими городами: Исфаган, Керманшах, а также Ханекин и Кум, тогда же произошло его реформирование согласно штатной корпусной организации и переименование в Кавказский кавалерийский корпус, а в июне — в 1-й Кавказский кавалерийский корпус.

### Трапезундская операция

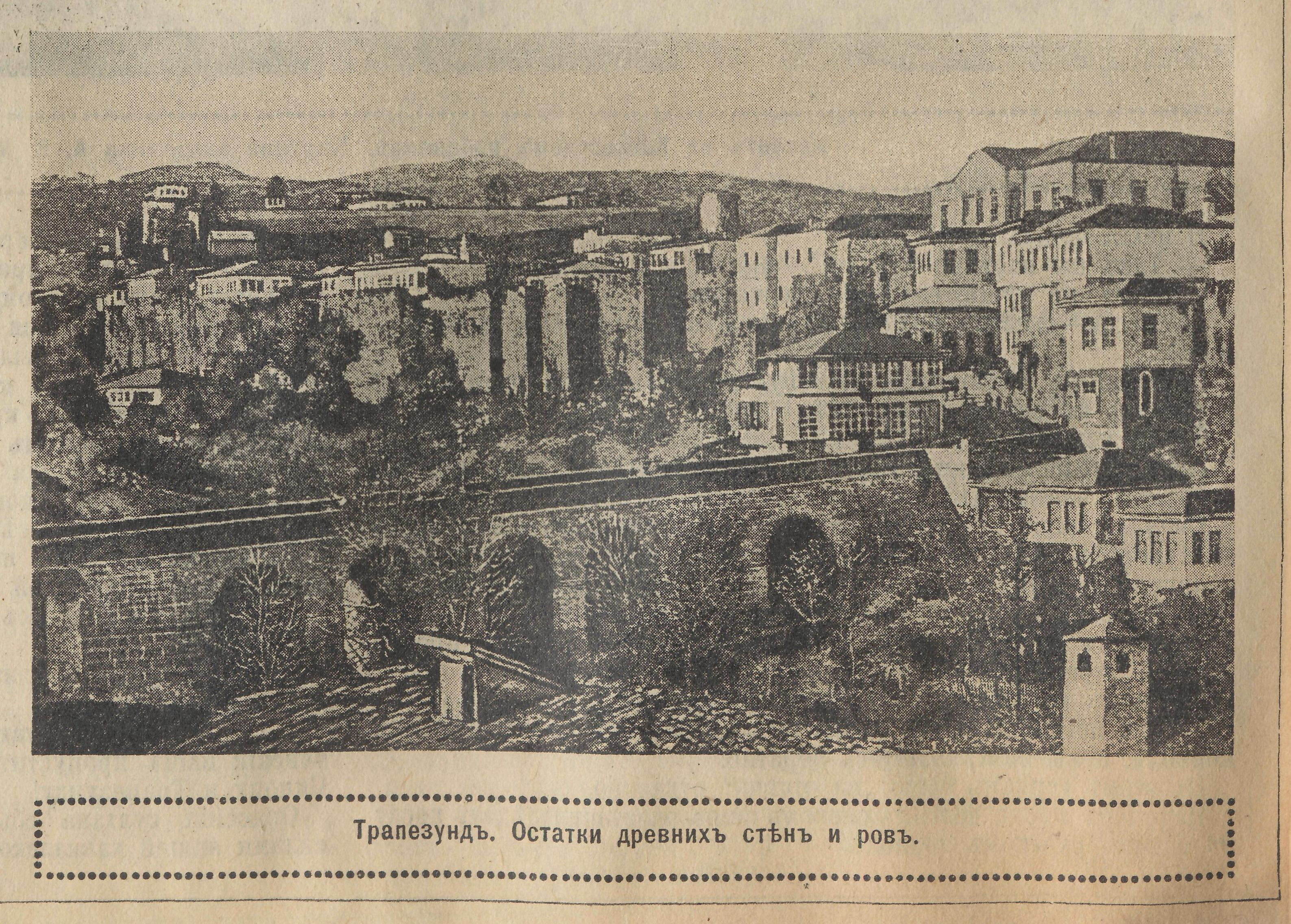
Взятый русскими войсками Трапезунд. Журнал Нива 1916 г.

Начиная с 20 января (5 февраля) Кавказская армия начала активные боевые действия на Черноморском побережье и быстро продвигалась вглубь турецкой территории, захватив множество населённых пунктов: (Архави, Висе, Атина, Мапаври). В ходе наступления совместно с силами Батумского отряда Черноморского флота несколько раз проводились высадки десанта в тыл противника, для которых впервые были использованы специальные суда «Эльпидифоры». К 23 февраля (8 марта) со значительными продовольственными запасами был занят центр Лазистана — портовый город Ризе.

После захвата Ризе командир Приморского отряда генерал-лейтенант В. П. Ляхов нацелился на важнейший турецкий порт на востоке Османской империи — Трапезунд, захват которого позволял Кавказской армии закрепиться во внутренних районах Анатолии, развить коммуникации и как следствие улучшить своё снабжение. С конца марта началась активная совместная с флотом подготовка к захвату города.
После переброски с Восточного фронта двух Кубанских пластунских бригад (18 тыс. человек, 3 тыс. лошадей, 330 т. грузов и 12 орудий) путём высадки морского десанта, Приморский отряд, имевший до того не многим более 14 тыс. человек: 11 батальонов 19-го Туркестанского полка, 9 дружин, 300 казаков, 4 инженерные роты с 38 орудиями, был значительно усилен. 1 (14) апреля Турками был атакован левый фланг приморского отряда. В тот же день корабли Батумского отряда Черноморского флота (броненосцы «Ростислав», «Пантелеймон» и «Прут») приступили к обстрелу турецких береговых позиций и укреплений, после чего сухопутные части начали теснить турок в направлении Трапезунда. Русская армия стояла в 13 км восточнее города, когда, 3 (16) апреля, пришли известия о том, что остатки турецких войск начали покидать город. Форсировав р. Карадере, 5 (18) апреля Кавказская армия заняла Трапезунд с его значительными запасами и трофеями, а после — в течение нескольких недель продолжала преследование отступающих турецких частей.
Имеются сведения о массовых кровавых бесчинствах турок по отношению к армянскому мирному населению, происходивших до прихода русской армии. Следствие, которое было проведено русскими властями после захвата города подтвердило факты массовых убийств. После ухода в ночь на 3 (16) апреля из Трапезунда частей 3-й турецкой армии, местные жители, в отместку за массовую депортацию греков, в течение дня занимались грабежами и сожжением оставленных бежавшими турками домов, которые продолжались до вступления в город русских войск. В ходе операции русские войска преодолели более чем 100-км расстояние, создав, тем самым, предпосылки для последующих наступательных действий.
К концу мая Приморский отряд был усилен двумя пехотными дивизиями (123-я и 127-я), и преобразован в 5-й Кавказский армейский корпус.

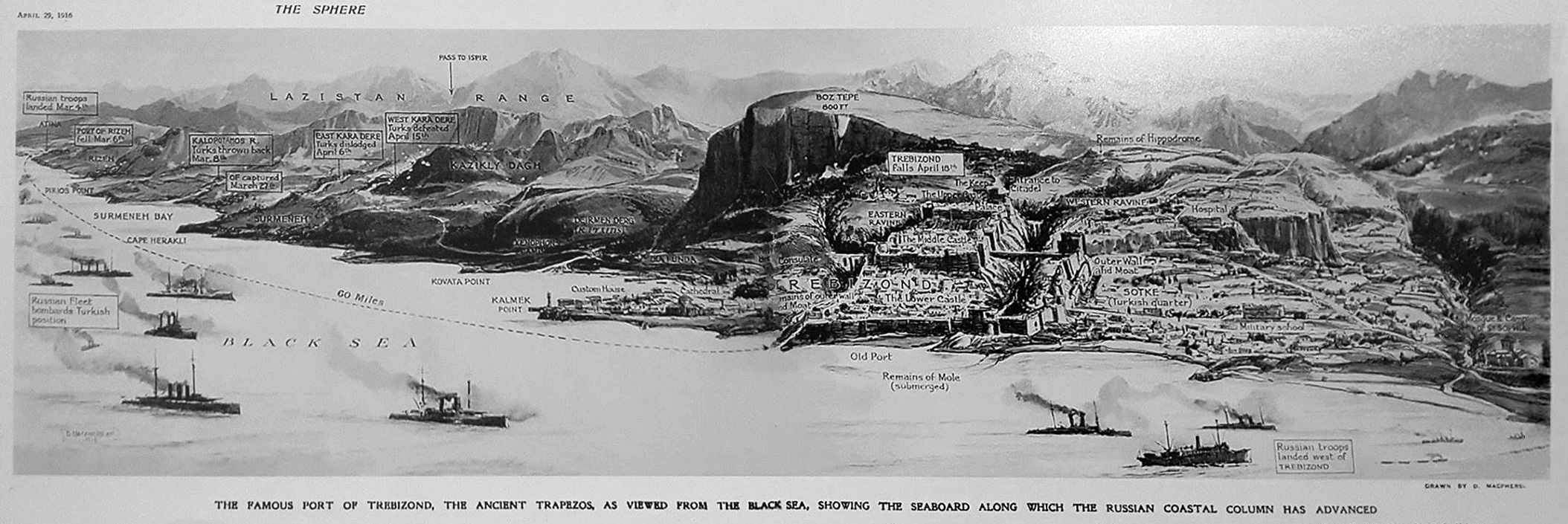
Иллюстрация Трапезундской операции. Английский журнал «Sphere» (Сфера), 1916 г.

### Эрзинджанская операция
Уже в середине апреля прибывшая из Стамбула, одна из частей перебрасываемой 2-й турецкой армии (5-я пехотная дивизия), атаковав левый фланг Кавказской армии, овладела населённым пунктом Сирт и начала движение по направлению к Битлису.
17 (30) мая не выдержав натиска 9-го и 11-го корпусов турецкой армии, части 1-го Кавказского армейского корпуса были вынуждены оставить Мамахатун. Турки наступали в направлении Эрзерума, и русское командование бросило на этот участок дополнительные силы — 4-ю пластунскую бригаду и полки 39-й дивизии. В результате завязавшихся кровопролитных боёв Кавказской армии удалось остановить дальнейшее продвижение противника.

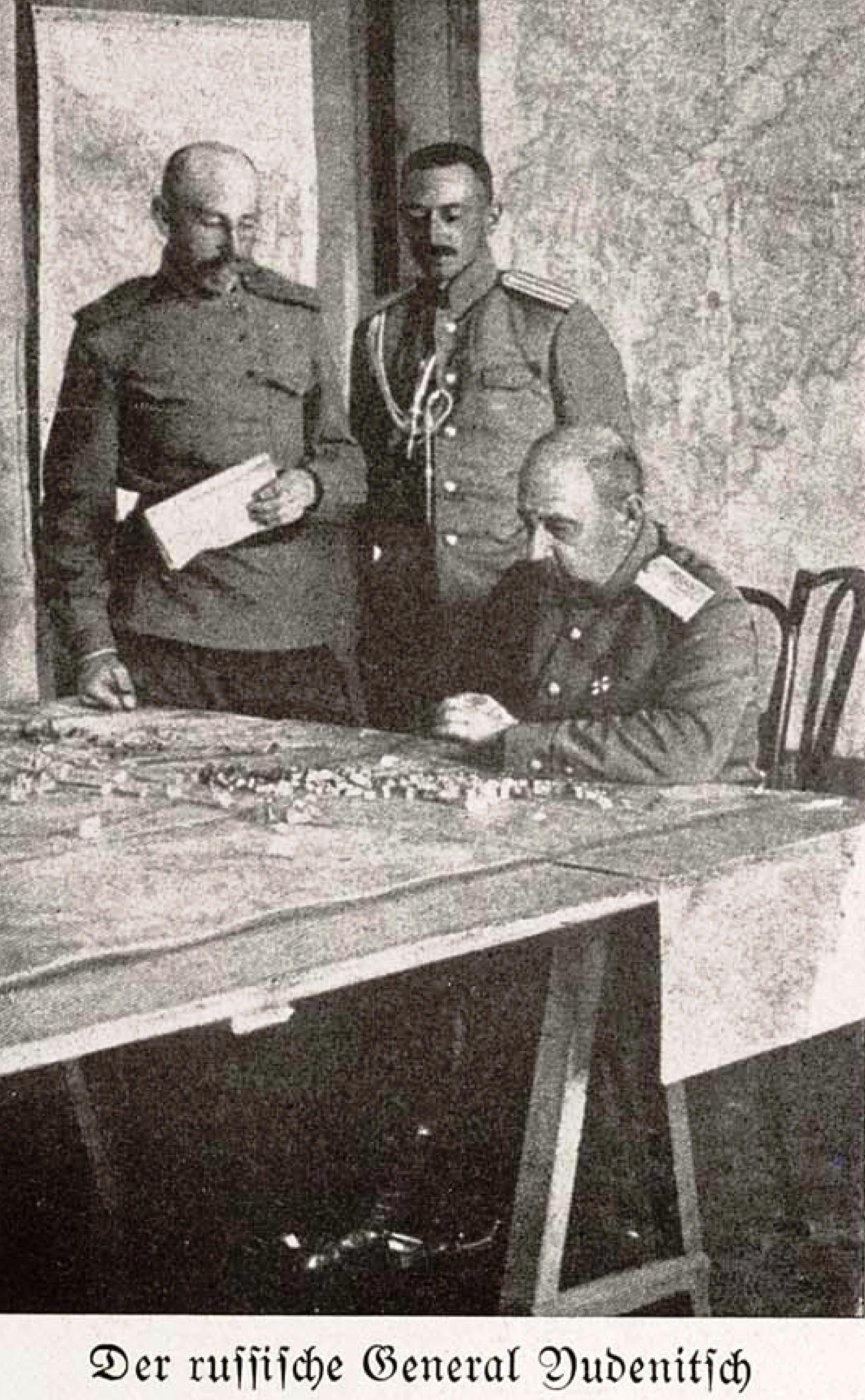
Н. Н. Юденич с офицерами штаба

К началу июня в состав Кавказской армии входили 211 батальонов, 37 дружин ополчения, 1 добровольческая дружина, 5 армянских дружин, 235 сотен, 2 добровольческие сотни, 468 орудий, 20,5 инженерных рот, 1 этапный батальон и Персидская бригада. Силы армии располагались в следующем порядке: на правом фланге — 5-й Кавказский армейский корпус (В. А. Яблочкин, прикрывавший Черноморское побережье и район Трапезунда, левее, по обоим берегам Чороха, находился 2-й Туркестанский армейский корпус (М. А. Пржевальский), на его левом фланге — 1-й Кавказский армейский корпус (П. П. Калитин), занимавший район транспортной «артерии» региона — дороги Эрзерум-Ашкале-Байбурт и изгиба реки Карасу. Части 4-го Кавказского армейского корпуса (В. В. Де Витт) занимали район Хыныс—Муш—Битлис. Территорию от Муша до озера Урмия прикрывал Азербайджан-Ванский отряд (Ф. Г. Чернозубов). Армейский резерв располагался в Эрзеруме. В Персии действовал 1-й Кавказский кавалерийский корпус (бывш. Экспедиционный кавалерийский корпус) Н. Н. Баратова.
В состав турецкой армии (включая перебрасываемые на усиление части 2-й турецкой армии и силы, действующие в Персии) — 309 батальонов пехоты с артиллерией, 156 эскадрона и сотен, а также до 12 тыс. курдов. Неполная 2-я турецкая армия концентрировалась в районе городов Харпут, Диарбекир и Сирт (дивизии 3-го и 16-го корпусов). 3-я армия занимала фронт от Черноморского побережья до района Байбурта, Ашкале и Мамахатуна.
Командование 3-й армии планировало закрепить успехи ударом по Трапезунду, с целью отрезать 5-й Кавказский армейский корпус от основных войск и разбить его. Турецкое наступление началось 13 (26) июня ударом усиленной 3-й дивизии 5-го корпуса по 19-му Туркестанскому полку. 5-й Кавказский и 2-й Туркестанский корпуса контратаковали 19 июня (2 июля).

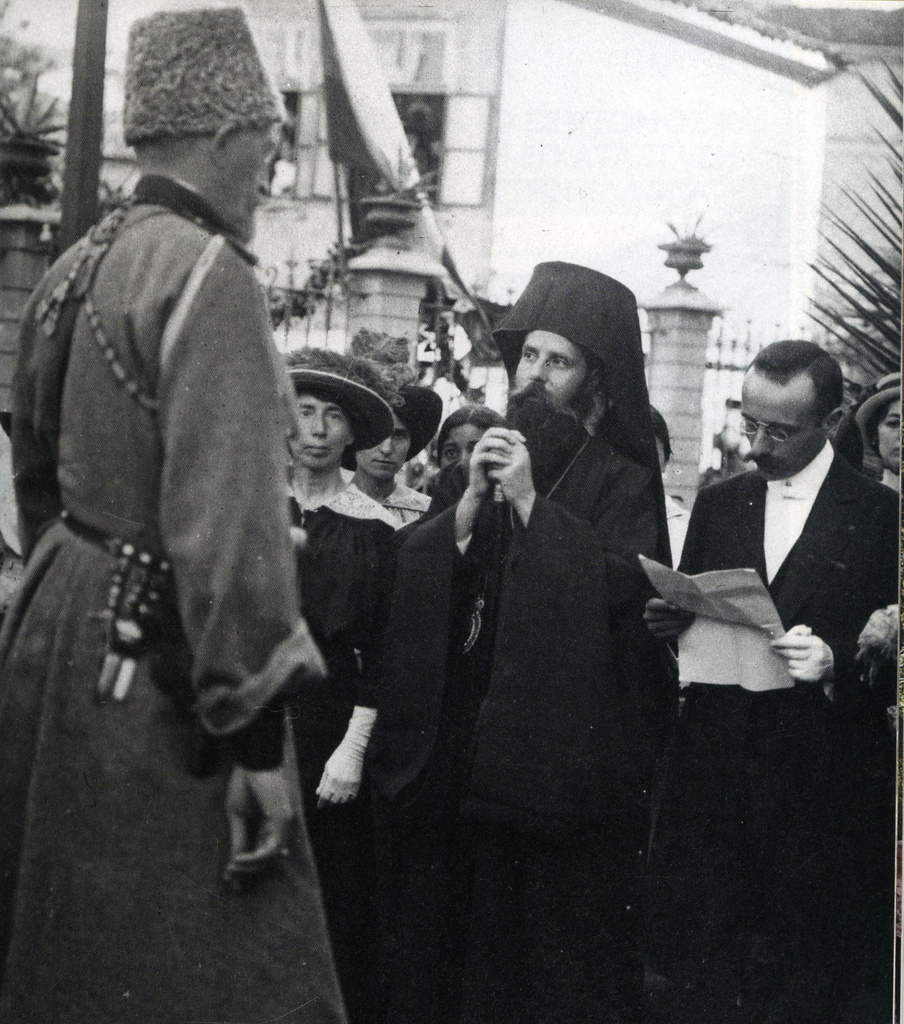
Главнокомандующий Кавказской армией великий князь Николай Николаевич в Трапезунде, июль 1916 г.

После успешного завершения Дарданелльской операции, турецкое командование решило для усиления 3-й армии перебросить из района проливов на Кавказский фронт 2-ю армию, со включением в последнюю двух свежих корпусов (всего более 80 тыс. человек). Значительную военную и людскую помощь турецкой армии в этот период оказывала Германия. Но из-за плохого состояния железных дорог в Османской империи переброска шла медленно.
Чтобы сорвать планы турецкого командования по объединению двух армий и дальнейшему общему наступлению, 19 июня (2 июля) началось генеральное наступление Кавказской армии с целью овладения Байбуртом и дальнейшего продвижения на запад к Келкиту и Гюмюшхане. Русские войска начали теснить турок по всему фронту наступления и 27 июня (10 июля) 154-м Дербентским пехотным полком 1-го Кавказского армейского корпуса вновь был взят город Мамахатун, а 2 (15) июля 7-й Туркестанский стрелковый полк 2-го Туркестанского корпуса вошёл Байбурт. Началось активное преследование турецких частей, отступавших к Гюмюшхане и Эрзинджану. Гюмюшхане был занят 5 (18) июля, а к 12 (25) июля турецкие части без боя оставили Эрзинджан и в город вошёл 154-й Дербентский полк. Был захвачен оставленный турками арсенал, с его значительными материальными запасами. А за два дня до этого Кавказская армия овладела Келкитом.
В результате боёв, русская Кавказская армия разгромила 3-ю турецкую армию, потери которой только пленными составили около 17 тыс. человек, и полностью взяла под контроль стратегически важное шоссе Эрзерум — Трапезунд. 2-я армия смогла провести лишь демонстративные атаки в районе Муша. Успехи русской армии вызвали значительный эмоциональный подъём среди армянского населения.
Летом главнокомандующий Кавказской армией великий князь Николай Николаевич посетил фронт, побывав в Эрзеруме, Байбурте, Трапезунде и Эрзинджане.
На Персидском фронте дела обстояли не так благополучно — в июне-июле 6-я турецкая армия, освободившаяся после взятия Эль-Кута, начала контрнаступление на Багдадском направлении против 1-го Кавказского кавалерийского корпуса. К августу русским войскам пришлось оставить Керманшах, Хамадан и Кум.

### Огнотская операция

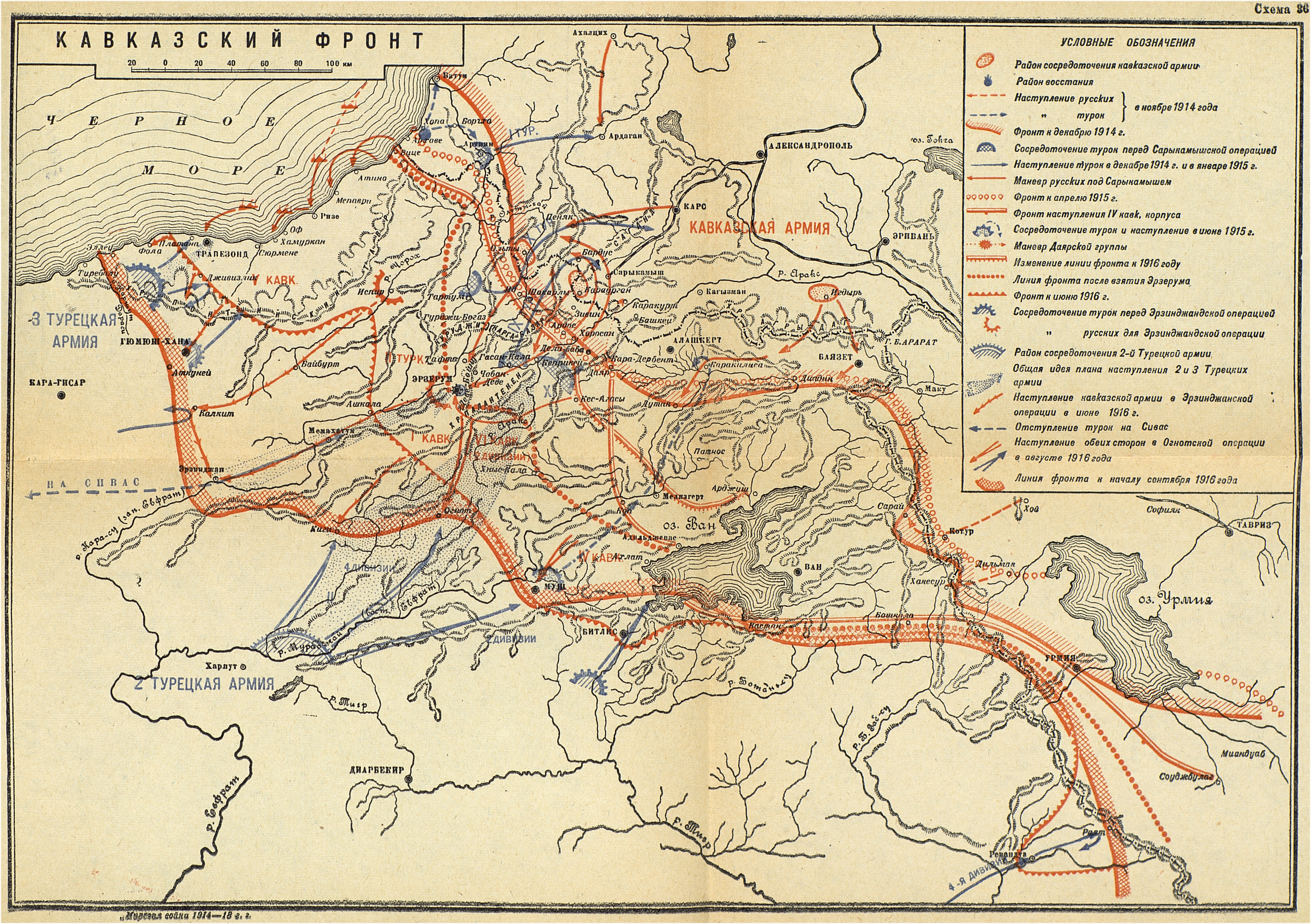
Изменения линии фронта и боевые действия в ноябре 1914 — сентябре 1916 гг.

Части 2-й турецкой армии, усиленной 5-м корпусом, начали перебрасываться к Диарбекиру ещё в марте, но оказать существенную помощь терпящей бедствие 3-й армии они были неспособны. В июне дивизии 3-го турецкого корпуса (1-я, 12-я, 49-я) по приказу командующего 2-й армией Иззет-паши (назначенного в апреле) концентрировались в районе Огнота для последующего удара по частям Кавказской армии. Целью турок было сковать силы трёх русских корпусов (1-го и 5-го Кавказских и 2-го Туркестанского), ударить в направлении Эрзерума и тем самым отрезать данные корпуса Кавказской армии от основных сил. Н. Н. Юденич, зная о перегруппировке турок, также начал переброску частей: три полка 66-й дивизии 4-го Кавказского корпуса в район Огнота, 5-й (4-й Кавказский корпус) и 6-й (1-й Кавказский корпус) Кавказские стрелковые дивизии в район Муша.
16 (29) июля командующий Кавказской армией приказал начать наступление в Огнотском направлении. К следующему дню, русские части подошли к Огноту и начали его штурм, продолжавшийся до 19 июля (1 августа). После взятия города началось преследование отступающих турецких частей.
В день взятия русскими Огнота Иззет-паша приказал 2-й армии (всего в армию входило пять армейских корпусов — 2-й, 3-й, 4-й, 5-й и 16-й), не завершившей своё сосредоточение, перейти в наступление в направлении Муша и Битлиса. В первую неделю боёв наступавший 16-й корпус под командованием Мустафы Кемаля имел серьёзные, но кратковременные успехи на данном направлении — к 25 июля (7 августа) полки 2-й Кавказской стрелковой дивизии под командованием Ф. И. Назарбекова и 261-й Ахульгинский полк 66-й дивизии под командованием Ф. А. Потто с большими потерями оставили Муш и Битлис, отойдя сначала к Татвану, а затем к Ахлату. Потери турок были также высоки.
На Огнотском направлении действия турок также были успешными: 1-я и 49-я дивизии 3-го корпуса заняли Огнот и продолжили теснить силы 4-го Кавказского корпуса, которому 23 июля (5 августа) было приказано отступить за реку Чарборох-дараси, на линию Хинис — Муш. Отступление восточнее Огнота дало русской армии возможность перегруппироваться и сосредоточить необходимые силы для будущего контрудара.
Одновременно с наступлением на Огнот, в районе Киги начались ожесточённые боестолкновения. К концу июля — началу августа на стык 1-го и 4-го Кавказских корпусов были переброшены две ударные группы под командованием генералов Ф. И. Дубисского и А. М. Николаева, позднее они образовали новый — 6-й Кавказский армейский корпус под командованием генерал-лейтенанта Д. К. Абациева, основу которого составили 4-я и 5-я Кавказские стрелковые дивизии из армейского резерва, а также 2-я Кубанская пластунская бригада, до того находившаяся в составе 1-го Кавказского корпуса. 4-й Кавказской стрелковой дивизии Н. М. Воробьёва удалось захватить Киги, а три дивизии 4-го турецкого корпуса наступали на позиции 5-й и 6-й Кавказских стрелковых дивизий. Однако, к 7 (20) августа, после 200 км марша в тяжелейших условиях горной местности, к кавказским дивизиям подошло подкрепление в составе 4-й Кубанской пластунской бригады 1-го Кавказского корпуса, что сильно облегчило положение русской армии перед её наступлением.
5 (18) августа началось общее наступление частей Кавказской армии, которым удалось восстановить положение и оттеснить 3-й и 4-й турецкие корпуса на их исходные позиции. Русское командование выдвинуло на правый фланг значительные силы (4-й Кавказский корпус), которые наступательными действиями разбили 16-й турецкий корпус. В итоге, турецкое наступление закончилось поражением — был взят населённый пункт Огнот и 10 (23) августа возвращён контроль над городом Муш.
В дальнейшем русская и турецкая армии попеременно предпринимали контрнаступления, и успех склонялся то в одну, то в другую сторону. Русские войска потеснили турок и начали их преследование, которое продолжилось до конца августа — начала сентября, когда в горах выпал снег и ударил мороз, заставивший противников прекратить боевые действия вплоть до весны. В ходе боёв 2-я и 3-я турецкие армии понесли значительные потери. Одним из ключевых факторов успеха операции стали действия русской гаубичной артиллерии.
В августе произошла реорганизация Азербайджан-Ванского отряда, после которой он стал именоваться 2-м Кавказским кавалерийским корпусом, а с февраля 1917 года — 7-м Кавказским армейским корпусом. К октябрю началось полное разложение 2-й и 3-й турецких армий — усталость от войны, болезни, нехватка продовольствия и массовое дезертирство сильно ослабило и без того разбитую турецкую группировку.
В Персии русским войскам в декабре удалось вернуть под свой контроль Керманшах и Кум.
Важное значение для итогов операции имел успех русской разведки.

### Итоги кампании 1916 года

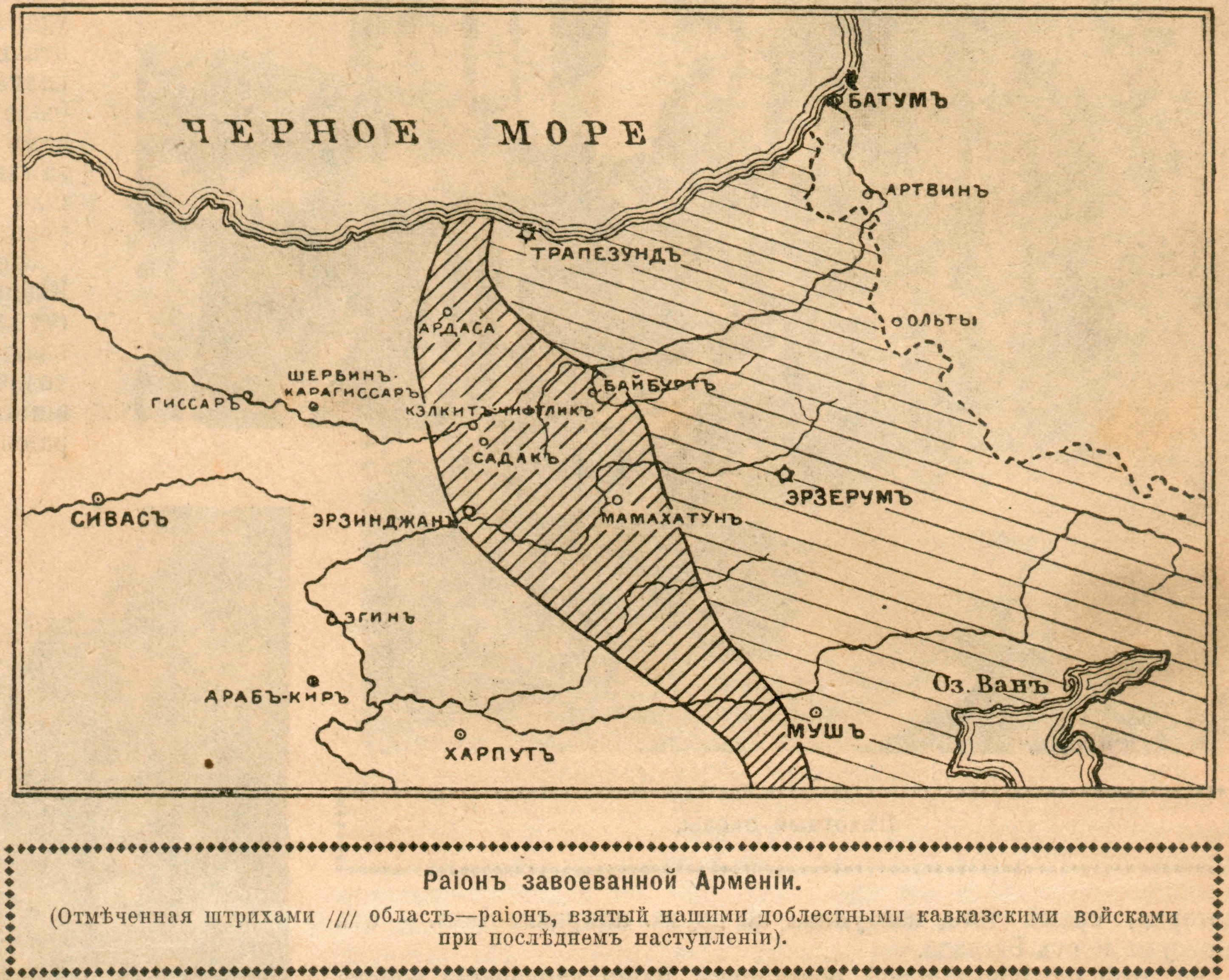
Территория Западной Армении, занятая русскими войсками к лету-осени 1916 г. Журнал Нива № 31 — 1916 г.

Итоги кампании 1916 года на Кавказском фронте «превзошли ожидания русского командования». К концу года русские войска заняли бо́льшую часть Турецкой Армении (по состоянию на октябрь 1916 года, занятая Кавказской армией турецкая территория составляла более 116,5 тыс. кв. км.), продвинувшись вглубь Османской империи более чем на 250 км, овладев важнейшими городами — Эрзерумом, Ваном, Трапезундом, Эрзинджаном, Мушем и Битлисом. Кавказская армия разгромила 3-ю турецкую армию и смогла оттеснить 2-ю, тем самым выполнив свою основную задачу — защиту Закавказья от вторжения турок на огромном фронте, протяжённость которого к концу 1916 года составляла, включая Персидский театр, свыше 2400 км.
Массовое дезертирство стало наиболее острой проблемой в турецкой армии — с лета 1916 года число дезертиров постоянно увеличивалось (к октябрю, только в 3-й армии их насчитывалось не менее 50 тыс.). Бежавшие из армии солдаты организовывали вооружённый банды, промышляли разбоем и грабежами.
В дополнение к англо-франко-русскому соглашению, заключённому 18 (31) марта 1915 года, и предусматривающему передачу Константинополя и черноморских проливов Российской империи, 16 (29) мая 1916 года, после длительных дипломатических переписок и переговоров, между Великобританией, Францией и, несколько позже, Российской империей и Италией, было заключено секретное «Соглашение о разделе азиатской Турции» с секретными протоколами, более известное как Соглашение Сайкса — Пико. По нему, окончательно были подтверждены права России на Константинополь и проливы, а также обширная отвоёванная территория Западной Армении и часть Курдистана отходила в непосредственное владение России, а армяне, покинувшие свои дома, смогли бы вернуться на родную землю. Уже во время войны началось освоение турецкой территории — строилась обширная сеть военно-полевых железных дорог (узкоколейных и нормальной ширины) (см. Закавказская железная дорога) и инфраструктура.
На занятых русскими войсками территориях Турецкой Армении был установлен оккупационный режим, созданы подчинённые военному командованию военно-административные округа. 8 (21) июня Николай II утвердил «Временное положение по управлению областями Турции, занятых по праву войны». Оно предусматривало создание временного военного генерал-губернаторства, которое разделялось на области, округа и участки. К началу 1917 года во все округа, на которые разделялось временное генерал-губернаторство, были назначены начальники (всего 29 округов). Округа, в свою очередь, делились на участки, возглавляемые участковыми начальниками. Как правило, главами округов и областей назначались русские военные выше чина капитана. В городах и районах предусматривалось создание департаментов полиции первого, второго и третьего рангов. Вводилась фискальная и судебная системы. Особое внимание уделялось продовольственному снабжению как армии, так и гражданских лиц и беженцев. Армянским представителям высшие посты не доверялись, их назначали, в основном, на второстепенные должности. Первым генерал-губернатором завоёванных областей стал генерал-лейтенант Н. Н. Пешков.

## 1917 год
В начале 1917 года общее состояние Османской империи было плачевным. Потери на Кавказском фронте от войны, дезертирства и болезней превышали 100 тыс. человек. Последние резервы, семь дивизий, были посланы в помощь австро-венгерской армии. В Анатолии царил голод, который ощущался даже в Константинополе. В целом, война измотала и обанкротила империю. Российские генералы, напротив, были полны желания воевать. Практически на всех фронтах Антанта добилась материального превосходства, а вступление в войну США ожидалось в скором времени.
В начале 1917 года Кавказская армия контролировала значительную территорию как Турции, так и Персии. Протяжённость линии фронта от Чёрного моря до Персидских городов Ревандуз, Хамадан, Султанабад составляла более 2000 км. Армия продвинулась вглубь территории Турции на расстояние около 300 км, на территории Персии — от 200 до 600 км.
Осенью — зимой 1916/1917 годов, на Кавказском фронте наступило позиционное затишье. Необычно суровая зима затрудняла боевые действия. Это и спасло турецкую армию от полного военного краха и позволило сохранить её остатки. Дальнейшее продвижение вглубь территории Османской империи не имело никакого стратегического и тактического смысла для русской армии из-за проблем с подвозом продовольствия и фуража. Военный историк А. О. Арутюнян писал: «… русские на Кавказском фронте блестяще выполнили ряд задач, имеющих большое значение не только для Кавказского фронта, но и в целом для общего хода мировой войны».
Русской армии по-прежнему противостояли 2-я и 3-я турецкие следующего состава (январь 1917 г.): 208 батальонов, 64 эскадронов, 112230 штыков, 4360 сабель, 5000 сапёров, 381 орудие, 318 пулемётов и около 10000 курдов. Группировка Кавказской армии (1-й, 4-й, 5-й Кавказские армейские корпуса; 2-й Туркестанский корпус; 1-й, 7-й кавказские кавалерийские корпуса) насчитывала 247 батальонов (включая 6 армянских стрелковых батальонов) при 546 орудиях, 236 сотен, 33 инженерных рот, 3 дружины ополчения, 2 добровольческие сотни.
Последней наступательной операцией на Кавказском фронте, по данным военного историка А. А. Керсновского, стало занятие хребта Ики-Сиври 19-м Туркестанским стрелковым полком в феврале. На персидском участке фронта Н. Н. Юденич в январе 1917 года организовал наступление на Месопотамию (в феврале Кавказская армия вновь взяла Хамадан), что вынудило Османскую империю перебросить часть войск на русский фронт, ослабив оборону Багдада, который вскоре был занят англичанами.

### Февральская революция
По мнению некоторых историков, от полного разгрома турецкую армию спасла произошедшая в России Февральская революция. Армянская общественность встретила её с большим энтузиазмом, продолжая, как и прежде, поддерживать действия России, и рассчитывая на военно-политическое решение армянского вопроса. К этому времени большая часть Турецкой Армении была занята русскими войсками. Армянские политические лидеры считали своей главной задачей поддержку русской армии на Кавказском фронте с тем, чтобы турки не смогли отвоевать обратно Северо-восточную и Восточную Анатолию.

Турки, однако, также старались использовать русскую революцию в своих целях. При помощи авиации и наземных патрулей они распространяли среди русских солдат листовки с поздравлениями по случаю революции, проводя параллели между свержением самодержавия в России и конституционным режимом в Османской империи. На линию фронта направлялись делегации турецких солдат для встреч с русскими военнослужащими.
В этот период турецкие войска страдали от зимних болезней и массового дезертирства. 3-я турецкая армия держала фронт от Тиреболу до Кемаха, 2-я — от Киги до юго-западной оконечности озера Ван. Обе армии с марта 1916 года входили в Кавказскую (Анатолийскую) группу войск под командованием Иззет-паши, а штаб находился в Харпуте. Командующий 3-й армией Вехиб-паша реорганизовал 5-й, 9-й, 10-й и 11-й корпуса. Он создал 1-й и 2-й Кавказские корпуса, объединив в них по три дивизии. Таким образом, 9-я, 10-я, 36-я и 5-я, 11-я, 37-я дивизии вошли, соответственно, в состав 1-го и 2-го Кавказского корпусов.
По состоянию на март 1917 года, состав сил воюющих сторон был следующим: турецкие армии — 190 батальонов, 62 эскадронов, 99080 штыков, 4560 сабель, 5000 сапёров, 377 орудий, 324 пулемёта и около 10000 курдов; Кавказская армия — 244 батальона, 8 спешенных эскадронов, 264 эскадрона и сотни, 1057 пулемётов, 591 орудие, 351/4 инженерных рот, 4 авиационных отряда, всего 183775 штыков, 31834 сабли и 8009 офицеров.
Небольшое наступление 2-й турецкой армии, предпринятое её новым командующим Мустафой Кемалем, завершилось повторным захватом турками территории Битлисского вилайета вплоть до Муша. Результаты этой операции продемонстрировали нежелание русских солдат воевать. Наступательный порыв турецкой армии иссяк лишь в мае, да и то из-за отсутствия необходимых ресурсов для ведения крупномасштабных операций. По другой версии, турки остановились в ответ на обращение германского главнокомандующего Э. Людендорфа.
Генерал Н. Н. Юденич, назначенный главнокомандующим Кавказским фронтом, продолжил наступление против турок в Персии (к концу марта 1-й Кавказский кавалерийский корпус достиг реки Дияла, вновь заняв города Сенендедж, район Керманшаха и Ханакин), но трудности со снабжением войск, падение дисциплины под воздействием революционной агитации и рост заболеваемости малярией заставили его прекратить Мосульскую операцию и отвести войска в горные районы. Репутация Юденича в армии пострадала из-за отступления в районе Битлиса и Муша, к тому же его подозревали в симпатиях к «старому режиму». Отказавшись выполнить приказ Временного правительства о возобновлении наступления, в мае 1917 года Юденич был отстранён от командования фронтом и передал дела генералу от инфантерии М. А. Пржевальскому. Начиная с весны 1917 года русская армия постепенно разлагалась, солдаты дезертировали, отправляясь по домам. Эти процессы ускорила Октябрьская революция, и к концу года Кавказский фронт практически был развален.
Пытаясь противодействовать падению воинской дисциплины, русское командование экспериментировало с созданием национальных воинских формирований — к середине июля 1917 года на Кавказском фронте, по предложению армянских общественных организаций Петрограда и Тифлиса и штаба Кавказской армии, приказом Верховного главнокомандующего армянские батальоны были развёрнуты в стрелковые полки, после чего последовало их объединение в бригады. В конце октября последовал приказ начальника штаба Верховного главнокомандующего о формировании ещё одной бригады с тем, чтобы 1-й, 2-й и 5-й полки вошли в состав 1-й бригады, а 3-й, 4-й и 7-й — в состав 2-й. Этим же приказом было заложено обоснование для будущего формирования единого войскового соединения — Добровольческого армянского корпуса.
Отступление русских войск в районе Муша и очевидная утрата русской армией боевого потенциала были встречены армянской общественностью с тревогой. Члены армянских национальных комитетов Москвы и Петрограда обсуждали сложившуюся ситуацию с Временным правительством, пытаясь убедить А. Ф. Керенского в необходимости сохранения устойчивого Кавказского фронта. С этой целью они просили перебросить на Кавказ тысячи армянских солдат с других фронтов, что могло бы стать решающим фактором для удержания Россией оккупированных территорий Турецкой Армении. Согласие было получено, однако это решение старались не придавать огласке, чтобы предотвратить подобные прецеденты. Незадолго до краха Временного правительства, в октябре, Керенский отдал распоряжение перевести 35 тыс. армянских солдат на Кавказ с целью замещения русских частей. Лишь несколько тысяч из них, однако, добрались до фронта. Остальные оказались в районе Баку, где большую часть 1918 года под руководством местного Армянского национального совета оказывали военную поддержку советской администрации города.

### Октябрьская революция

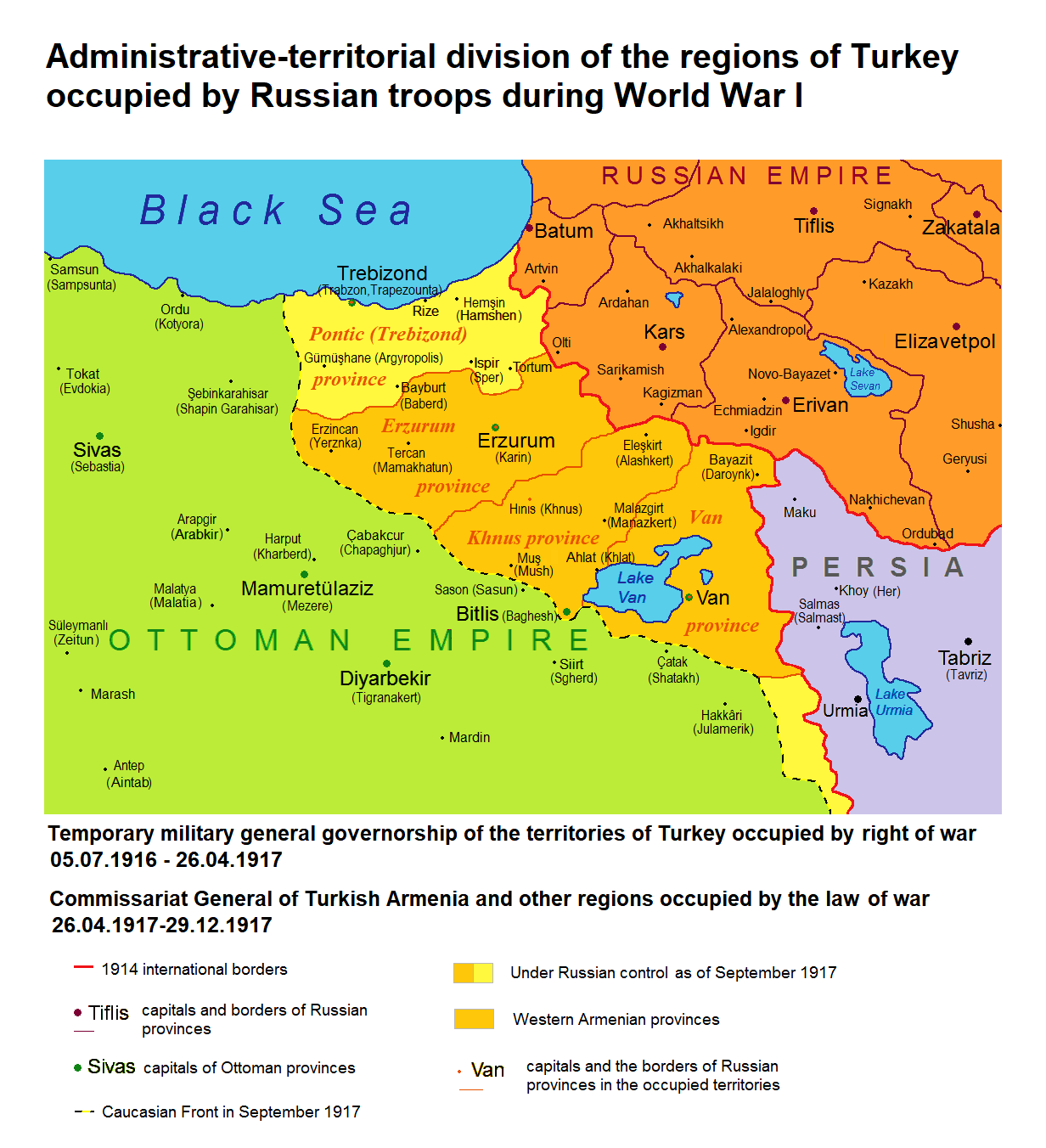
Турецкая территория, занятая русскими войсками по состоянию на осень 1917 г.

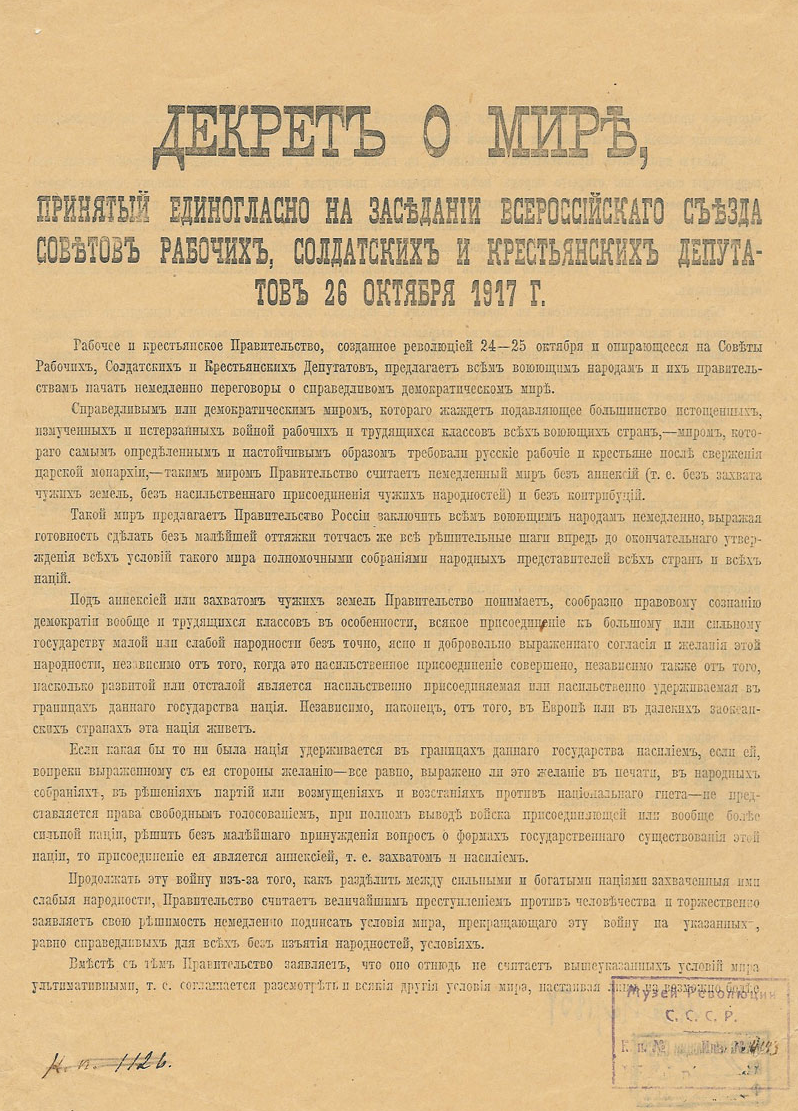
Декрет о мире. 26 октября 1917 г.

Большевики, захватившие власть в России в октябре 1917 года, осудили войну как империалистическую и выступили за мир «без аннексий и контрибуций». На II Всероссийском съезде Советов 26 октября (8 ноября) был принят Декрет о мире. Народный комиссариат по иностранным делам Советской России обратился с нотой к союзным войскам, в которой просил рассматривать Декрет о мире как «формальное предложение немедленного перемирия на всех фронтах и немедленного открытия мирных переговоров». Совнарком, не дожидаясь ответа от противника, уже 10 (23) ноября постановил начать постепенную демобилизацию и сокращение армии.
Турецкое правительство с трудом могло поверить в подобный поворот событий: в то время, как русская армия продолжала занимать обширные территории Восточной Анатолии, новое российское правительство собиралось выйти из войны, отказываясь от всех захваченных территорий.
11 (24) ноября командующий турецкой 3-й армией Мехмет Вехип-паша обратился к главнокомандующему Кавказским фронтом генералу от инфантерии М. А. Пржевальскому с предложением о временном перемирии, которое дошло до адресата 17 (30) ноября. Пржевальский переправил полученное предложение на рассмотрение Закавказского комиссариата — временного органа управления, сформированного 15 (28) ноября в Закавказье.
20 ноября (3 декабря) министр иностранных дел Османской империи Ахмед Насими-бек проинформировал Палату депутатов о начале мирных переговоров с Россией.
21 ноября (4 декабря) Закавказский комиссариат рассмотрел турецкое предложение, а также сообщение генерала Пржевальского, и, исходя из того, что «система Верховного командования нарушена, и учитывая создавшееся в России политическое положение», принял предложения турецкой стороны и дал соответствующие инструкции Пржевальскому.
5 (18) декабря было подписано Эрзинджанское перемирие на период переговоров о мире в Брест-Литовске между Россией и Центральными державами. По его условиям от Чёрного моря до линии Мерване-Чарчал устанавливалась демаркационная линия, запрещалось производить оперативно-стратегические передвижения, перевозки и перегруппировки. 7 (20) декабря были приостановлены военные действия на всех фронтах, в том числе и на Кавказском.
В этот период Закавказье представляло собой арену острой борьбы за власть. Закавказский комиссариат заявил о непризнании советского правительства. Главнокомандующий войсками Кавказского фронта М. А. Пржевальский в своём приказе № 791 от 19 ноября (2 декабря) заявил о признании им Закавказского комиссариата и призвал войска подчиниться этой власти. В оппозиции к командованию фронта, Краевому совету Кавказской армии и Закавказскому комиссариату находился Кавказский краевой комитет РСДРП(б).
Командование Кавказской армии на совещании 1 (14) декабря признало разложение войск и полную утрату боеспособности. Командующий армией генерал И. З. Одишелидзе, характеризуя её состояние, отмечал: «После корниловского выступления последние признаки дисциплины исчезли, авторитет начальников всех степеней был окончательно подорван; между офицерским корпусом и солдатами образовалась непроходимая пропасть. Командный состав окончательно потерял доверие солдат… Приказы начальников как общего характера, так и боевые утратили своё значение». На совещании было принято решение для спасения ситуации на фронте немедленно приступить к формированию на добровольных началах национальных частей — русского, грузинского и армянского корпусов.
В этот период участились случаи самовольного ухода частей в тыл. Уже в первой половине ноября оставила фронт 39-я пехотная дивизия, находившаяся под сильным влиянием большевиков. Военнослужащие этой дивизии, прибыв в Эривань, начали агитацию среди 5-го и 6-го запасных пехотных полков, призывая их «требовать отвода на Северный Кавказ». Лидеры кубанского казачества выдвинули требование срочного отзыва казаков с фронта для защиты своих домов на Кубани.
6 (19) декабря Закавказский комиссариат постановил «демобилизовать, по возможности, армию», «национализировать» отдельные воинские части, вооружить националистические элементы и создать «специальный орган для руководства борьбой с большевиками». На основании этого решения был отдан официальный приказ о расформировании Кавказской армии. Параллельно с выводом ряда русских частей с фронта, происходил процесс формирования национальных армий — Грузинского армейского корпуса под командованием генерала В. Д. Габаева, которому предстояло прикрыть участок фронта от Чёрного моря до Байбурта, и Добровольческого армянского корпуса, которому требовалось занять фронт от Байбурта до границы с Персией. Общая численность корпусов должна была составить около 30 тыс. чел., а главнокомандующим новой Кавказской армией стал генерал-лейтенант И. З. Одишелидзе.
30 ноября (13 декабря) М. А. Пржевальский издал приказ, на основании которого должен был формироваться Добровольческий армянский корпус. Командующим был назначен генерал-лейтенант Ф. И. Назарбеков (позднее — главнокомандующий вооружёнными силами Первой республики Армении), а начальником штаба — генерал-майор Е. Е. Вышинский. По просьбе Армянского национального совета особым комиссаром при Назарбекове был назначен Драстамат Канаян.
Основой для армянских формирований послужили дружины, созданные в начале войны и позже преобразованные в отдельные батальоны, а в 1917 году развёрнутые в полки. Армянские части впоследствии стали основной силой, которая попыталась защитить Закавказье от турецкой армии. Другие части формировались на базе русских пограничных полков местного базирования, дружин грузинского ополчения и пр. Их планировалось пополнить новыми добровольцами, местными жителями, возвращающимися с других фронтов, и вооружить за счёт огромных складов, оставшихся в Закавказье. Позднее, в составе Армянского корпуса было начато формирование Западноармянской дивизии под командованием Андраника Озаняна.
В декабре по предложению штаба Кавказского фронта, поддержанному Закавказским комиссариатом и Краевым советом Кавказской армии, началась мусульманизация отдельных частей, в первую очередь 219-го пехотного запасного полка в Елизаветполе (Гяндже). Соответствующий приказ появился 18 (31) декабря. В тот же день Закавказский комиссариат объявил о создании новой армии, включавшей в себя и Мусульманский корпус. Формирование корпуса из мусульман Закавказья было официально начато на следующий день согласно приказу М. А. Пржевальского № 155 . Командиром формировавшегося Мусульманского корпуса был назначен генерал-лейтенант А. И. Шихлинский, а начальником штаба генерал-майор Е. А. Меньчуков.
Предпринимались попытки создания других этнических воинских частей. Также, о разоружении отходивших с фронта русских частей. Это решение вызвало крайне негативную реакцию самих военнослужащих и их выборных органов.
На Краевом съезде Кавказской армии, прошедшем в Тифлисе 23 декабря 1917 (5 января 1918 года), был избран большевистско-левоэсеровский состав Краевого Совета Кавказской армии, который создал свой исполнительный орган — Военно-революционный комитет, с центром в городе Баку. Здесь приказ Пржевальского о разоружении и расформировании русских воинских частей и формировании национальных был воспринят с тревогой. Как писала газета «Бакинский рабочий»: «приказ генерала Пржевальского, написанный под диктовку Кавказского комиссариата, националистов-сепаратистов, не только оголяет фронт перед местным врагом, но и создаёт невероятную анархию внутри страны. Роспуск единого российского войска и создание национальных корпусов наносит удар не только российской революции, но и ставит на карту существование кавказских народов». Действия Закавказского комиссариата побудили Совнарком Советской России 6 (19) декабря назначить председателя Бакинского Совета рабочих и солдатских депутатов С. Г. Шаумяна чрезвычайным комиссаром на Кавказе. Шаумяну было поручено не только утвердить в Закавказье Советскую власть, но и решить вопрос о Турецкой Армении и «исключить из Закавказья Турцию как военно-политический фактор».
Считая невозможным продолжать в создавшейся кризисной ситуации руководство войсками фронта, М. А. Пржевальский 5 (18) января 1918 года сложил с себя полномочия главнокомандующего и покинул действующую армию, передав командование начальнику штаба фронта генерал-майору Е. В. Лебединскому.
В январе 1918 года Е. В. Лебединский сообщил председателю Закавказского комиссариата Е. П. Гегечкори, что «отход нашей старой Кавказской армии с фронта в тыл в настоящее время подходит к концу». Так, 5-й Кавказский армейский корпус уходил с фронта, разделившись на две части — одна отбыла из Трапезунда в Феодосию на кораблях Черноморского флота, а вторая — в Новороссийскую губернию. 2-й Туркестанский армейский корпус также находился в Трапезунде. Основные части 1-го Кавказского армейского корпуса, а также казачьи части армии и 7-го армейского корпуса, уходившего из Персии (за исключением 4-й Кубанской казачьей дивизии), двигались в направлении Северного Кавказа, преодолевая Главный Кавказский хребет. 4-й и 6-й Кавказские армейские корпуса оставляли свои позиции в районах Каракилиса и Сарыкамыша. 4-я и 6-я Кубанские казачьи дивизии из состава 7-го Кавказского армейского корпуса ещё оставались в Персии. В персидском порту Энзели ожидали транспорта на Петровск-порт, Красноводск и Баку части 1-го Кавказского кавалерийского корпуса. Личный состав 2-й Кавказской стрелковой дивизии был демобилизован в Закавказье.
Лидеры Грузинского национального совета, занимавшие руководящие должности в Закавказском комиссариате, опасались появления в Тифлисе большевизированных частей, способных радикально повлиять на политическую обстановку. Председатель Закавказского комиссариата Е. П. Гегечкори приказал закрыть Тифлис для уходивших с фронта войск. С этой целью узловая станция Навтлуг, через которую шло сообщение с Кавказским фронтом, была закрыта, и военные эшелоны, следовавшие с фронта, перенаправлялись через узловую станцию Караязы. В Тифлисе было объявлено военное положение, а революционно настроенные части стали высылать из города. Силами Закавказского комиссариата было организовано нападение на тифлисский арсенал, в результате чего, он был занят грузинскими частями. Потеря арсенала лишила местных большевиков основного источника оружия для революционных частей. Позднее, большевики были выбиты и из Тифлисской авиационной школы, которую полностью разоружили.
Демобилизация Кавказской армии сопровождалась настоящей войной за её материально-техническое имущество и оружие. Для вооружения национальных тюркских частей, формированием которых занялся Мусульманский национальный комитет, требовалось большое количество оружия, а поскольку основные воинские склады располагались в Тифлисе и Сарыкамыше, то мусульмане оказались удалены от дележа вооружений и военного имущества. Поэтому лидеры комитета были ярыми сторонниками полного разоружения отходивших частей. Начало этому было положено в Елизаветполе, где местные власти использовали первый конный Татарский полк под командованием Л. М. Магалова для разоружения 219‑го запасного полка, значительную часть которого составляли армяне и русские.
Близость интересов Грузинского национального совета и Мусульманского национального комитета сыграла важную роль в принятии решения о начале разоружения уходящих войск. Грузинские лидеры, не желая ни с кем делиться находившимся под их контролем вооружением и военным имуществом, фактически согласились на то, чтобы Мусульманский национальный комитет самостоятельно осуществлял разоружение неподконтрольных частей. 6 (19) января за подписью председателя президиума Кавказского Краевого центра Советов Ноя Жордании, всем местным Советам была направлена телеграмма следующего содержания: «Краевой центр Совета рабочих, солдатских и крестьянских депутатов постановил предложить всем Советам принять меры к отобранию оружия у отходящих частей и о каждом случае доводить до сведения Краевого центра».
В январе 1918 года на станциях Закавказской железной дороги Деляры, Акстафа, Шамхор, Ахтагля и др. (участок Тифлис — Баладжары), а также на станции Хачмас (участок Баку — Дербент) — произошли кровавые столкновения. Наиболее масштабное и кровопролитное из них, известное как Шамхорская резня, имело место в районе станции Шамхор, где за 9-12 (22-25) января от рук татарских (азербайджанских) вооружённых банд погибло около 2 тысяч солдат и несколько тысяч было ранено. У отходивших войск было захвачено более 30 орудий, около 100 пулемётов и 12 тыс. винтовок.

### Итоги кампании 1917 года
Для воюющей Османской империи произошедшая Февральская революция стала большой удачей. Возникший в России хаос дал туркам надежду на мир и сохранение империи. Большевистский переворот укрепил эти надежды, поскольку предвещал ещё большие волнения в России.

В конце года, воспользовавшись разложением русской армии, усугубившимся в результате Октябрьской революции, турецкое командование приняло решение попытаться восстановить границы 1878 года силами 3-й армии (1-й и 2-й Кавказские корпуса и три дивизии из расформированной 2-й армии). Численность турецких войск в этот период оценивалась в 40-50 тыс. человек при 160 орудиях.

## 1918 год
Младотурецкое правительство увидело в русской революции возможность претворить в жизнь амбициозные планы на кавказском направлении — восстановить границу до 1878 года. Предполагалось, что пантуранская экспансия компенсирует утрату арабских провинций, и поэтому, несмотря на неотложную надобность в подкреплении на Месопотамском и Палестинском фронтах и затишье на Кавказском фронте, 3-я армия была оставлена на своих позициях. Не в последнюю очередь на это решение турок повлиял декрет СНК РСФСР «О Турецкой Армении», в котором на первый план выдвигалось самоопределение местного населения, а не восстановление османской власти. Начало поэтапной переброски на Кавказ многотысячного контингента этнических армян — военнослужащих бывшей царской армии, мотивированных чувством мести, убедило османских политиков, что, несмотря на мирную риторику новых большевистских властей, «русский леопард не поменял свои пятна».
Аллен и Муратов указывают на то, что поведение расформированных русских частей, возвращающихся домой, было «далеко не идеальным», что давало туркам повод для наступления.
3-я армия состояла из I и II Кавказских корпусов (по три дивизии в каждом) и двух дивизий расформированной 2-й армии. Численность каждой дивизии — около 5 тыс. человек. Со вспомогательными войсками армия могла выставить от 45 до 50 тыс. человек.
Противостоявший 3-й армии Армянский корпус в начале года состоял из двух стрелковых дивизий, трёх добровольческих и одной кавалерийской бригад, нескольких батальонов ополченцев. Корпус пополнялся за счёт армян — бывших военнослужащих Кавказской армии и добровольцев из районов Эрзерума, Вана и Эрзинджана. Общая его численность оценивалась в 21 тыс. человек. Этнически грузинские районы защищал Грузинский корпус под командованием В. Д. Габаева (Габашвили) численностью до 10 тыс. человек. Грузинские и армянские части, однако, действовали разрозненно, не имея общего командования. В январе Андранику Озаняну было присвоено звание генерал-майора с назначением руководителем обороны Эрзерума. Отношение мусульман к армянской армии было очевидно ещё до турецкого наступления — те же дерсимские курды, восставшие ранее против турок и не оказавшие сопротивления русским, «пришли в возбуждение», увидев, что русская армия покидает ранее занимаемую территорию и передаёт её армянским частям, сразу же начав столкновение с армянами.

### Резня мусульман в Восточной Анатолии
30 января (12 февраля), заявив о необходимости защиты мусульманского населения от произвола со стороны армян, турки начали наступление на Эрзерумском, Ванском и Приморском направлениях. Несмотря на то, что османские власти ещё до заключения Брест-Литовского мира запланировали военную операцию в Закавказье в рамках своей экспансии на Восток, внутренняя переписка показывает, что заявление о наступлении ради защиты мусульманского населения не было лишь предлогом.
В начале 1918 года межэтнические столкновения между армянами, курдами и азербайджанцами в прифронтовой зоне приобрели массовый характер. После вывода русских частей из Восточной Анатолии, здесь началась «война всех против всех». После геноцида армян курды занимали опустошённые и оставленные армянами территории, но теперь армяне пытались вернуть Западную Армению (Восточную Анатолию), Нахичевань и Зангезур. По мнению историка Марка Левене, следствием этого стали массовые убийства: с конца января до середины февраля в Эрзинджане и Эрзуруме армянскими вооружёнными отрядами было убито почти 10 тыс. мусульман. Как сообщал в своих показаниях взятый турками в плен русский артиллерийский офицер Твердохлебов: «Армяне хвастались, что вырезали до трёх тысяч людей этим вечером». Армянские отряды, особенно те, которые возглавлял А. Озанян, совершили череду массовых убийств также в Карсской области. По словам британского консула, они «опустошали одно татарское (азербайджанское) село за другим». Массовые убийства мусульман коснулись также Байбурта, Терджана (Мамахатуна) и почти всех мусульманских сёл Восточной Анатолии. По сообщениям австрийского репортёра Стефана Эшани, посетившего регион вскоре после резни, «все сёла от Трапезунда до Эрзинджана и от Эрзинджана до Эрзерума были разрушены», почти весь Эрзерум был разрушен.
Информацию о резне сообщили также американские офицеры Эмори Нильс и Артур Сазерлэнд, посетившие в 1919 году Восточную Анатолию по указанию американского правительства. Согласно их сообщениям, «армяне совершили над турками те же зверства и преступления, что и турки над армянами в других регионах». Вначале они были настроены скептически, но впоследствии убедились, что рассказы местных жителей об убийствах, изнасилованиях и поджогах со стороны армян соответствуют действительности — в Ване и Битлисе армянские кварталы остались целы, тогда как мусульманские были в руинах, армянским сёлам не был причинён ущерб, а мусульманские были уничтожены.
Сведения об убийствах мусульман на территории Османской империи русскими частями и армянами подтверждаются и другими источниками. Последствия этих убийств в подробностях описывал Ахмет Рефик-бей, побывавший в 1918 году на восточном фронте, в своей книге «Два комитета, две резни».
Командующий 3-й армией Вехип-паша на протяжении января обращал внимание генералов И. З. Одишелидзе и М. А. Пржевальского на преступления в отношении мусульманского населения. Хотя генерал Одишелидзе (де-факто командующий Кавказским фронтом) обещал защитить мусульман от армян, резня продолжилась. Поэтому, как указывает американский историк Шон Макмикин, в ходе начавшегося 30 января (12 февраля) наступления турецкие солдаты были мотивированы в отношении армян.

### Наступление турецкой армии к границе 1914 года
3-й армии была поставлена задача возвращения оккупированных территорий, избегая при этом стычек с остатками русских войск. Турецкие войска продвигались к границе, не встречая серьёзного сопротивления. Немногочисленные армянские части не могли сдерживать напор турок и отступали, подвергаясь нападениям местных вооружённых отрядов и прикрывая толпы западноармянских беженцев, уходивших вместе с ними. 31 января (13 февраля) турецкие войска заняли Эрзинджан.
На Приморском направлении войска Вехиб-паши по просьбе Энвера-паши три дня не входили в Трапезунд, чтобы дать возможность русским, армянским и грузинским силам уйти из города морем. 11 (24) февраля турецкие войска без кровопролития вошли в город.
27 февраля (12 марта) 25-тысячная турецкая армия Вахиб-паши вошла в Эрзурум. Защищавшие город армяне отступили, оставив запасы продовольствия и оружия. С падением Эрзурума турки фактически вернули контроль над всей Восточной Анатолией. В тот же день, части Армянского корпуса покинули Хыныс и Манцикерт. 11 (24) марта турецкие войска дошли до границ 1914 года.
Как указывает Дж. Маккарти, резня мусульманского населения со стороны армян продолжалась на протяжении всего отступления, и лишь быстрое наступление османской армии позволило спасти многие жизни.

## Мирные переговоры

### Брестский мир
Турецкая делегация, участвовавшая в мирных переговорах в Брест-Литовске, преследовала цель не только восстановить границы 1914 года, но и возвратить три провинции, завоёванные Россией в 1878 году — Карс, Ардаган и Батум.
После того, как переговоры зашли в тупик, немецкая армия возобновила военные действия и развернула наступление на Петроград, продвинувшись за четыре дня на 240 км. В этой ситуации председатель Совнаркома РСФСР В. И. Ленин дал указание российской делегации подписать с Центральными державами соглашение о мире на любых условиях. Это дало возможность туркам восстановить границы 1914 года и потребовать полного вывода русских войск из трёх провинций, окончательное решение по которым предполагалось принять по итогам будущего всеобщего референдума, который должны будут провести турецкие власти. Таким образом, Османская империя получила наибольшую выгоду от подписанного 18 февраля (3 марта) Брест-Литовского мирного договора. Российской стороной договор был ратифицирован 2 (15) марта на Чрезвычайном IV Всероссийском съезде Советов.

### Переговоры с Закавказьем
После Октябрьской революции в Закавказье был создан Закавказский комиссариат, который не признал большевистское правительство.
В середине января 1918 года турецкая сторона предложила Закавказскому комиссариату начать мирные переговоры. Ещё в начале турецкого наступления, 10 (23) февраля, в Тифлисе, комиссариатом был созван Закавказский сейм, в состав которого вошли депутаты, избранные от Закавказья во Всероссийское учредительное собрание, и представители местных политических партий. После длительного обсуждения Сейм принял решение начать сепаратные переговоры о мире с Османской империей, исходя из принципа восстановления русско-турецких границ 1914 года и права на получение Турецкой Арменией автономии, которые проходили в Трапезунде с 1 (14) марта по 14 апреля. На личных встречах отдельные представители закавказских партий старались установить более тесные связи с представителями Османской империи. Так, мэр Тифлиса А. И. Хатисов предложил главе турецкой делегации Рауф беку выступление армянских делегатов в Трабзоне в поддержку возвращения Карса, Ардагана и Батума в обмен на репатриацию около 400 тыс. армян в Восточную Анатолию. В свою очередь, грузинский политик А. И. Чхенкели обосновывал Рауф беку свою поддержку автономии для Турецкой Армении желанием предотвратить попытки дестабилизации ситуации в стране со стороны армян, которых он считал «вредным элементом». Представители же мусульман были заинтересованы в продвижении турок вглубь Закавказья. В конце марта в Баку объединившиеся с дашнаками большевики выступили против партии Мусават, представлявшей мусульманское большинство города, в результате чего, была создана Бакинская коммуна. В результате массовых убийств и погромов мусульманского населения в Баку погибло, по разным оценкам, до 12 тыс. мусульман, что сделало призывы последних о помощи, обращённые к османам, более настойчивыми. 6 апреля турецкой стороной был выдвинут ультиматум с требованием провозглашения Закавказьем независимости и принятия условий Брестского мира. Турки начали вторжение в Карсскую и Батумскую области, что было обосновано в телеграмме Вехип-паши русскому штабу: «Армяне полны решимости вырезать османских мусульман». 12 апреля турецкие войска подошли к окраинам Батума. В ту же ночь Закавказский Сейм объявил войну Османской империи. 5 апреля турки взяли Сарыкамыш, 7 апреля — Ван, 14 апреля — Батум, 25 апреля — Карс с его значительными запасами военного имущества и продовольствия.
22 апреля правительство Закавказья, вынужденное пойти на возобновление переговоров, выполнило основное требование Османской империи и объявило о независимости Закавказской демократической федеративной республики (ЗДФР). Одновременно с этим, турецкие войска продолжали продвижение вглубь Закавказья — Эривань и Тифлис столкнулись с угрозой захвата. 27 апреля между Османской империей и Германией был подписан секретный договор, который разграничивал их сферы влияния в Закавказье. 1 (14) мая Национальный совет Грузии начинает сепаратные переговоры с представителями Германии. На Батумской мирной конференции были достигнуты двухсторонние договорённости между грузинскими и немецкими представителями, а также между азербайджанцами и турками, что предрешило распад ЗДФР. 26 мая Закавказский сейм объявил о своём роспуске, и в тот же день было провозглашено создание Грузинской демократической республики, а 28 мая объявили о независимости Азербайджан и Армения.
4 июня Грузии и Армении пришлось подписать с Османской империей договора о мире, по своей сути напоминающие капитуляцию. Согласно мирной турецко-армянской конвенции, все железные дороги, а также значительные территории Армении переходили под контроль Османской империи. По заключённому турецко-грузинскому договору, граница между государствами устанавливалась по реке Чолоки. Османская империя оставляла за собой право ограничивать численность грузинской и армянской армий. В тот же день между азербайджанцами и турками был подписан договор о союзе и дружбе. Согласно подписанным договорам, к Османской империи переходил контроль над 20,6 % территории и 18,5 % населения всего Закавказья.

### Последние сражения на Кавказе

Боевые действия в Закавказье на завершающем этапе Первой мировой войны, 1918 г.

Энвер-паша ставил перед собой амбициозные задачи — вторжение в Закавказье, дальнейшее продвижение восточнее Каспия и панисламистское восстание всего среднеазиатского региона, включая Афганистан и Индию. Помехой для осуществления этих планов являлись два государства — Первая Республика Армения и Грузинская демократическая республика. Первая мировая война на Кавказском фронте переросла в армяно-турецкую войну.
27 июня турецкое командование высадило десант численностью около тысячи человек на Кодорском участке побережья Абхазии. Это были иррегулярные отряды, в основном состоявшие из аскеров-мухаджиров абхазского происхождения под руководством абхазского князя Джемал-бек Маршания. Согласно плану, после высадки отряд должен был двигаться на Сухум, однако превосходившие по численности грузинские части под командованием генерала Мазниева отрезали им путь. Отряд Джемал-бека был почти полностью разбит в районе Моквского собора, при попытке прорыва в село Члоу. К середине августа лишь небольшой группе удалось вернуться в Батум. Сам Маршания до 1919 года укрывался в Абхазии, а впоследствии бежал в Турцию.
Для установления контроля над территориями, занятыми большевиками и дашнаками, удерживавшими власть в Баку, азербайджанские власти обратились к османской армии за военной помощью. Энвер-паша быстро принял решение заняться этим вопросом, одновременно имея намерение расширить турецкое влияние на каспийский нефтяной район, на который претендовали также англичане и немцы. Для этой цели из кавказских добровольцев им была создана Кавказская исламская армия, командование которой было поручено Нури паше. Из Баку Энвер-паша планировал развернуть силы сначала в северном направлении, чтобы помочь Горской Республике в Дагестане, а затем на южном, для захвата Багдада.
15 сентября после непродолжительного штурма, Кавказская исламская армия взяла Баку, вследствие чего Диктатура Центрокаспия пала. Взятие города сопровождалось массовыми убийствами армянского населения, в которых погибло до 30 тыс. человек.
Поражение в войне, завершившееся Мудросским перемирием, сделало невозможным сохранение территориальных приобретений в Закавказье, отходивших к Османской империи по условиям Брест-Литовского договора. Таким образом, Османская империя выбыла из борьбы за влияние в Закавказье.

## Завершение войны для Османской империи и Германии
Конец Первой мировой войны для Османской империи наступил 31 октября 1918 года. Причиной стал одновременный крах македонского и палестинского фронтов. Европейская часть империи, включая Дарданеллы и Константинополь, осталась незащищённой после разгрома болгарского фронта. 30 октября на борту британского военного корабля «Агамемнон» в порту Мудрос представители Великобритании (как уполномоченные держав Антанты) и Османской империи заключили Мудросское перемирие.
Вскоре в Германии, которая ещё продолжала вести войну, началась революция, кульминацией которой стало провозглашение 9 ноября республики. Одновременно продолжался развал немецкого фронта, линия которого к ноябрю была отодвинута на глубину до 80 км. 11 ноября в салоне вагона маршала Ф. Фоша, который расположился в Компьенском лесу, Германия подписала соглашение о прекращении военных действий, согласившись, в числе прочего, принять условие об отказе от Брест-Литовского мирного договора. Уже 13 ноября Всероссийский ЦИК аннулировал Брестский договор.

## Итоги и последствия

### Потери населения
Точную цифру потерь населения Восточной Анатолии по итогу всей войны определить невозможно — она огромна. Согласно оценкам, в провинциях Ван, Эрзурум и Битлис в период 1914—1921 годов погибло 40 процентов мусульманского населения, из которых, как считает М. Рейнольдс, половина приходится на 1914—1918 года. Наряду с высоким уровнем детской смертности, условия военного времени разрушили местную экономику. По свидетельствам посетившего Анатолию армянского священника Григориса Балакяна, там находились десятки тысяч турок и курдов «уцелевших из сотен тысяч мусульман, спасшихся бегством от русских войск и армянских волонтёрских полков».
Наряду с этим, потери армян и ассирийцев, по причине депортаций и массовых убийств, выше в пропорциональном отношении. Данные по потерям армянского населения разнятся от 0,5 до 1,5 — 2,0 млн. Потери ассирийцев пропорционально ниже. Война имела радикальные последствия — два народа жившие на протяжении тысячелетий в Анатолии были искоренены.

### Крушение Османской империи. Образование Турецкой Республики

Территориальные изменения в Европе, в том числе в пределах бывших Российской и Османской империй, после Первой мировой войны (по состоянию на 1923 г.)

Пойдя на риск и вступив в войну, правительство младотурков потеряло всё. Османской империи удалось пережить Российскую и наблюдать за созданием буферной зоны на Кавказе, однако это оказалось единственным достижением младотурков. Мудросское перемирие перечеркнуло эти достижения и стало началом окончательного распада Османской империи. Но даже больше чем развал самой империи, их пугала перспектива раздела Анатолии.
Центральные державы позволили греческим войскам высадиться в мае 1919 года в Измире, а в мае 1920 года оккупировать Константинополь. Подобная политика союзников изменила общественное мнение и способствовала тому, что большинство населения присоединилось к националистическому сопротивлению. Германия предоставила убежище для Мехмед Талаата, Исмаил Энвера, Ахмеда Джемаля и их сторонников, которые в ночь на 1 ноября в тайне бежали сперва в Одессу, а затем в Берлин. Подписание Севрского мирного договора, на тяжёлых для Османской империи условиях, 10 августа 1920 года, вызвало непреодолимый раскол между властью и турецким национальным движением. Катастрофическое поражение в войне и принятие в дальнейшем тяжёлых условий Севрского мира, привело к падению Османской империи.
К 1922 году кемалисты добились военных побед над армянами на Кавказе, французами в Киликии и греками в Западной Анатолии. 11 октября 1922 года было подписано Муданийское перемирие, а уже 1 ноября Национальное Собрание Турции проголосовало за упразднение Османского султаната. В июле 1923 года в Швейцарии национальное правительство Османской империи подписало с Антантой новый Лозаннский мирный договор, признававший её независимость в нынешних границах. 29 октября 1923 года была провозглашена Турецкая Республика, а Мустафа Кемаль, позднее получивший от турецкого парламента прозвище Ататюрк («отец турок»), становится первым президентом нового государства.

### Гражданская война в России. Образование СССР
Желание царского правительства обеспечить безопасность южных границ, также как и политика младотурков, привела к обратному результату. Стремление получить контроль над Восточной Анатолией и проливами, создали предпосылки для собственной гибели. Сложную ситуацию в российской экономике ещё более обострила военная блокада черноморских проливов, которые являлись важным транспортным путём. Игнорирование предупреждений Юденича о поиске путей мира с Османской империей, а также политика Сазонова, поддерживавшая войну на двух фронтах, осложнили ситуацию в России. Неизвестно, могла бы более мягкая предвоенная политика России помочь в сохранении турецкого нейтралитета, но данный исход был наихудшим для внешней политики царского правительства. Царская власть была свергнута, к концу 1917 года страна была охвачена гражданской войной, а приграничные территории вышли из её состава.
На территории Закавказья развернулась борьба, которая проходила между национальными правительствами Грузии, Армении и Азербайджана за спорные территории и одновременно с различными оппозиционными партиями и движениями, а также между противоборствующими политическими силами внутри этих стран (большевиками, меньшевиками, дашнаками, эсерами, белогвардейцами). Для Грузии она, в частности, сопровождалась армяно-грузинской войной, противостоянием с белогвардейцами и южноосетинскими восстаниями, для Армении и Азербайджана — армяно-азербайджанской войной и большевистскими и антибольшевистскими восстаниями. К 1921 году на территории Закавказья установилась Советская власть. Прежние правительства сменили правительства Грузинской, Армянской и Азербайджанской ССР, а также образовалась ССР Абхазия.
16 марта 1921 года Советская Россия и кемалистское правительство (международно-признанным правительством Османской империи оставалась Порта) заключили «Договор о дружбе и братстве» (Московский договор), установивший нынешнюю северо-восточную границу Османской империи. Во исполнении этого договора, в Карсе, 26 сентября была созвана конференция, на которой Грузия, Армения и Азербайджан, 13 октября, при участии Советской России, заключили с Османской империей Карсский договор, утверждавший основные положения Московского договора. 16 декабря ССР Абхазия и Грузинская ССР заключили объединивший их Союзный договор, а в 1922 году произошло объединение Грузии, Армении и Азербайджана в Закавказскую федерацию, которая стала одним из государств-основателей (наряду с РСФСР, Украинской и Белорусской ССР) Союза Советских Социалистических Республик (СССР).

### Комментарии
1. ↑  Из них солдат — 231 тыс., в том числе 35 тыс. — этнические армяне.
2. ↑  Многие мирные жители, опасаясь реакции турецких властей, выступали против контрабанды оружия через российско-турецкую границу, осуществлявшейся дашнаками
3. ↑  Полный текст декларации. Дата обращения: 2 апреля 2021. Архивировано 10 мая 2021 года.
4. ↑  Согласно терминологии того времени, ЭСБЕ и переписи населения 1897 года — «татары». Согласно нынешней терминологии и далее в тексте статьи — азербайджанцы.

### Книги
На русском языке
- Абашидзе А. Х. Аджария: история, дипломатия, международное право. — М.: РАУ-Университет, 1998. — 328 с. — ISBN 5-86014-116-5.
- Авакян Г.Г., Балбабян Н.С., Захаров В.А., Новиков В.В. и др. Армяне в Первой мировой войне (1914-1918 гг.). — М.: Редакционно-издательский дом «Российский писатель», 2014. — 768 с. — ISBN 978-5-91642-139-2.
- Раздел Азиатской Турции по секретным документам б. Министерства иностранных дел / под ред. Е. А. Адамова. — М.: Литиздата НКИД, 1924. — 383 с.. Так же доступна для скачивания на сайте НЭБ.
- Константинополь и проливы по секретным документам б. Министерства иностранных дел. Часть I / под ред. Е. А. Адамова. — Л.: Литиздата НКИД, 1925. — 514 с..
  - Константинополь и проливы по секретным документам б. Министерства иностранных дел. Часть II / под ред. Е. А. Адамова. — Л.: Литиздата НКИД, 1926. — 473 с..
- Алиев Г. З. Турция в период правления младотурок. — М.: Наука, 1972. — 388 с. — 4200 экз.
- Алиев С. М. История Ирана XX век. — М.: ИВ РАН, 2004. — ISBN 5-89282-184-6.
- Б.Б. Давыдов, Н.Г. Захарова, к.и.н. И.В. Карпеев, С.А. Харитонов и др. Кавказский фронт Первой мировой войны. 1914–1917 гг. : Сборник документов / А. Н. Артизов. — М.: Фонд «Связь Эпох», 2020. — 1168 с. — ISBN 978-5-6043945-1-9.
- Арутюнян А.О. Кавказский фронт 1914 - 1917 гг. — Ереван: Айастан, 1971. — 416 с.
- Айрапетов О. Р. Участие Российской империи в Первой мировой войне (1914—1917): Серия из 4 книг. — М.: Кучково поле, 2014—2016.
  - Айрапетов О. Р. Участие Российской империи в Первой мировой войне (1914–1917). 1914 год. Начало. — М.: Кучково поле, 2014. — 637 с. — ISBN 978-5-9950-0402-8.
  - Айрапетов О. Р. Участие Российской империи в Первой мировой войне (1914–1917). 1915 год. Апогей. — М.: Кучково поле, 2014. — 624 с. — ISBN 978-5-9950-0420-2.
  - Айрапетов О. Р. Участие Российской империи в Первой мировой войне (1914–1917). 1916 год. Сверхнапряжение. — М.: Кучково поле, 2016. — 384 с. — ISBN 978-5-9950-0479-0.
  - Айрапетов О. Р. Участие Российской империи в Первой мировой войне (1914–1917). 1917 год. Распад. — М.: Кучково поле, 2016. — 413 с. — ISBN 978-5-9950-0480-6.
- Айрапетов О. Р. История внешней политики Российской империи. 1801–1914: в 4 т. Т.4. Внешняя политика императора Николая II. 1894—1914. — М.: Кучково поле, 2018. — 768 с. — ISBN 978-5-9950-0927-6.
- Базанов С. Н. Великая война: как погибала Русская армия. — М.: Вече, 2014. — 384 с. — ISBN 978-5-4444-2020-1.
- Безобразов П.В. Раздел Турции. — Петроград: Тип. В. Ф. Киршбаума, 1917. — 77 с.. Так же доступна для скачивания на сайте НЭБ
- Безугольный А. Ю. Генерал Бичерахов и его Кавказская армия. Неизвестные страницы истории Гражданской войны и интервенции на Кавказе. 1917—1919. — М.: Центрполиграф, 2011. — 348 с. — ISBN 978-5-227-02536-4.
- Вержховский Д. В. Первая мировая война 1914—1918. — М.: Наука, 1954. — 203 с.
- Дживелегов А. К. Турция и Армянский вопрос = Թուրքիան և Հայկական հարցը (арм.) / Сост. Е. Минасян. — Ереван: ЕГУ, 2014. — 319 с. — ISBN 978-5-8084-1893-6.
- Дипломатический архив // Будущее устройство Армении. По официальным данным. Третья оранжевая книга. — Петроград: Освобождение, 1915. — Т. 8. — 93 с. Также доступна для скачивания
- Дипломатический архив // Вторая оранжевая книга: дипломатическая переписка России, предшествовавшая войне с Турцией. — Петроград: Т-во Екатерин. печат дела, 1915. — Т. 6. — 64 с. Доступна также на сайте ГПИБ
- Елисеев Ф. И. Казаки на Кавказском фронте 1914-1917: Записки полковника Кубан. казачьего войска в тринадцати брошюрах-тетрадях. — М.: Воениздат, 2001. — 308 с. — ISBN 5-203-01901-0.
- Иностранная военная интервенция в закавказье 1918-21. Под ред. Е. М. Жукова. — Советская энциклопедия. — М., 1973—1982. — 672 с.
- Зайончковский А.М. Мировая война. 1914-1918 гг. Общий стратегический очерк. — М.: Воениздат, 1924. — 457 с.
  - Зайончковский А. М. Первая мировая война. — СПб.: Полигон, 2000. — 878 с. — ISBN 5-89173-082-0.
- История Первой мировой войны 1914—1918 гг. / Под ред. И. И. Ростунова. — В 2 томах. — М.: Наука, 1975. — 25 500 экз.
- Керсновский А. А. Борьба на Кавказе // История Русской армии: в 4-х томах. — М.: Голос, 1994. — Т. 4:1915—1917. — С. 124—163. — ISBN 5-7117-0014-6.
- Корсун Н. Г. Алашкертская и Хамаданская операции. — М.: Воениздат НКО СССР, 1940. — 200 с.
- Корсун Н. Г. Сарыкамышская операция. — М.: Воениздат НКО СССР, 1937. — 164 с.
- Корсун Н. Г. Эрзерумская операция. — М.: Воениздат НКО СССР, 1938. — 170 с.
- Корсун Н. Г. Первая мировая война на Кавказском фронте. — М.: Воениздат НКО СССР, 1946. — 100 с.
- Киреев Н. Г. История Турции. XX век. — М.: Крафт+ ИВ РАН, 2007. — 608 с. — ISBN 978-5-89282-292-3.
- Аннулирование Брестского договора // Хрестоматия по отечественной истории (1914-1945 гг.) / Киселев А. Ф.. — М.: Гуманитар. изд. центр "ВЛАДОС", 1996. — 894 с. — ISBN 5-87065-082-8.
- Ключников Ю. В., Сабанин А. В. Международная политика новейшего времени в договорах, нотах и декларациях. Ч.2. От империалистической войны до снятия блокады с Советской России. — М.: Литиздат НКИД, 1926. — 463 с.
- Кондурушкин С. С. Вслед за войной : Очерки великой европ. войны / С.С. Кондурушкин. — Петроград : Изд. Товарищество писателей, 1915. — 277 с., [2] с. ил.
- Лазарев М.С. Крушение турецкого господства на Арабском Востоке 1914—1918 гг. — М.: Восточная литература НКИД, 1960. — 246 с.
- Лудшувейт Е. Ф. Турция в годы Первой Мировой войны 1914—1918 гг. Военно-политический очерк. — М.: Издательство Московского университета, 1966. — 387 с.
- Малахов В. П., Степаненко Б. А. Одесса, 1900—1920 / Люди… События… Факты…. — Одесса: Optimum, 2004. — С. 257. — 448 с. — ISBN 966-8072-85-5.
- Масловский Е. В. Мировая война на Кавказском фронте, 1914-1917 г. : стратегический очерк : с приложением 13 схем, двух таблиц и одной диаграммы на отдельных листах и 22 приложений в тексте книги. — Париж: Книгоизд-во Возрождение, 1933. — 503 с. Так же доступно для скачивание (без схем).
  - Масловский Е. В. Мировая война на кавказском фронте, 1914—1917 г.: стратегический очерк. — М.: Вече, 2015. — 543 с. — (Военные мемуары, 1914—1917). — ISBN 978-5-4444-1754-6.
- Матвеев К. П., Мар-Юханна И. И. Ассирийский вопрос во время и после Первой мировой войны (1914-1933). — М.: Наука, 1968.
- Мировая война в цифрах. — М.: Военгиз, 1934. — 128 с. — 15 000 экз.
- Михалёв С. Н. Военная стратегия: Подготовка и ведение войн Нового и Новейшего времени / Вступ. ст. и ред. В. А. Золоторёва. — М.: Кучково поле, 2003. — 952 с. — ISBN 5-86090-060-0.
- Михайлов В. В. Великие державы и вовлечение Османской империи в Первую мировую войну. — С-П.: Санкт-Петербургский государственный университет аэрокосмического приборостроения, 2017. — 311 с. — ISBN 978-5-8088-1071-6.
- Муханов В. М. Грузинская Демократическая Республика. — М.: МГИМО МИД России, 2018. — 886 с. — ISBN 978-5-9228-1832-2.
- Муханов В.М. Кавказ в переломную эпоху (1917—1921 гг.). — М.: Модест Колеров, 2019. — 360 с. — ISBN 978-5-905040-47-4.
- Налбандян З. Турция и пантуранизм = Miatzyal yev angach Turania gam intch gu dzrarken Turkeru / Зареванд; введ. А. Н. Мандельштама (члена Института международного права). — М.: Ключ-С, 2015. — 174 с. — 1000 экз. — ISBN 9785906751232.
- Новиков Н. Операции флота против берега на Чёрном море в 1914–1917 гг. Третье издание. — М.: Воениздат НКО СССР, 1937. — 264 с.
- Сборник договоров России с другими государствами. 1856—1917 / [под редакцией Е.А. Адамова; Составитель И.В. Козьменко]. — М.: Госполитиздат, 1952. — 462 с.
- Соглашение о разделе азиатской Турции 1916 года // Сборник договоров России с другими государствами. 1856—1917 / [под редакцией Е.А. Адамова; Составитель И.В. Козьменко]. — М.: Госполитиздат, 1952. — С. 443—453. — 462 с.
- Тунян В. Г. Армянский вопрос в русской печати: 1900—1917 гг / Науч. ред. А. С. Саргсян. — НАН РА; Музей — институт Геноцида армян. — Ереван: Чартарагет, 2000. — 244 с.
- Лиддел Гарт Б. 1914. Правда о Первой мировой. — М.: Эксмо, 2009 [1930]. — 480 с. — (Перелом истории). — 4300 экз. — ISBN 978-5-699-36036-9.
- Флот в Первой Мировой Войне. Том 1 / Под редакцией Н. Б. Павловича. — М.: Воениздат, 1964. — С. 334—340. — 648 с.
- Глава 13. Дипломатия в годы Первой мировой войны // История дипломатии. Том 2. Дипломатия в Новое время (1872—1919 гг.) / Под редакцией В. П. Потёмкина. — М.: Государственное издательство политической литературы, 1945. — 424 с.
- Шацилло В.К. Первая мировая война 1914-1918. Факты. Документы. — М.: ОЛМА-ПРЕСС, 2003. — 480 с. — ISBN 5-224-03312-8.
- Шигин В.В. Севастопольская побудка // Последние герои империи. — М.: Вече, 2017. — 304 с. — ISBN 978-5-4444-6057-3.
- Широкорад А. Б. Тысячелетняя битва за Царьград. — М.: Вече, 2005. — 672 с. — ISBN 5-9533-0770-5.
- Широкорад А. Б. Раздел IV: Карсская область // Утерянные земли России. От Петра I до Гражданской войны. — М.: Вече, 2006. — 464 с. — ISBN 5-9533-1467-1.
- Шишов А.В. Схватка за Кавказ. XVI-XXI века. — М.: Вече, 2007. — 480 с. — ISBN 978-5-9533-2236-2.

На английском языке
- Hirmis Aboona. Assyrians, Kurds, and Ottomans: intercommunal relations on the periphery of the Ottoman Empire. — Cambria Press. — 2008. — 344 p.
- Ágoston G., Masters B. A. Encyclopedia of the Ottoman Empire. — Infobase Publishing. — 2009. — P. 71—73. — 650 p. — ISBN 0816062595, ISBN 9780816062591.
- Akçam T. From Empire to Republic: Turkish Nationalism and the Armenian Genocide. — London: Zed Books Ltd, 2004. — 273 p. — ISBN 1842775278, ISBN 9781842775271.
- Akçam T. A Shameful Act: The Armenian Genocide and the Question of Turkish Responsibility (англ.). — Macmillan, 2007. — 500 p. — ISBN 1466832126. — ISBN 9781466832121.
- Allen W. E. D.[англ.], Muratoff P. P. Caucasian Battlefields: A History of the Wars on the Turco-Caucasian Border. 1828—1921 (англ.). — Cambridge: CUP, 1953. — 614 p. — ISBN 978-1-108-01335-2.
  - Аллен У., Муратов П. Битвы за Кавказ. История войн на турецко-кавказском фронте. 1828—1921 / Пер. с англ. Е. В. Ламановой. — М.: Центрполиграф, 2016. — 606 с. — ISBN 978-5-9524-5203-9.
- Peter Balakian. The Burning Tigris: The Armenian Genocide and America's Response (англ.). — New York: HarperCollins, 2004. — 528 p. — ISBN 9780060558703. — ISBN 0-06-055870-9.
- Donald Bloxham. The Great Game of Genocide: Imperialism, Nationalism, and the Destruction of the Ottoman Armenians (англ.). — Oxford: Oxford University press, 2005. — 352 p. — ISBN 9780199226887.
- Vahakn N. Dadrian. Warrant for Genocide: Key Elements of Turko-Armenian Conflict (англ.). — New Brunswick, N.J: Transaction Publishers, 1999. — 214 p. — ISBN 1560003898.
- Roderic H. Davison[англ.]. The Armenian Crisis, 1912–1914 // The American Historical Review. Vol. 53, No. 3. — NY: Oxford University Press, 1948. — P. 481—505. — ISBN 0002-8762. Также доступна для скачивания
- Timothy C. Dowling. Volume I. A-M // Russia at War: From the Mongol Conquest to Afghanistan, Chechnya, and Beyond. — Santa Barbara, California: ABC-CLIO, 2015. — 1077 p. — ISBN 1598849484.
- Erickson E. J. Ottoman Army Effectiveness in World War I: A Comparative Study. — 1. — New York, NY: Taylor & Francis, 2007. — 236 p. — (Cass Series: Military History and Policy). — ISBN 0-415-77099-8.
- Каве Фаррох. Iran at War 1500—1988. — Oxford: Osprey Publishing, 2011. — 488 p. — ISBN 978 1 84603 491 6.
- Door Robert Gerwarth, John Horne. War in Peace: Paramilitary Violence in Europe After the Great War (англ.) (англ.). — Oxford: Oxford University Press; Reprint edition, 2013. — 252 p. — ISBN 9780199686056.
- Richard G. Hovannisian. Armenia on the Road to Independence (англ.). — University of California Press, 1967. — 364 p.
- Richard G. Hovannisian. The Armenian People from Ancient to Modern Times — Vol. II. Foreign Dominion to Statehood: The Fifteenth Century to the Twentieth Century (англ.). — Macmillan Press, 1997. — 493 p. — ISBN 0312101686. — ISBN 9780312101688.
  - Ronald Grigor Suny. Eastern Armenians under tsarist rule // The Armenian People from Ancient to Modern Times / Richard G. Hovannisian. — Macmillan Press, 1997. — P. 109—137. — 493 p. — ISBN 0312101686. — ISBN 9780312101688.
- Kemal H. Karpat. Ottoman Population 1830-1914: Demographic and Social Characteristics (англ.). — University of Wisconsin Press, 1985. — ISBN 0-299-09160-0.
- Firuz Kazemzadeh. The struggle for Transcaucasia, 1917-1921 (англ.). — Philosophical Library, 1951. — 356 p.
- Mark Levene. The Crisis of Genocide. Devastation: The European Rimlands 1912-1938 (Crisis of Genocide). Vol.1 (англ.). — 2013. — 545 p. — ISBN 9780199683031.
- Michael A. Reynolds. Shattering Empires. The Clash and Collapse of the Ottoman and Russian Empires, 1908–1918 (англ.). — Cambridge University Press, 2011. — ISBN 978-0-521-14916-7.
- Eugene Rogan. The Fall of the Ottomans The Great War in the Middle East (англ.). — Basic Books, 2015. — 460 p. — ISBN 978-0-465-02307-3.
  - Юджин Роган. Падение Османской империи. Первая мировая война на Ближнем Востоке, 1914–1920 гг = The Fall of the Ottomans: The Great War in the Middle East. By Eugene Rogan. — М., 2018. — 560 p. — ISBN 978-5-91671-762-4.
- R. J. Rummel. Death by Government. — Transaction Publishers, 2011. — 496 p. — ISBN 9781412821292.
- Benjamin Lieberman. Terrible Fate: Ethnic Cleansing in the Making of Modern Europe (англ.). — Chicago: Ivan R. Dee, 2006. — 396 p. — ISBN 1-56663-646-9.
- Joseph R. Masih, Robert O. Krikorian. Armenia At the Crossroads (англ.). — Amsterdam: Harwood Academic Publishers, 1999. — 142 p. — ISBN 9789057023446.
- Justin McCarthy. Death and Exile: the Ethnic Cleansing of Ottoman Muslims, 1821-1922. — Princeton, N.J: The Darwin Press, Inc., 1995. — 383 p.
- McMeekin, Sean. The Berlin-Baghdad Express: The Ottoman Empire and Germany's Bid for World Power (англ.). — Cambridge, Massachusetts: Belknap Press of the Harvard University Press, 2010. — 460 p. — ISBN 9780674057395.
- Morgenthau. Ambassador Morgenthau's story (англ.) / [Henry Morgenthau, Formely American Ambassador to Turkey]. — Garden City, New York: Doubleday, Page & company, 1919.
- Murgul, Yalçın. Baku expedition of 1917-1918: a study of the Ottoman policy towards the Caucasus (англ.). — Ankara: The department of history Bilkent university Ankara, 2007. — 244 p.
- Noël, Lise. Intolerance, A General Survey (англ.). — Montreal: McGill-Queen’s University Press[англ.], 1994. — 288 p. — ISBN 0773511601.
- Onur Önol. The evolution of Tsarist policy on the Armenian question in the South Caucasus (1903-1914). — London: Birkbeck, 2014. — 293 p.
- Onur Önol. The evolution of Tsarist policy on the Armenian question in the South Caucasus (1903-1914). — London: Birkbeck, 2014. — 293 p.
- Stanford J. Shaw, Ezel Kural Shaw. History of the Ottoman Empire and Modern Turkey: Volume 2, Reform, Revolution, and Republic: The Rise of Modern Turkey 1808-1975 (англ.). — Cambridge University Press, 1977. — 548 p. — ISBN 0521291666. — ISBN 9780521291668.
- Ronald Grigor Suny. Looking toward Ararat (англ.). — Indiana University Press, 1993. — 310 p. — ISBN 9780253207739.
- Ronald Grigor Suny. The Baku Commune, 1917-1918: Class and Nationality in the Russian Revolution (англ.). — Princeton University Press, 1972. — 444 p. — ISBN 9780691657035.
- Laura Engelstein. Russia in Flames: War, Revolution, Civil War, 1914-1921 (англ.). — Oxford University Press, 2017. — 823 p. — ISBN 9780199794218.
- United and Independent Turania: Aims and Designs of the Turks (англ.) = Orig. publ.: Miatzyal yev angach Turania gam intch gu dzrarken Turkeru (англ.) / Zarevand, [pseud. Zaven Nalbandyan; Varduhi Nalbandyan]; Trans. from the Armenian by V.N. Dadrian. — Leiden: E. J. Brill, 1971. — 174 p.
- Alfred de Zayas. The Genocide Against the Armenians 1915-1923 and the Relevance of the 1948 Genocide Convention (англ.). — Beirut: Haigazian University, 2010. — 105 p. — ISBN 978-9953-475-15-8.
- Erik J. ZÜRCHER. The Young Turk Legacy and Nation Building From the Ottoman Empire to Atatürk’s Turkey (англ.). — I.B.Tauris & Co Ltd, 2010. — ISBN 978 1 84885 272 3.
- Erik J. ZÜRCHER. Turkey: A Modern History. — 3. — I.B.Tauris, 2004. — 424 p. — ISBN 9781860649585.

На французском языке
- Korganoff G. La Participation des Arméniens à la Guerre Mondiale sur le Front du Caucase (1914—1918) (фр.) / Le Général G. Korganoff. — Paris: Massis, 1927. — 209 p.
  - Корганов Г. Г. Участие армян в мировой войне на Кавказском фронте (1914—1918): с 19-ю схемами / Пер. с фр. Ю. Л. Пирумяна, Э. Е. Долбакяна. — 2-е изд., доп. — М.: Ключ-С, 2018. — 192 с. — ISBN 978-5-6041804-1-9. РИНЦ.
- Ternon Yves. Les Arméniens: histoiere d'un génocide :  [фр.] / Yves Ternon. — Éd. rev. et mise à jour. — Paris : Éd. du Seuil, 1996. — P. 196—200. — 437 p. — (Points Histoire ; 228). — ISBN 2-02-025685-1. — ISBN 9782020256858.

На турецком языке
- Dünya Savaşı’nda Kafkas (Doğu) Cephesi Uluslararası Sempozyumu (2014: Erzurum) (тур.) = The Caucasian (East) Front in the World War I International Symposium (2014: Erzurum) (англ.) / İnc. B. Aslan, S. Kılıç. — Ankara: Atatürk Araştırma Merkezi[тур.], 2015. — 930 S. — (Atatürk Kültür, Dil ve Tarih Yüksek Kurumu Atatürk Araştırma Merkezi yayını). — ISBN 978-975-16-3093-3.

### Статьи
На русском языке
- Аверченко С. В. Российская авиация на Кавказском фронте в годы Первой мировой войны (1914—1918 гг.) // Военно-исторический журнал. — 2014. — № 8. — С. 10—18. — ISSN 0321-0626. Архивировано 25 апреля 2018 года.
- Аверченко С. В. Российская авиация на Кавказском фронте в годы Первой мировой войны (1914—1918 гг.) // Военно-исторический журнал. — 2014. — № 9. — С. 11—19. — ISSN 0321-0626. Архивировано 26 апреля 2018 года.
- Алиев Э. Макинская узкоколейная железная дорога // «Семафор». — 2003. — Август (№ 3). — С. 24—26.
- Арутюнян А. А. Кавказский фронт Первой мировой войны: армянские добровольцы в борьбе за общую победу // Великая война 1914—1917 гг.: возвращение памяти : сб. ст. и докл.  / Под редакцией М.Б. Смолина, К.А. Залесского. — М.: РИСИ, 2015. — С. 199—205. — ISBN 978-5-7893-0239-2.
- Айрапетов О. Р. Закрытие Черноморских проливов в Первую мировую войну // Проблемы национальной стратегии. Российский институт стратегических исследований. — 2013. — № 3.
- Гасанлы Д. Армянские добровольцы на Кавказском фронте (1914—1916) // Кавказ и глобализация. — Лулеа: CA&CC Press AB, 2014. — Т. 8, № 3—4. — С. 201—221.
- Гафаров В. В. Политика Османской империи по организации восстания мусульман против России в годы Первой мировой войны // Вопросы истории. — Москва: Редакция журнала «Вопросы истории», 2018. — № 3. — С. 70—82.
- Жукова Л. А. Организация медицинской помощи беженцам на Кавказском фронте в годы Первой мировой войны // Военно-медицинский журнал. — Москва: Редакция «Военно-медицинского журнала», 2008. — Т. 329, № 3. — С. 107—110.
- Камалян Р. З. Нераскрытые страницы Первой мировой войны: участие армянских военных формирований на Кавказском фронте // Aspectus (международный научный журнал). — Краснодар, 2014. — № 4. — С. 105—109. РИНЦ.
- Камалян Р. З. Нераскрытые страницы Первой мировой войны: Участие армянских вооружённых формирований в Битлисской операции и Хизанском походе // Aspectus (международный научный журнал). — Краснодар, 2015. — № 1. — С. 50—58. РИНЦ.
- Камалян Р. З. Нераскрытые страницы Первой мировой войны: Ванская операция // Aspectus (международный научный журнал). — Краснодар, 2014. — № 2. — С. 146—152.
- Клинов А. С. Вопросы северо-восточной границы Турции // Голос минувшего. Кубанский исторический журнал. — Краснодар: Кубанский государственный университет, 2010. — № № 1/2. — С. 36—59.
- Мелкумян Г. А. Врачи-армяне на кавказском фронте первой мировой войны // Историко-филологический журнал. — Ереван, 1975. — № 3. — С. 126—134.
- Марукян А. Политика России на занятых территориях западной Армении в 1915 – 1917 годах // kavkazoved : Доклад на Международной научно-практической конференции «Кавказ в годы Первой мировой войны» (28—30 ноября 2014 г.). — Пятигорск, 2014.
- Г. Махмурян. От Сардарапата до Батума: армянская эпопея и период полураспада Четверного союза (апрель – июль 1918 г.) // Историко-филологический журнал. — Гитутюн, 2019. — № 3. — С. 83—95.
- Михайлов В. В. К вопросу политической ситуации в Закавказье на заключительном этапе первой мировой войны. — Санкт-Петербург: Вестник Санкт-Петербургского университета, 2006. — № 2 (вып. 4). — С. 125—138.
- Михайлов В. В. Разгром турецкой армии и овладение первоклассной крепостью: Эрзурумская операция 1915-1916 гг // Военно-исторический журнал. — 2006. — № 8. — С. 49—53.
- Михайлов В. В. Развал русского Кавказского фронта и начало турецкой интервенции в Закавказье в конце 1917 — начале 1918 гг // Клио. — Санкт-Петербург: OOO «Полторак», 2017. — № 2 (122). — С. 143—152.
- Олейников А. В. Огнотская операция Кавказской армии - триумф русской гаубичной артиллерии, июль – август 1916 г. // Битва гвардий. — 2020.
- Олейников А.В. Трапезундская операция. Битва за осколок Византийской империи // Битва гвардий. — 2021.
- Олейников А.В. Кавказский фронт Великой войны // Битва гвардий. — 2020.
- Олейников А.В. Об операциях Кавказской армии в 1914 - 1916. Ч. 3. Кампания 1915 г. – перед решающим броском // Битва гвардий. — 2022.
- Олейников А.В. «Кавказская» авиация // Битва гвардий. — 2022.
- Орешин С. А. Борьба за инициативу: военные действия на Кавказском фронте в 1915 году // Материал ежегодной научно-практической конференции «Первая мировая война. Взгляд спустя столетие». — Москва: Академия МНЭПУ, 2016. — Т. 2. — С. 147—154.
- Орешин С. А. «Между офицерским корпусом и солдатами образовалась непроходимая пропасть…» Кавказский фронт русской армии в условиях демобилизации и перемирия с Турцией (конец 1917 — начало 1918 г.) // Военно-исторический журнал. — 2022. — Т. 10. — С. 56—67.
- Ошеровский Л.Я. Идея автономного строя в Турецкой Армении под протекторатом России. — Пятигорск: Пятигор. арм. ком. по оказанию помощи добровольцам-дружинникам и беженцам армянам, 1915. — С. 15с.
- Ошеровский Л.Я. Трагедия армян-беженцев. — Кисловодск: Книгопечатня Г.Д. Сукиасянца, 1915. — С. 23с.
- Подпрятов Н.В. Армянские стрелковые батальоны в годы первой мировой войны // Исторические, философские, политические и юридические науки, культурология и искусствоведение. Вопросы теории и практики. — Тамбов: Грамота, 2014. — С. 159—161.
- Саакян Р. Отчет профессора В. В. Сапожникова о предварительном исследовании некоторых районов Западной Армении, завоеванных русскими войсками во время Первой мировой войны // Historical-Philological Journal. — Ереван, 2014. — № 1. — С. 236—245. — ISSN 0135-0536.
- Саакян Р. Армянское добровольческое движение на русско-турецком фронте (1914–1916 гг.) // Historical-Philological Journal. — Ереван, 2017. — № 1. — С. 3—25. — ISSN 0135-0536.
- Саркисян Е. Из истории турецкой интервенции в Закавказье в 1918 году // Известия Академии наук Армянской ССР. — 1958. — № 7. — С. 27—41.
- Степанянц С.М. Армяно-казачье боевое сотрудничество на Кавказском фронте в годы Первой мировой войны // Наука юга России. — 2018. — Т. 14, № 3. — С. 112—118. РИНЦ.
- Таучелов Б. Г. Некоторые аспекты российско-турецкого противостояния на Кавказском фронте Первой мировой войны (1914—1916 гг.) // Достижения вузовской науки. — Новосибирск: Общество с ограниченной ответственностью «Центр развития научного сотрудничества», 2016. — № 20. — С. 50—54.
- Тунян В.Г. Россия и организация управления Западной Арменией. 1915-1917. — Ереван, 2001. — Вып. 4. — С. 36—51.
- Чолахян В. А. Февральская революция и Кавказский фронт Первой мировой войны // Наука и общество. — Саратов: Саратовский социально-экономический институт (филиал) федерального государственного бюджетного образовательного учреждения высшего образования «Российский экономический университет им. Г. В. Плеханова», 2017. — № 28. — С. 56—63.
- Чолахян В. А. Первая мировая война: Кавказский фронт, проблемы беженцев и депортированных // Современные евразийские исследования. — Саратов: Саратовский национальный исследовательский государственный университет имени Н. Г. Чернышевского, 2014. — Т. 3. — С. 24—31.
- Шатилов П. Н. Битлисская операция // Военно-исторический вестник. — Париж, 1964. — № 24. — С. 3—7.
- Кавказский фронт Первой мировой войны. 1914—1917 гг. : Сборник документов / Отв. ред. А. Н. Артизов; состак каки.н. Б. Б. Давыдов, Н. Г. Захарова, к.и.н. И. В. Карпеев, С. А. Харитонов, к.и.н. О. В. Чистяков, Е. Е. Колоскова, к.и.н. М. Е. Малевинская, к.и.н. Д. Г. Мартиросян, Ю. В. Басенко, к.и.н. Г. Г. Авагян, к.и.н. С. С. Мирзоян. — М. : Фонд «Связь Эпох», 2020. — 1168 с. ; 16 с. ил. ISBN 978-5-604-39451-9
- Степанянц С.М. Деятельность Первопрестольного Эчмиадзина в годы первой мировой войны // Территория науки. — 2014.
- Степанянц С.М. Участие армянского духовенства в Первой Мировой войне на стороне России // Известия Российского государственного педагогического университета им. А. И. Герцена. — 2008.

На английском языке
- Rouben Paul Adalian. Encyclopedia of genocide (англ.)  / ed. Charny I. W.. — Santa Barbara, California: ABC-CLIO, 1999. — P. 71—73. — ISBN 9780874369281.
- Stephan Astourian. The Armenian Genocide: An Interpretation :  [англ.] // The History Teacher. — Society for the History of Education, 1990. — Vol. 23, № 2 (February). — P. 111—160. — ISSN 0018-2745. — doi:10.2307/494919. — JSTOR 494919.
- Astourian Stephan H. The Armenian Genocide: History, Politics, Ethics (англ.)  / ed. Richard G. Hovannisian; foreword [by] George Deukmejian. — New York: St. Martin's Press, 1992. — P. 53—79. — ISBN 0312048475.
- Ayhan Aktar. Debating the Armenian Massacres in the Last Ottoman Parliament, November - December 1918 (англ.) // Oxford University Press. — 2007. — 64 Autumn. — P. 247.
- Vahakn N. Dadrian. The Armenian Genocide: an interpretation (англ.) // America and the Armenian Genocide of 1915  / Winter Jay[англ.]. — Cambridge University Press, 2003. — P. 52—100. — ISBN 0521829585.
- Vahakn N. Dadrian. Armenians in Ottoman Turkey and the Armenian Genocide (англ.) // Dinah L. Shelton. Encyclopedia of Genocide and Crimes Against Humanity. Vol. 1 (A—H). — Macmillan Reference, 2005. — P. 67—76. — ISBN 0-02-865992-9.
- Brad Dennis. Armenians and the Cleansing of Muslims 1878–1915: Influences from the Balkans (англ.) // Journal of Muslim Minority Affairs. — 2019. — Т. 39, вып. 3. — ISSN 1469-9591 1360-2004, 1469-9591.
- Peter Holquist. The Politics and Practice of the Russian Occupation of Armenia, 1915—February 1917 (англ.) // A Question of Genocide: Armenians and Turks at the End of the Ottoman Empire / Ronald Grigor Suny, Fatma Muge Gocek, Norman M. Naimark. — Oxford: Oxford University Press, 2011. — P. 151—174.
- Ronald G.Suny. «They Can Live in the Desert but Nowhere Else»: Explaining the Armenian Genocide One Hundred Years Later (англ.). — Juniata College, Pennsylvania: Juniata Voices, 2016. — P. 208—229.
- Sahakyan R. O. From the history of the Armenian volunter movement on the Russian-Turkish front during World War Ι (англ.) // Историко-филологический журнал. — Ереван, 2017. — No. 1. — P. 3—25. — ISSN 0135-0536.
- Ulrich Trumpener. Turkey’s Entry into World War I: An Assessment of Responsibilities (англ.) // The Journal of Modern History. — 1962. — December (vol. XXXIV, no. 4). — doi:10.1086/239180.
- Christopher J. Walker. World War I and the Armenian Genocide (англ.) // The Armenian People from Ancient to Modern Times — Vol. II. Foreign Dominion to Statehood: The Fifteenth Century to the Twentieth Century  / Richard G. Hovannisian. — Macmillan Press, 1997. — P. 239—273. — ISBN 0312101686.